# Domgarten Speyer

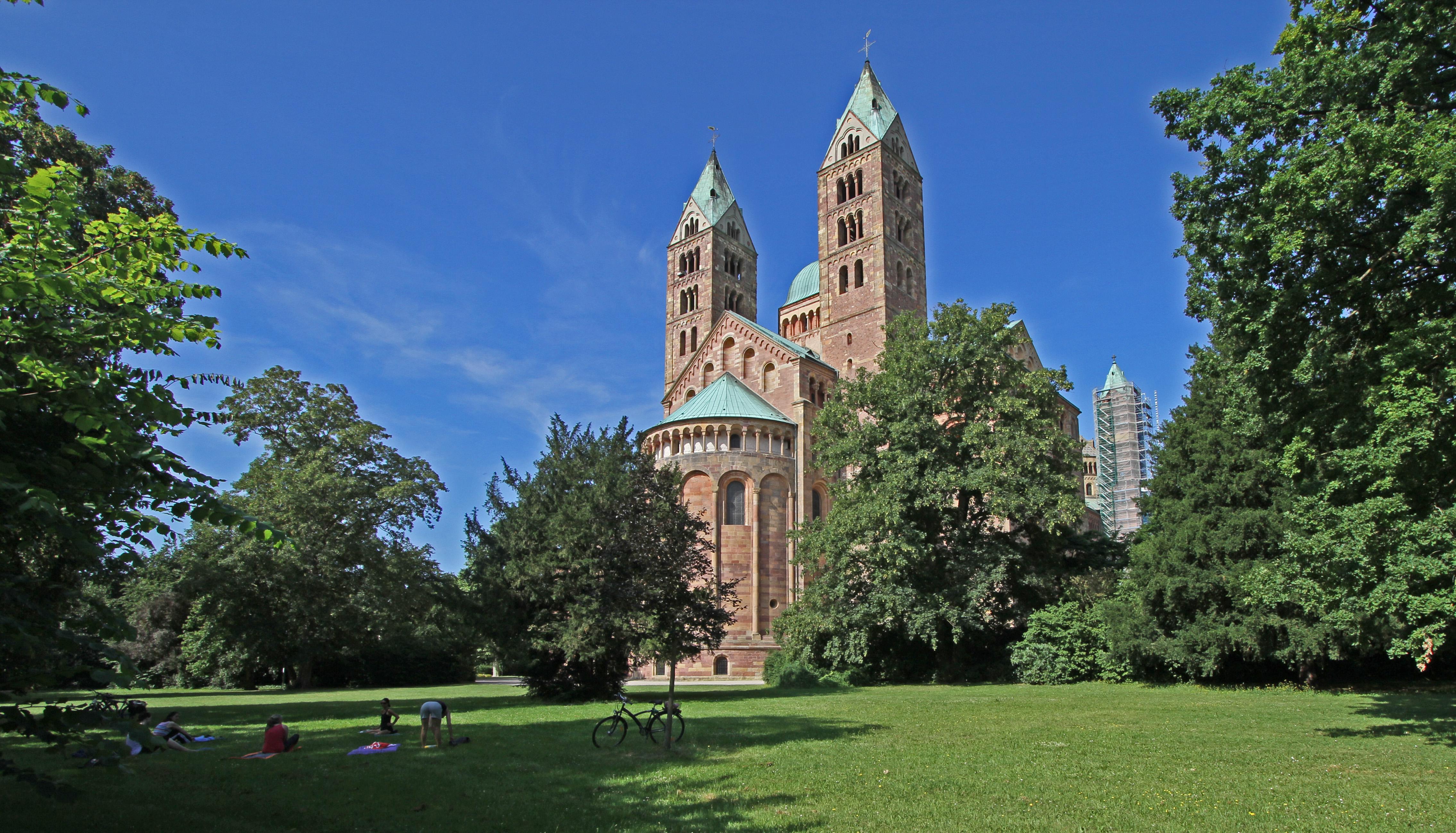
Speyrer Dom mit Bäumen des Domgartens von Nordosten

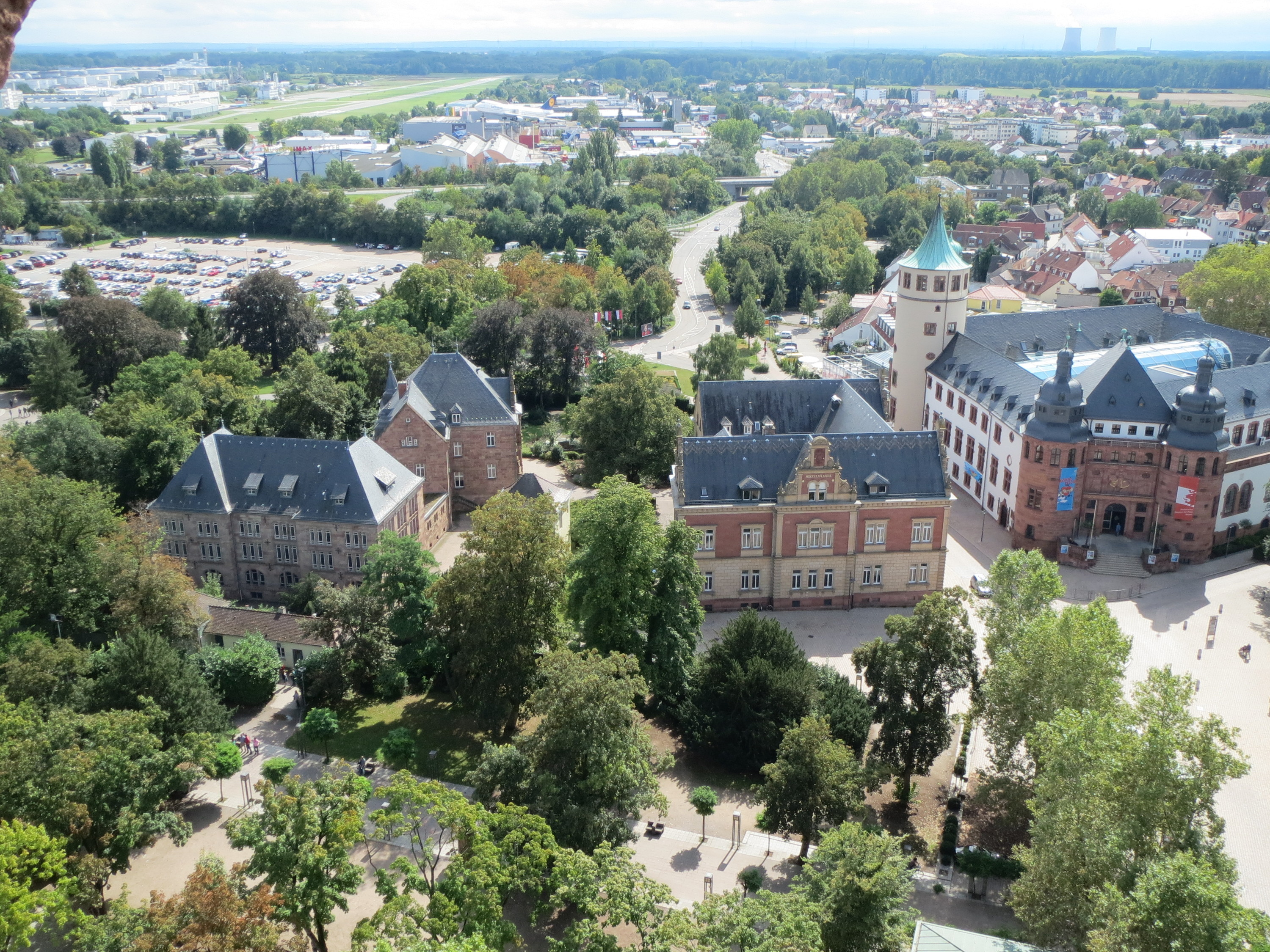
Blick vom Domturm auf einen Teil des Domgartens

Der Domgarten (pfälzisch: Dummgaade) von Speyer ist eine denkmalgeschützte Parkanlage im Norden, Osten und Süden des Speyerer Doms.

## Geschichte

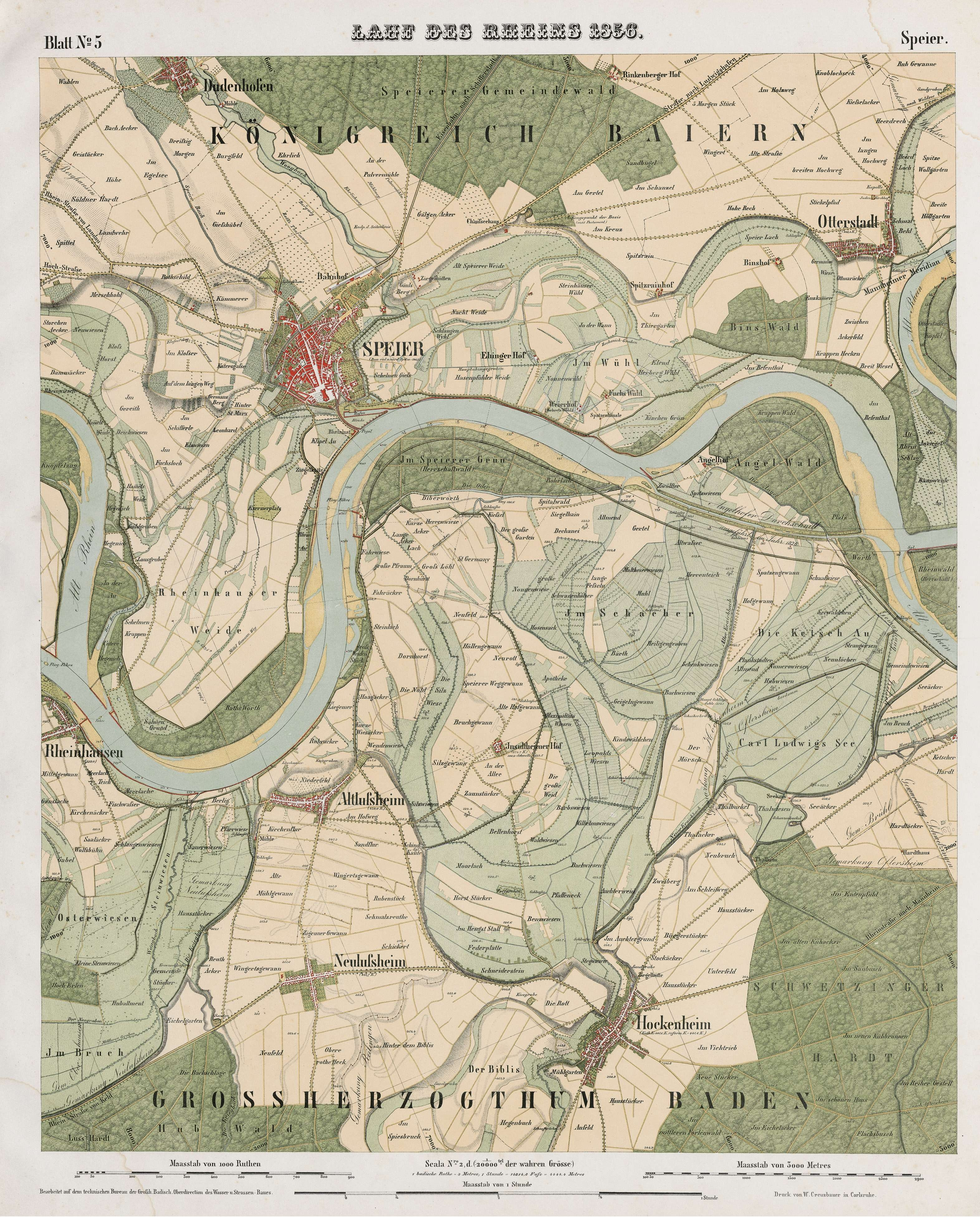
Rhein längs der badisch-bayerischen Grenze 1856-1858

In der Salier-Zeit floss der Rhein nahe am Dom vorbei. durch die Rheinbegradigung des 19. Jahrhunderts fließt er heute weiter östlich, wodurch eine große Freifläche zwischen Dom und Rhein entstand. 

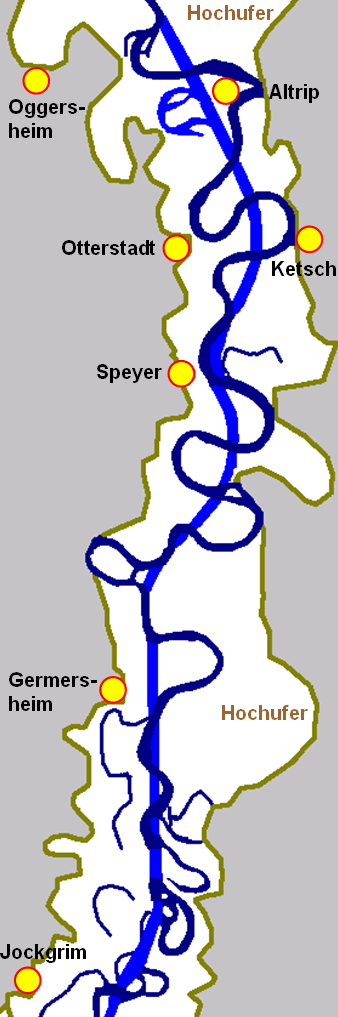
Rheinkorrekturplan
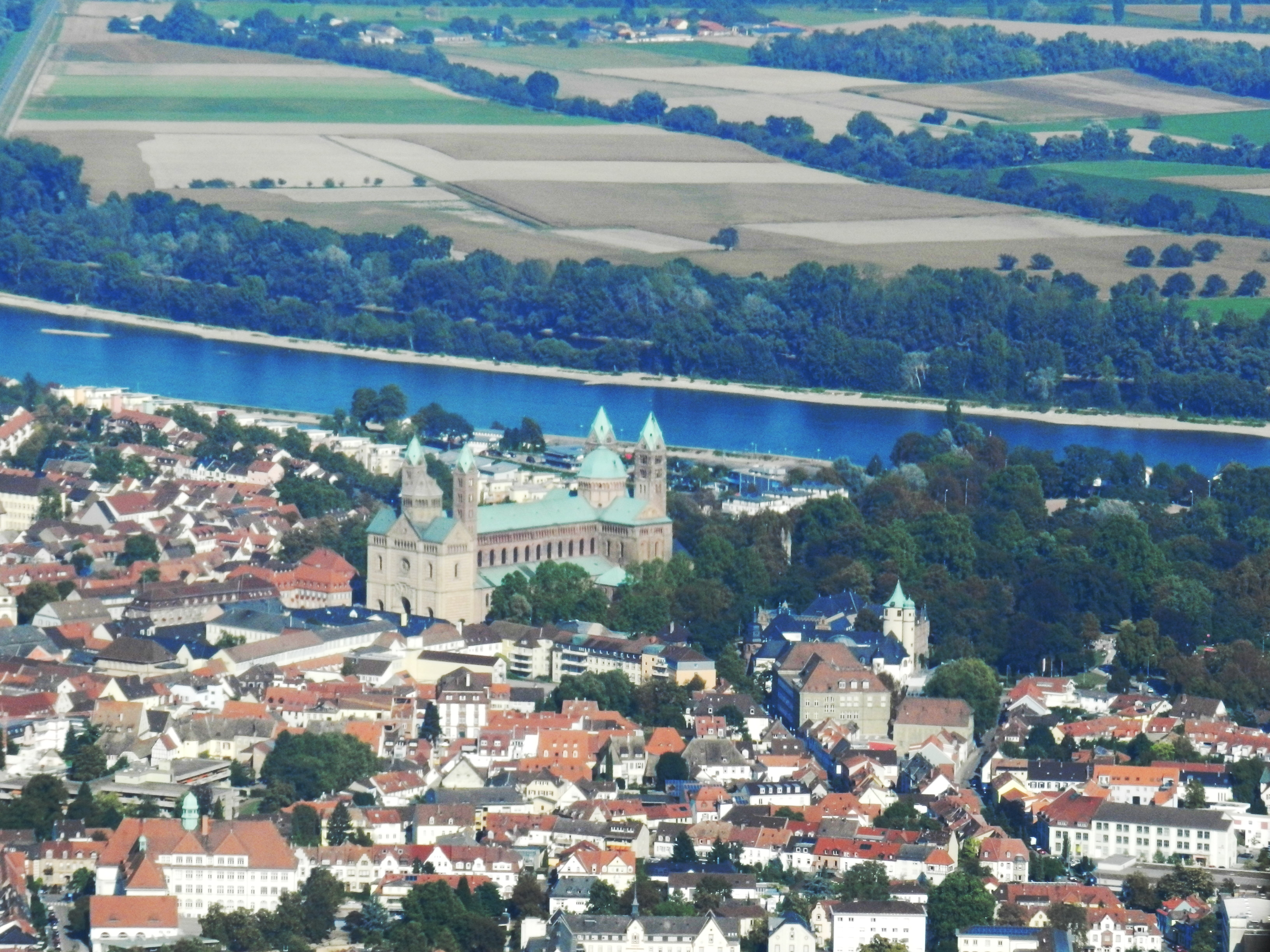
Dom mit Bäumen des Domgartens und Rhein

Schon zur Zeit der Zugehörigkeit des linken Rheinufers zu Frankreich war geplant, den Bereich um den Dom in einen öffentlichen Park umzuwandeln. Vom 13. Juli 1812 liegt eine Kostenschätzung vor, doch durch die napoleonischen Kriege kam es nicht zur Umsetzung.
Nach dem Übergang der Pfalz an das Königreich Bayern wurde der den Dom umgebende Park nach Abräumung der Ruinen ab 1821 auf Veranlassung von Carl Albert Leopold von Stengel angelegt. Stengel wurde dafür am 23. Dezember 1837 – auch wegen seiner Verdienste um ein eigenständiges Bistum Speyer und das Schulwesen – das Ehrenbürgerrecht der Stadt Speyer verliehen.
Der Domgarten besteht aus zwei Teilen, die durch den Verlauf der Stadtmauer in einen östlichen und einen westlichen Teil unterschieden sind und bis zum Rhein reichen. Beide Teile zusammen haben eine Gesamtfläche von 124.300 Quadratmetern.
1956 debattierte der rheinland-pfälzische Landtag in Mainz ausführlich, um die Besitzverhältnisse im Domgarten zu klären und verwandelte sich dadurch „in ein historisches Seminar“.
Der persönliche Referent des Oberbürgermeisters erklärte 2017 auf eine Anfrage:

„Die Besitzverhältnisse im Domgarten sind aufgrund der wechselvollen Beziehung zwischen Kirche und Stadt in den vergangenen Jahrhunderten vielschichtig miteinander verwoben. Als grobe Richtschnur mag gelten, dass sich das Areal des oberen Domgartens tendenziell eher im kirchlichen, das des unteren Domgartens tendenziell eher im städtischen Eigentum befindet.“

Diese komplexen Verhältnisse ergaben sich aus der Zugehörigkeit der Pfalz zu Frankreich, danach zu Bayern und der jeweiligen Rolle der Kirche.
Im Jahr 1990 gestaltete der Architekt Oswald Mathias Ungers den Domplatz um und befreite ihn von parkenden Autos. Ein Ziel war eine bessere Aufenthaltsqualität für Fußgänger.

### Dom-Info
Die Dom-Info befindet sich in einem würfelförmigen Sandsteingebäude südlich des Doms. Das Gebäude wurde nach Wettbewerben 1984/85 und 1988 vom Architekten Oswald Mathias Ungers entworfen, der auch den Domplatz gestaltet hat.
Dort erhalten Besucherinnen und Besucher Audioguides, Souvenirs und Eintrittskarten zu unterschiedlichen Sonderführungen. Das Obergeschoss dient als Bürofläche.

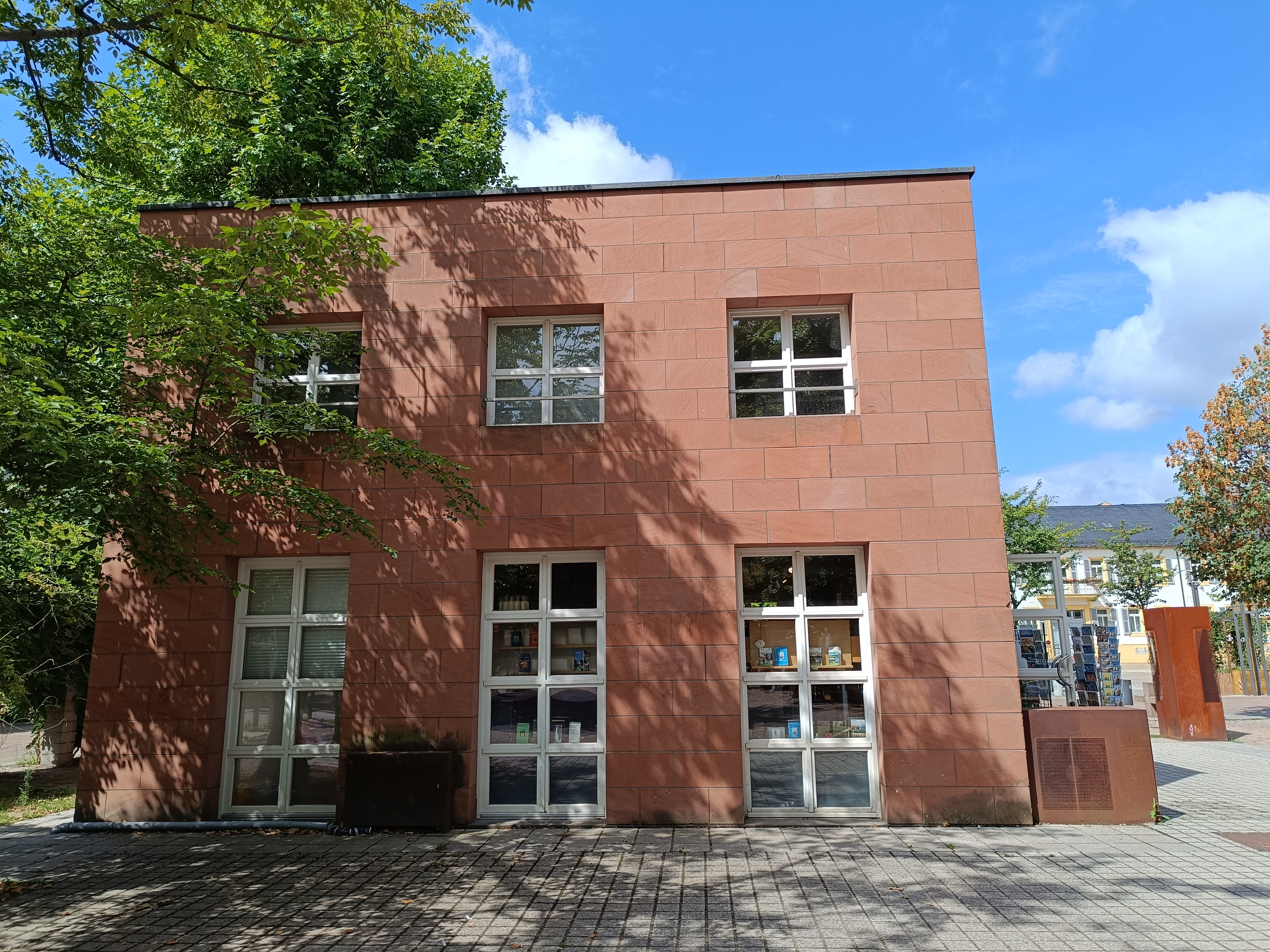
Dom-Info
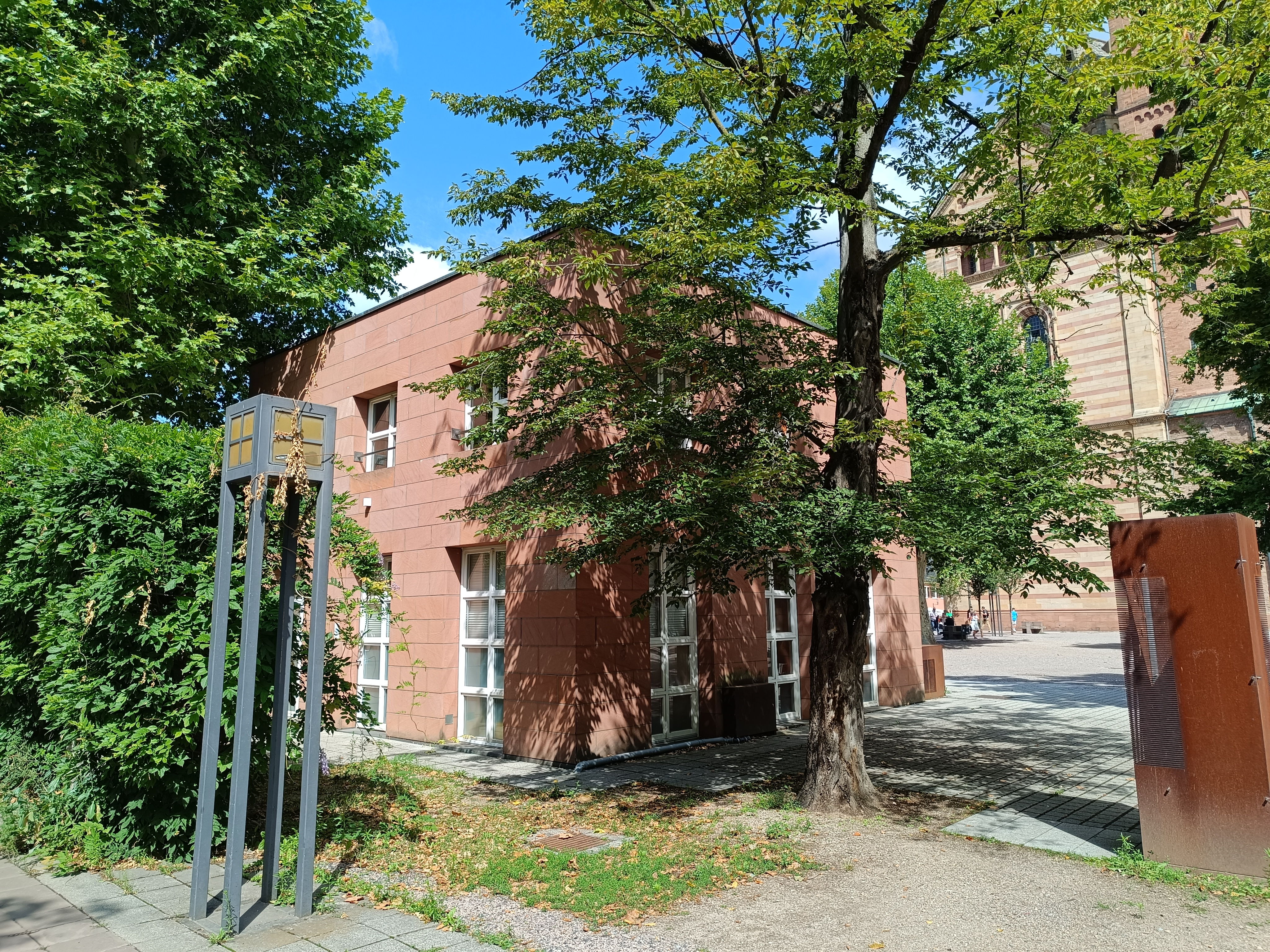
Dom-Info

Das Besucherzentrum wurde 2016 eröffnet und soll als zentrale Anlaufstelle für die Dombesucher dienen.

## Natur
Im Domgarten stehen die ältesten Bäume Speyers. Die ersten Platanen wurden dort bereits 1816 angepflanzt. Außerdem gibt es Berg-Ahorn und Hainbuchen. Viele Bäume sind aber mittlerweile durch die Hitze so geschädigt, dass bereits über Nachpflanzungen nachgedacht wird.

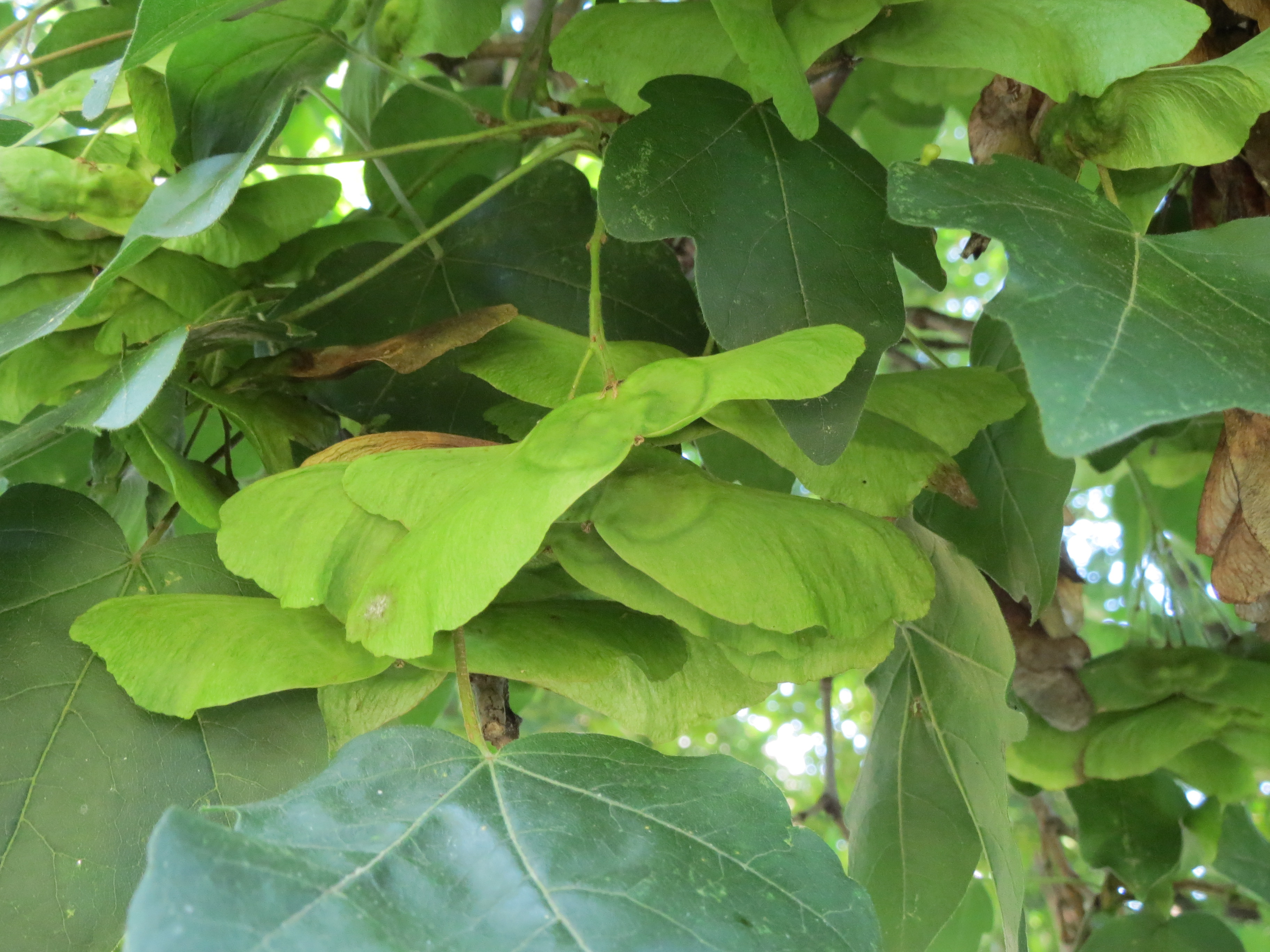
Feldahorn (Acer campestre)
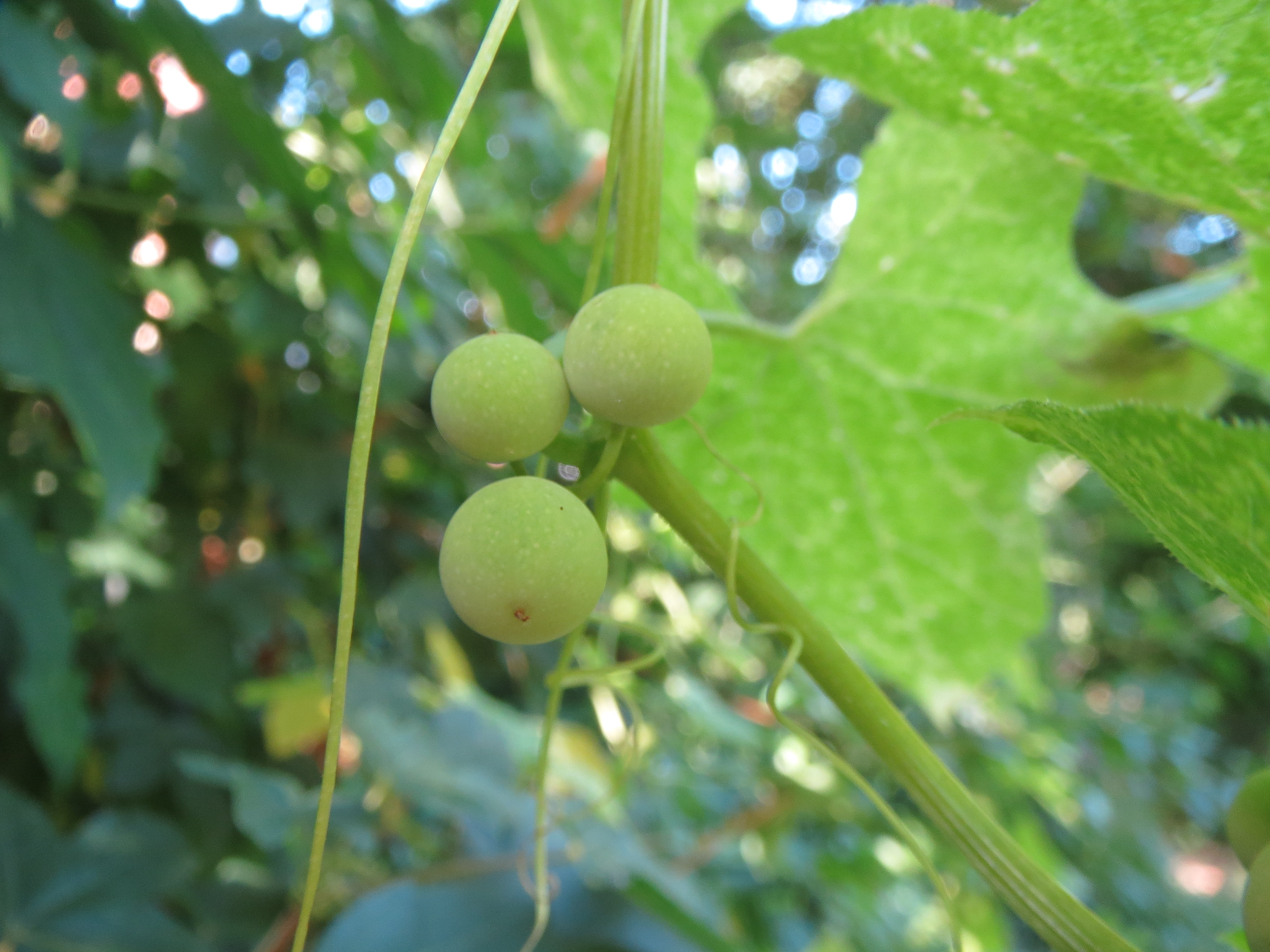
Rote Zaunrübe (Bryonia dioica)
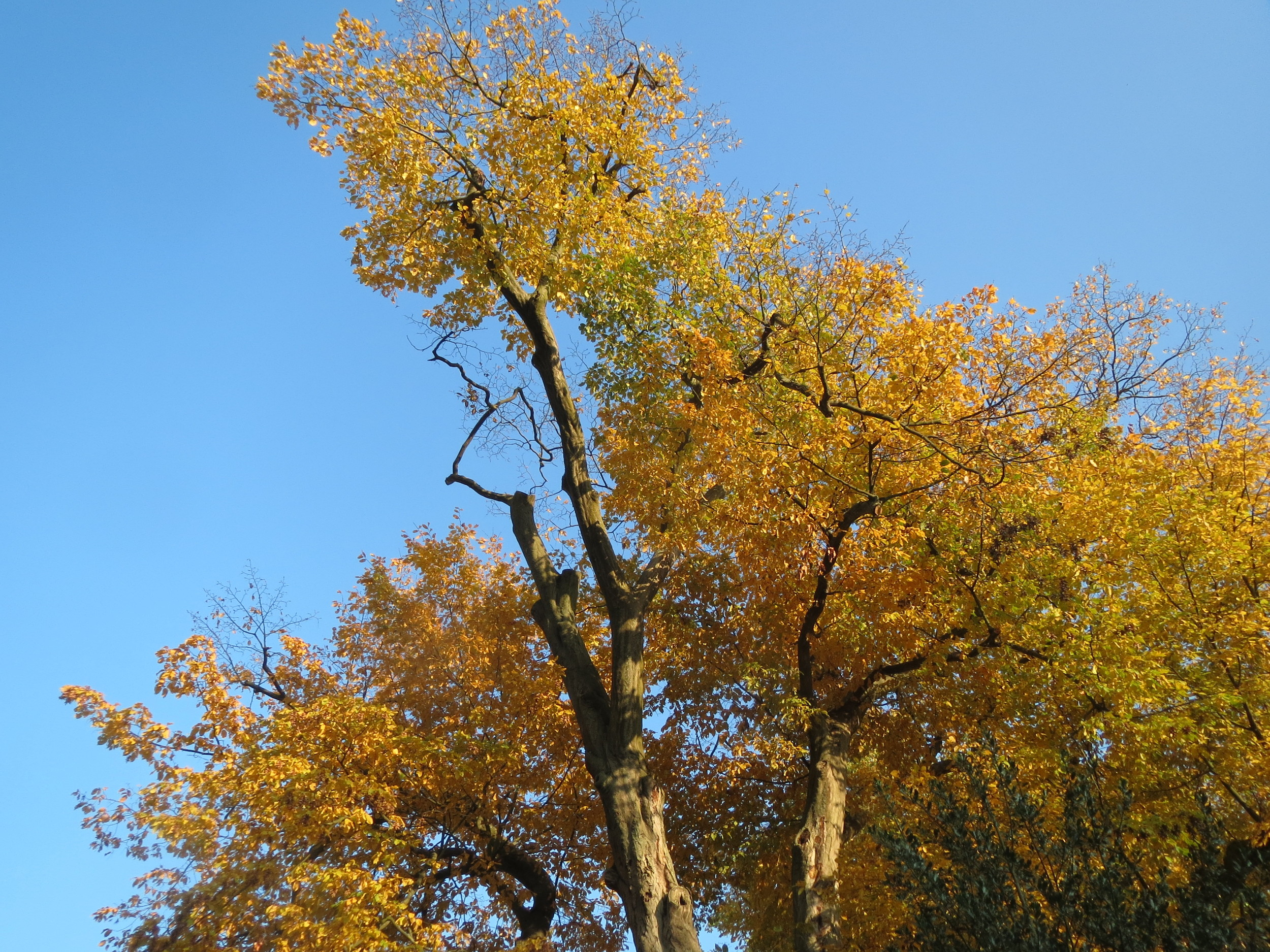
Hainbuche (Carpinus betulus)
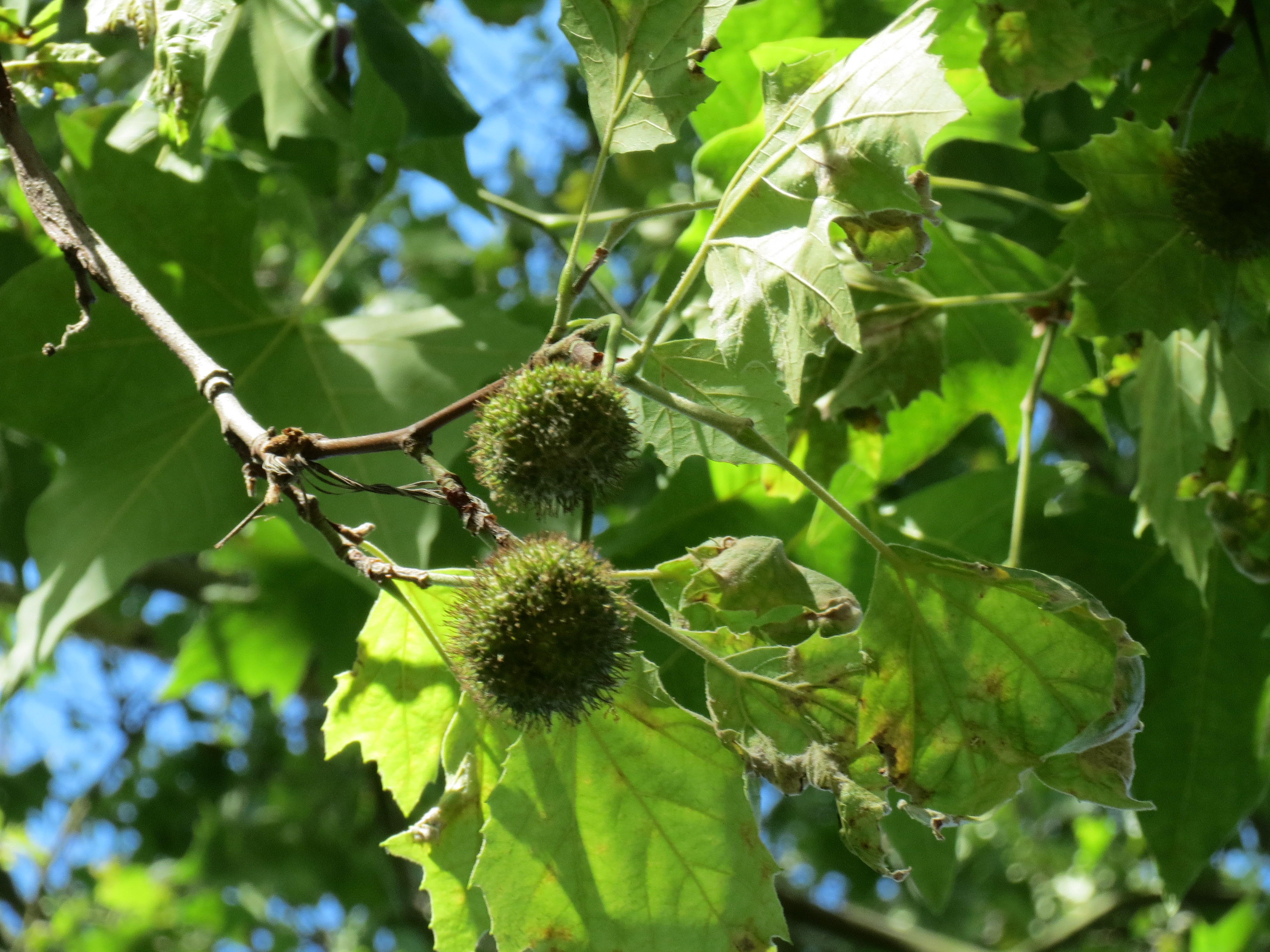
Platane (Platanus × hispanica)
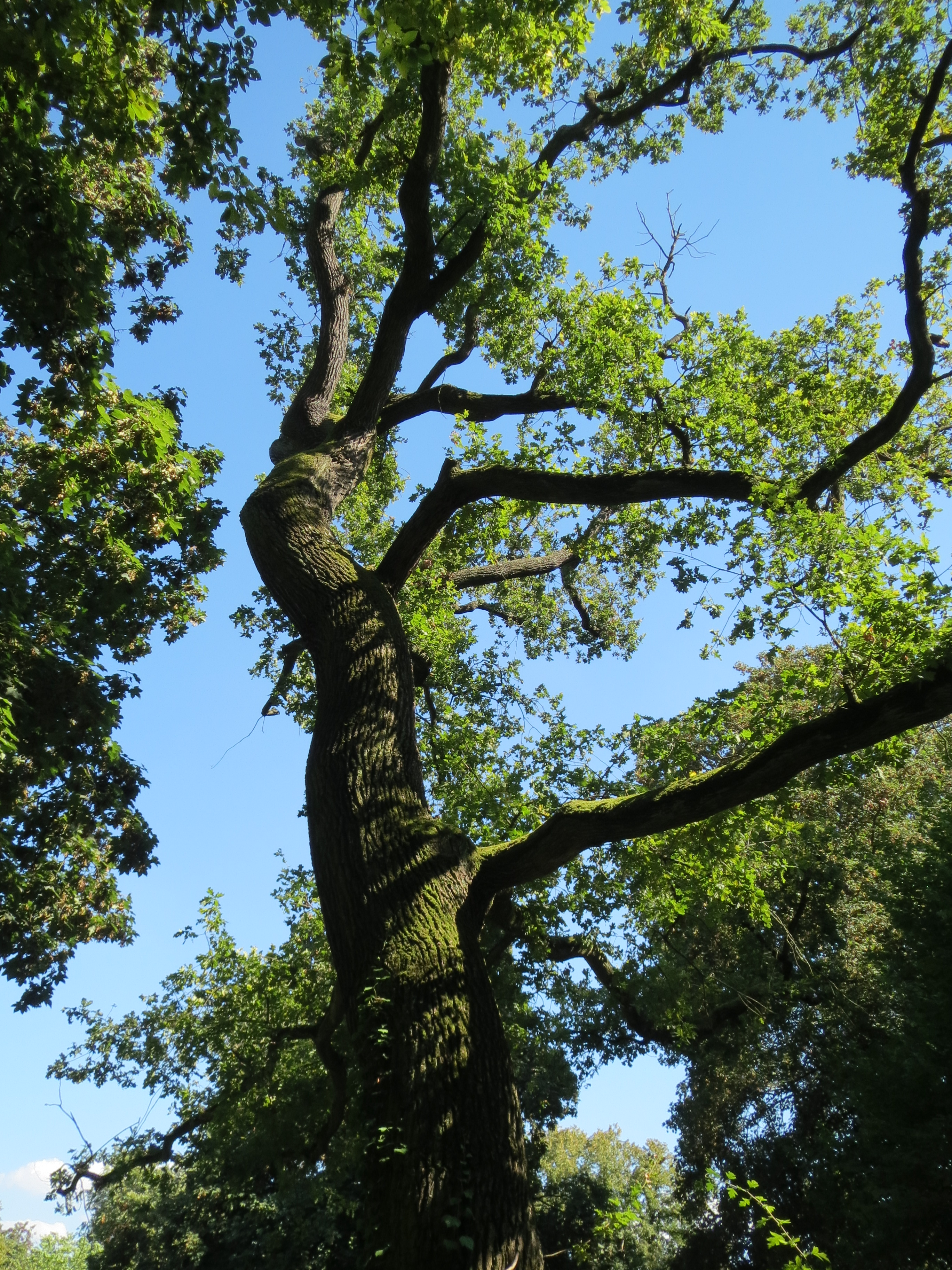
Eiche (Quercus robur)
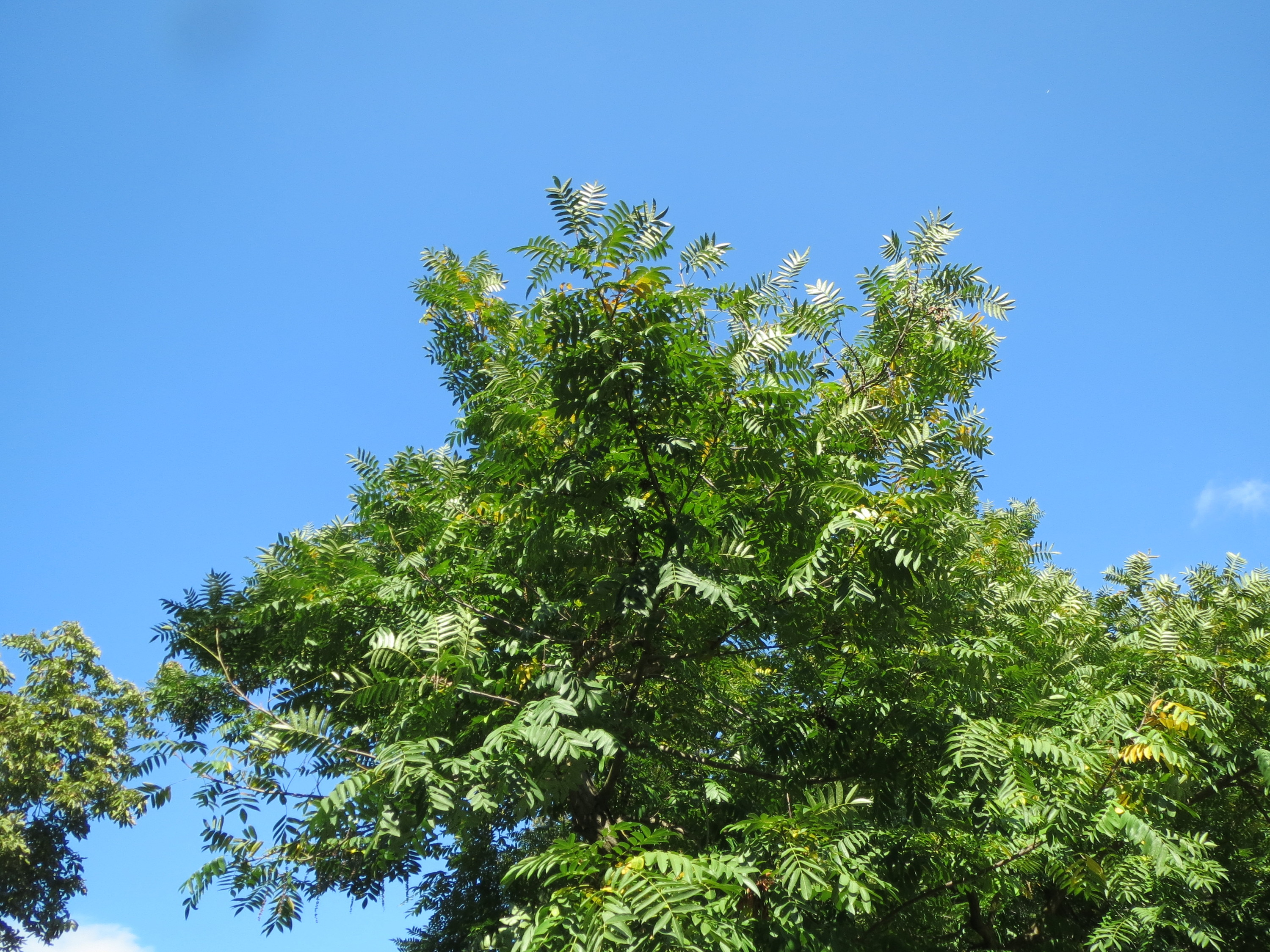
Japanischer Schnurbaum (Styphnolobium japonicum)

Der Bund für Umwelt und Naturschutz Deutschland hat im Park 15 Vogelarten festgestellt. Illegale Drohnenflüge scheinen aber die besonders streng geschützten Uhus, die auf den Domtürmen nisten, vom Brüten abzuhalten.

## Ausstattung

### Blindentastmodell
2020 wurde auf einem Sandsteinsockel an der Südseite des Doms ein Blindentastmodell im Maßstab 1:100 aufgestellt. Es hat eine Gesamtgröße von 150 mal 80 Zentimetern und eine Standhöhe von 70 Zentimetern. Die Standhöhe ist so gewählt, dass auch Rollstuhlfahrer das Modell erreichen können. Eine Inschrift in Brailleschrift und in Schwarzschrift vermittelt zudem einige grundsätzliche Informationen.

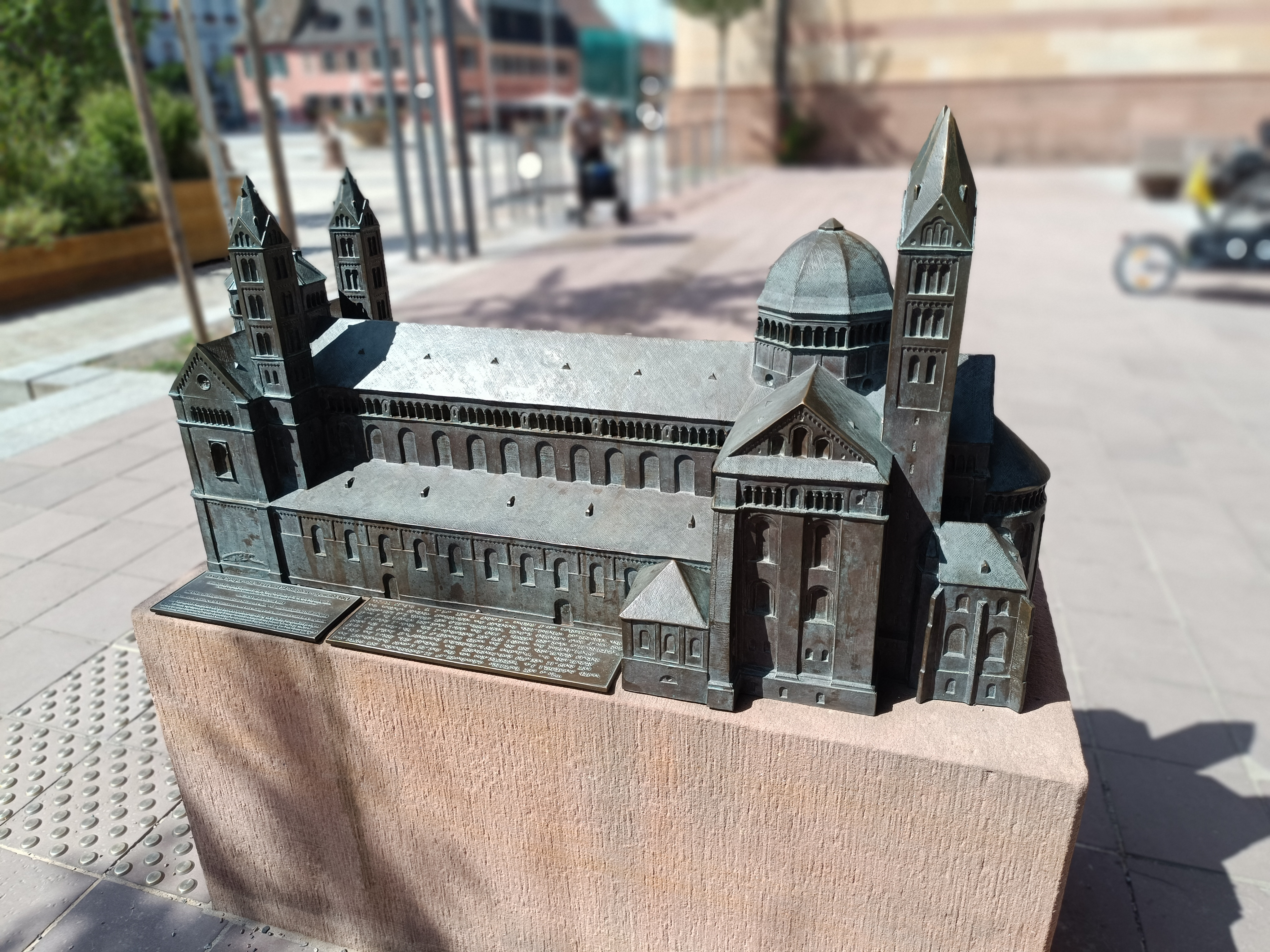
Blindentastmodell
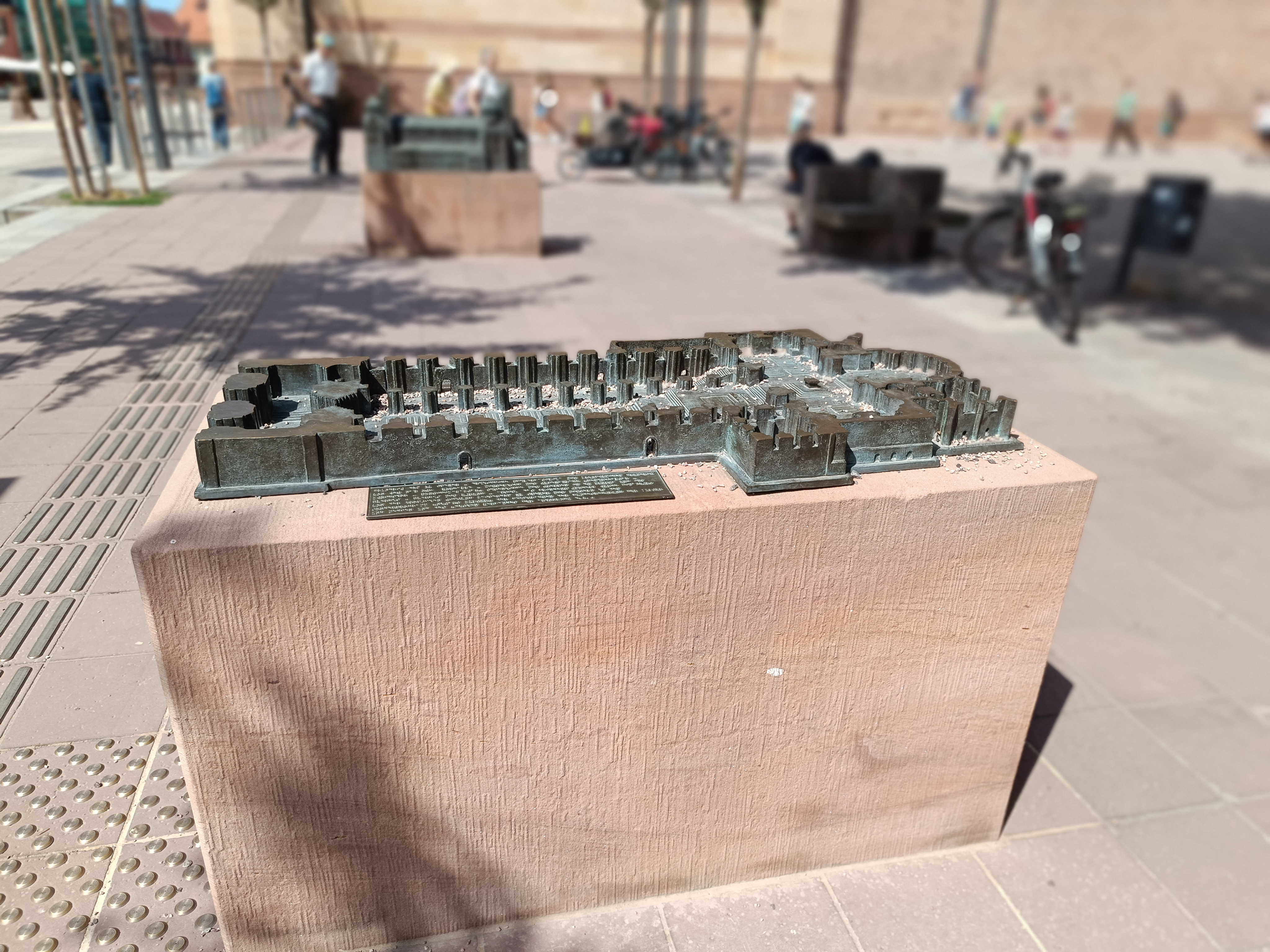

Mit einem weiteren Modell im gleichen Maßstab, das im Jahr 2023 aufgestellt wurde, ist sowohl der Grundriss als auch das aufsteigende Mauerwerk ertastbar. Das Modell bildet einen Schnitt durch den Dom in etwa 10 Metern Höhe ab. Sowohl für Blinde als auch für Sehende wird damit die geometrische Gliederung des Baus verdeutlicht.
Auch Sehende verschaffen sich mit Hilfe des Modells einen Überblick über den Dom und lernen die Details kennen.
Hergestellt hat die beiden Modelle der Bildhauer Egbert Broerken. Finanziert wurden sie von der Europäischen Stiftung Kaiserdom zu Speyer.

### Ölberg
Der Ölberg geht zurück auf eine Stiftung des Domkapitulars Wipert von Finsterlohe († 1503). Er stand im Zentrum des Innenhofs eines von 1505 bis 1512 durch Nikolaus Elser sowie Hans Seyfer errichteten Kreuzganges.

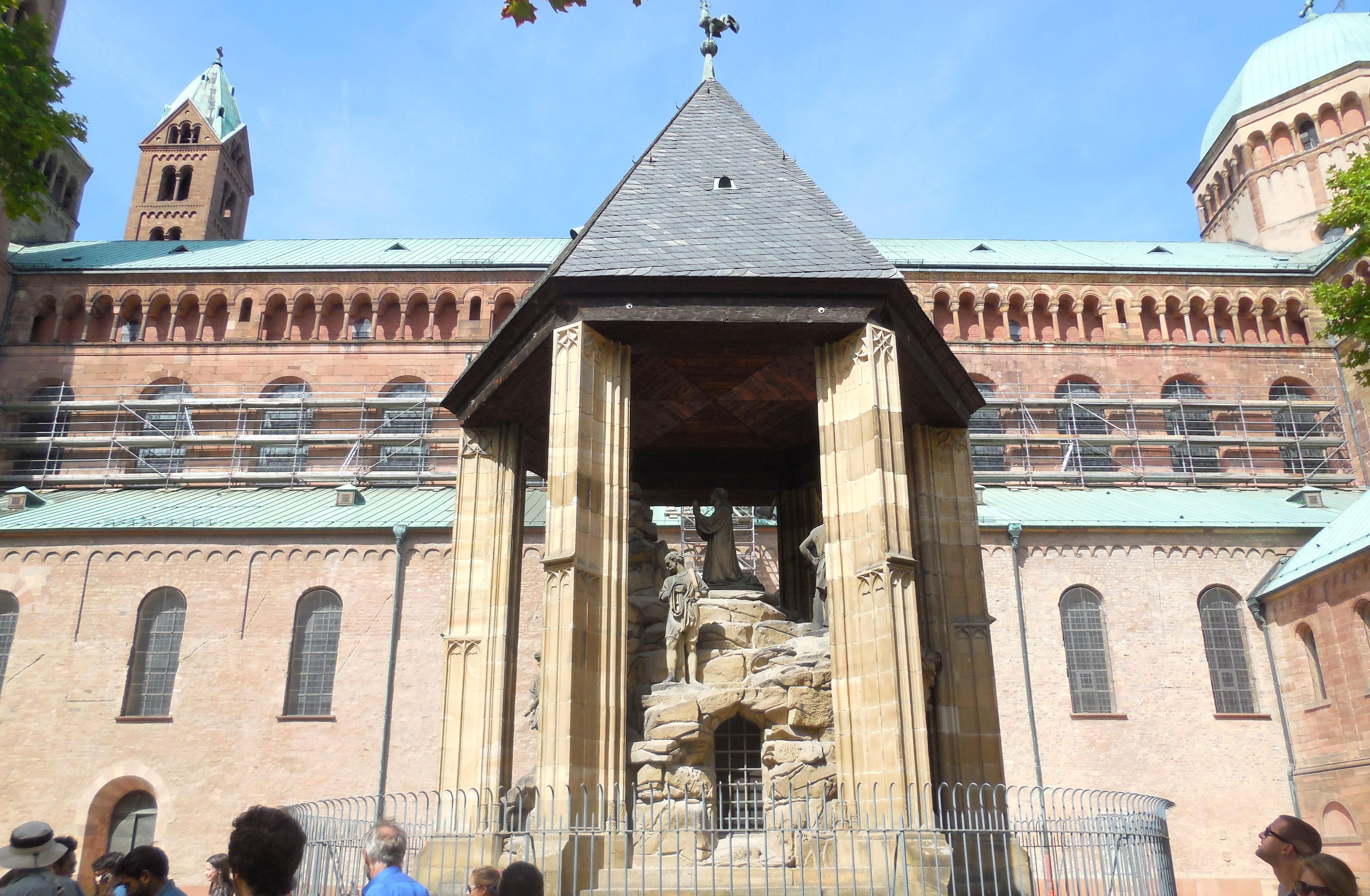
Ölberg vor dem Dom
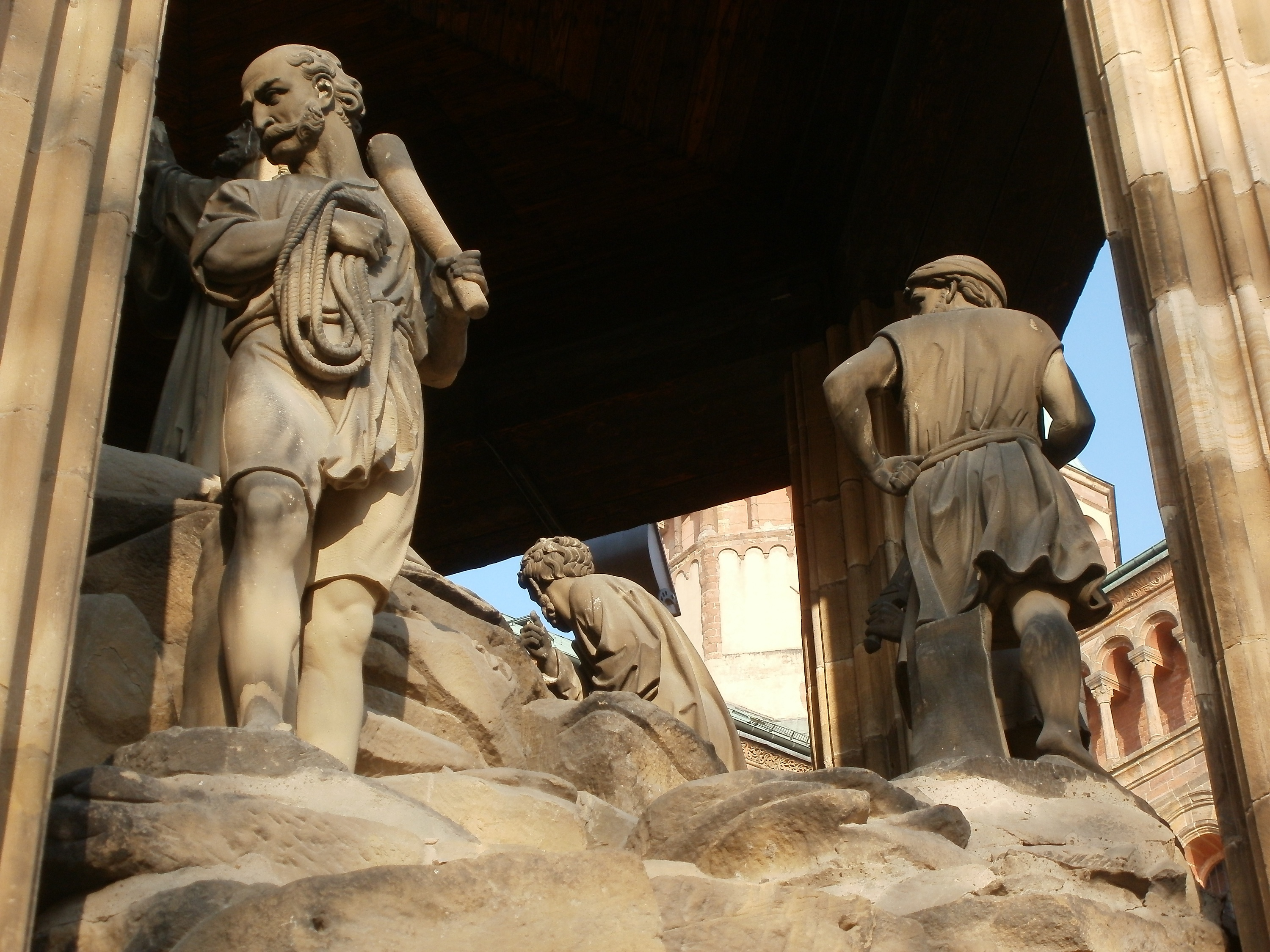
Detail
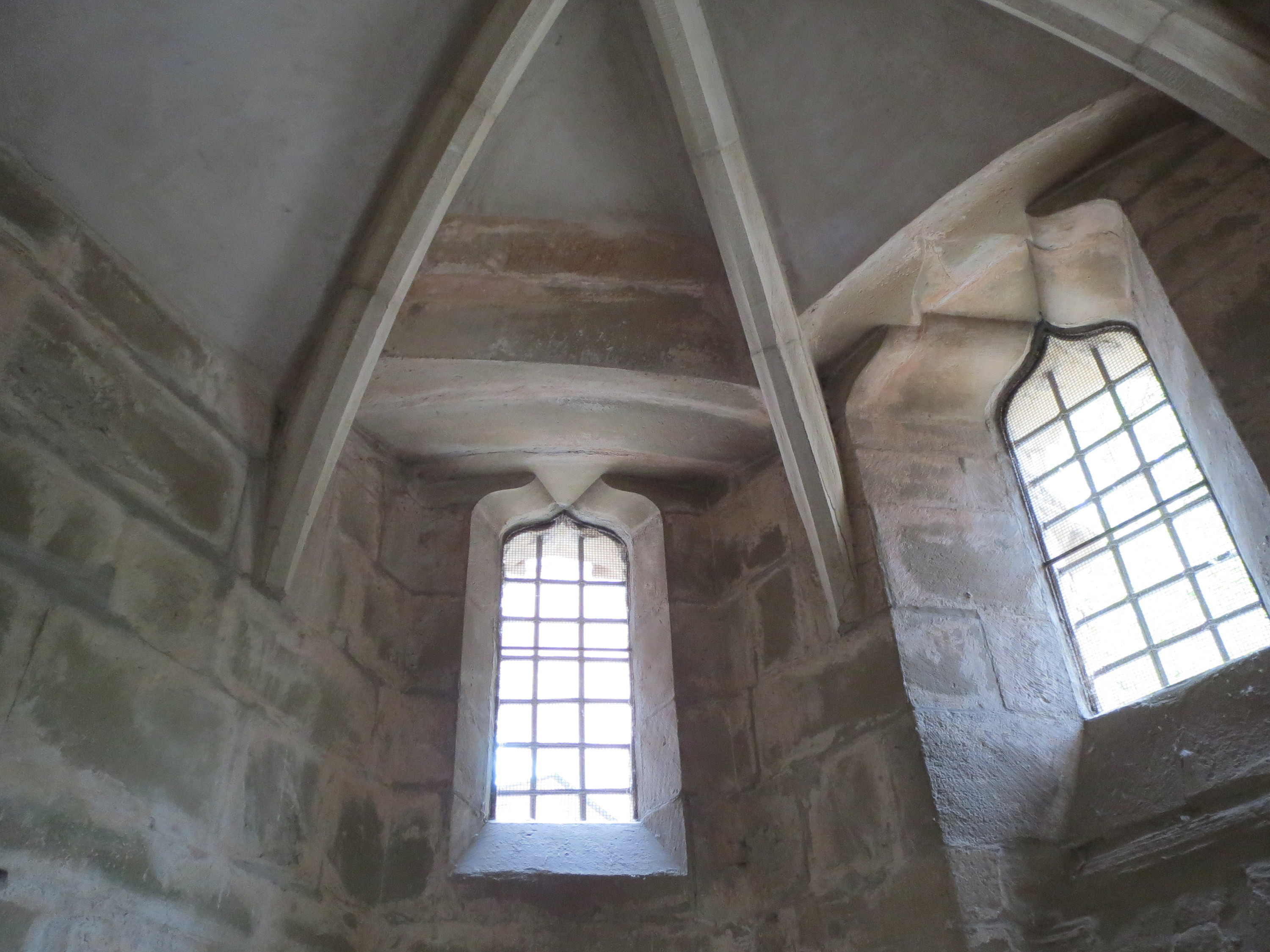
Michaelskapelle unter dem Ölberg

Seine Kunstfertigkeit bewies Seyfer an einem Kriegsknecht, bei dem er unter der zerrissenen Hose auf dem Bein ein Eiterpflaster mit einer Fliege darstellte. Die Originalfiguren stehen heute im Historischen Museum der Pfalz.
)

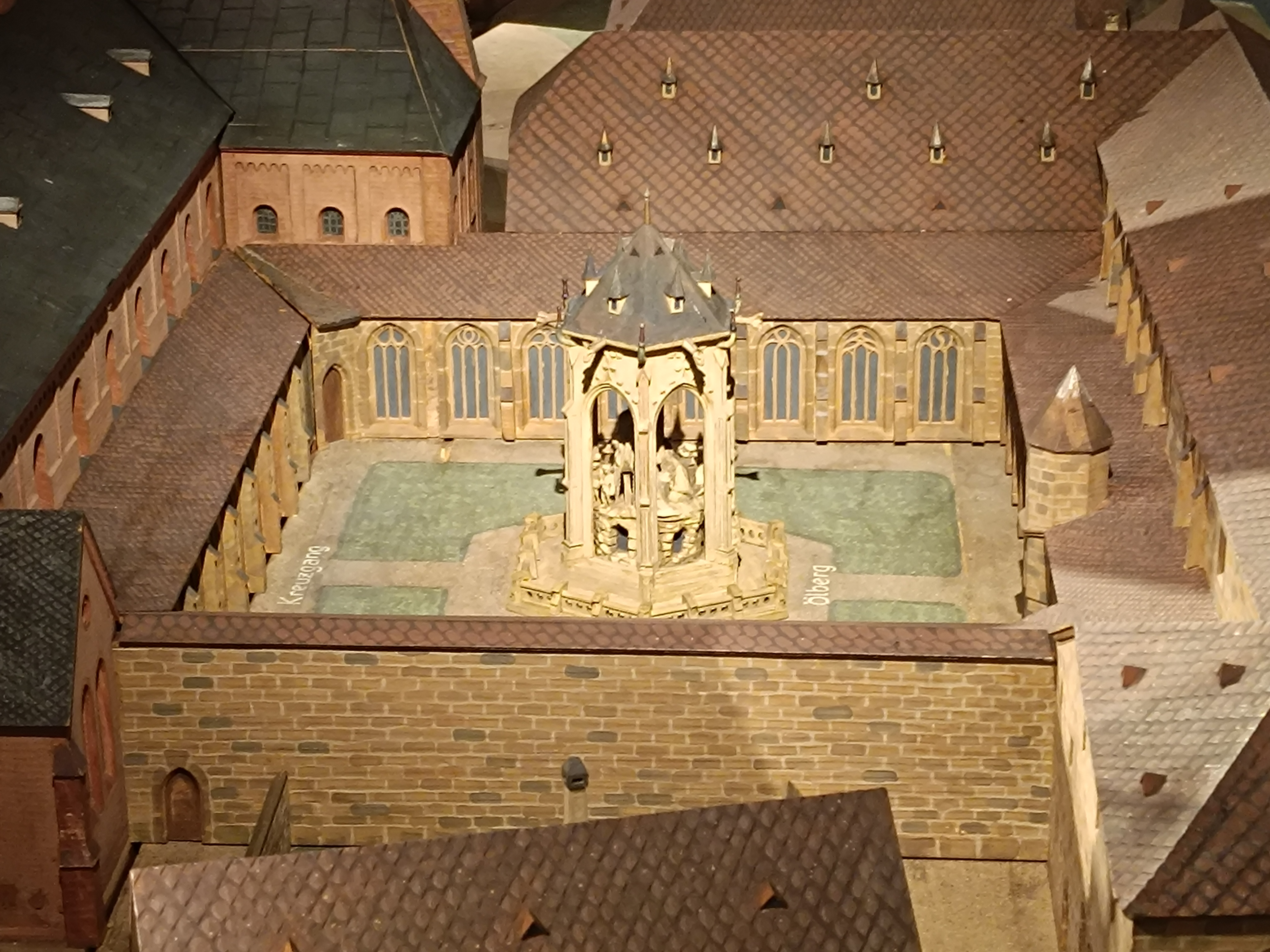
Ölberg innerhalb des ehemaligen Kreuzgangs (Modell im Historischen Museum der Pfalz

Der in den Jahren 1509 – 1511 errichtete Ölberg wurde von Zeitgenossen als ein Kunstwerk gepriesen, „wie es im gesamten Deutschen Reich - und darüber hinaus – kein zweites von gleicher Qualität zu finden sei. Ohne jedes Zögern erhoben sie ihn in den Kreis der antiken Weltwunder...“
In einem lateinischen Gedicht berichtete der Jesuit Johannes Armbrust in der Mitte des 17. Jahrhunderts vom alten Ölberg:

„Am Abend, sobald der Priester das Buch schließt und von den harten Kämpfen des leidenden Christus und dem Donnern der bewaffneten Scharen und den furchtbaren Schrecken berichtet hat, kommen die Menschen in ehrfürchtigem Staunen und umringen in großer Zahl den Ölberg. Sofort werden ringsum Fackeln angezündet, die mit ihren frommen Flammen die Nacht erleuchten. So strahlt die Umgebung des Ölbergs und tief golden auch der Ölberg selbst, dass rundum der Eindruck hellen Tageslichts entsteht. Mütter, junge Frauen, kleine Mädchen halten in den Händen helle Lichter, verbrennen wohlriechendes Wachs und zerschlagen die schwarzen Schatten mit hellem Glanz. [...]“

Beim großen Brand 1689 wurden der Ölberg wie auch der Dom selbst stark beschädigt. Der Kreuzgang wurde nicht mehr restauriert, sondern fiel 1820 dem Bestreben zum Opfer, um den Dom herum eine freie Anlage zu schaffen. Lediglich der Ölberg blieb als Ruine erhalten. Später wurde ein Dach aufgesetzt, um den völligen Zerfall zu verhindern. Ohne Lichteinfall von oben hat die Ölberggruppe aber viel von ihrem ursprünglichen Glanz verloren.
Außerdem wurden die Skulpturen ergänzt. Zum Schutz vor Vandalismus wurde, vermutlich in den 1960er Jahren, ein Zaun errichtet.
Das Innere des Ölberges birgt eine kleine Kapelle, die dem Erzengel Michael gewidmet ist. Diese ist sehr schlicht und ohne Ausstattung.
Die steinerne Figurengruppe stellt dar, wie Jesus auf dem Ölberg in Jerusalem vor seiner Gefangennahme verzweifelt betet, während seine Jünger schlafend herumliegen. Auf einem Weg empor nähert sich Judas Iskariot mit den Schergen und ein Hauptmann mit sechs Soldaten. Ganz oben befindet sich ein Engel.

### Albert von Mußbach

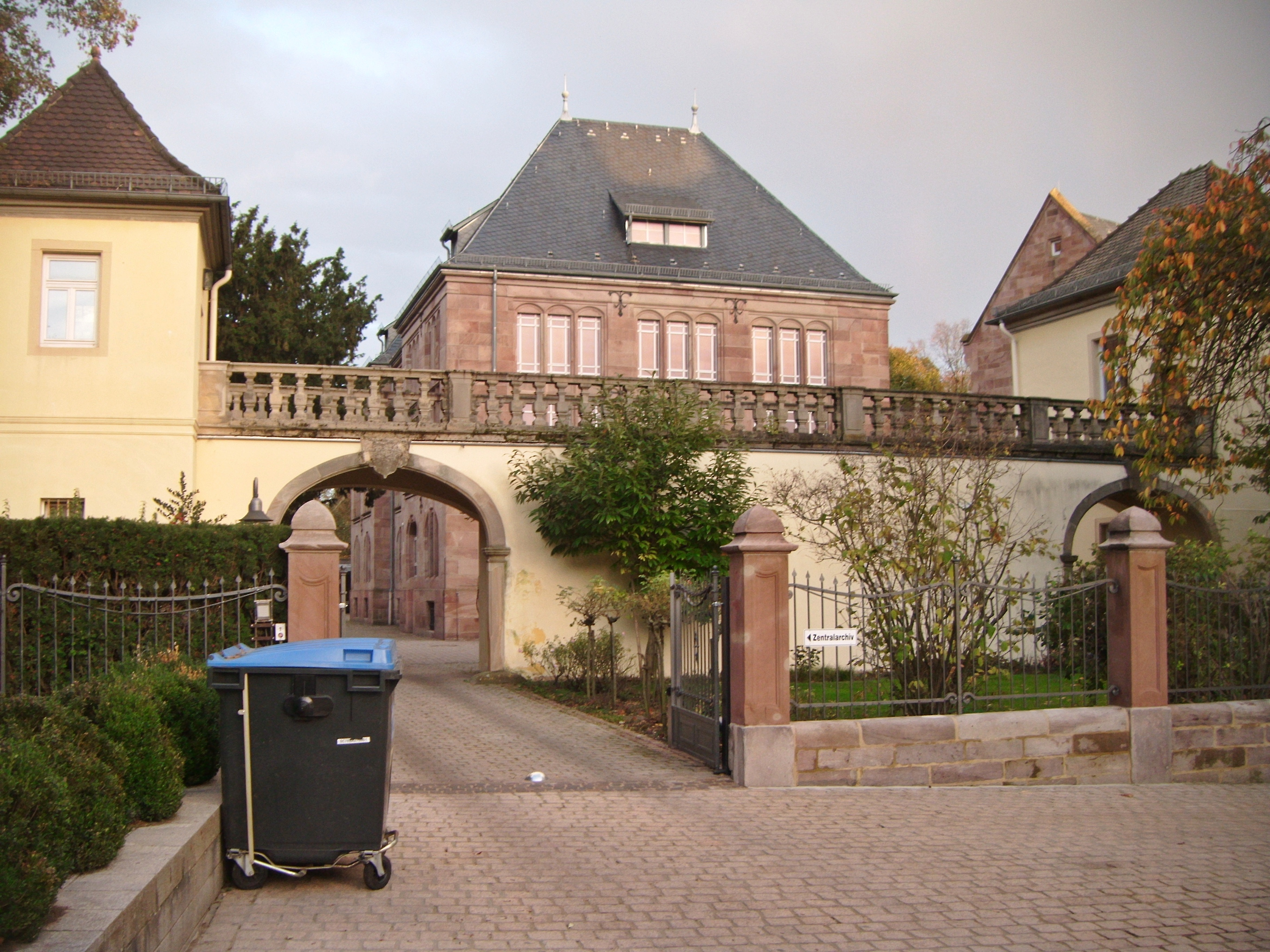
Zentralarchiv der Evangelischen Kirche der Pfalz. Hier stand der historische Schlegelhof, in dem Albert von Mußbach wohnte.

Zwischen Schlegelhof und Kreuzgang/Ölberg wurde am Karfreitag 1277 der Domdechant Albert von Mußbach grausame ermordet. Seine Leiche wies eine tiefe Brustwunde mit Verletzung des Herzens sowie mehrere Rücken- und Seitenwunden auf. Überdies war die Kehle durchgeschnitten, der Schädel eingeschlagen und die linke Hand abgetrennt. Der oder die Mörder wurden nicht gefasst, möglicherweise sogar von der Stadt gedeckt. Am Ort des Verbrechens errichtete man ein Steinkreuz, das heute nicht mehr existiert.
Hintergrund mag ein Streit um Steuern gewesen zu sein. In der bischoflosen Zeit 1276 versuchte die Freie Reichsstadt Speyer, sich Rechte des Bistums anzueignen. Hauptstreitpunkt war das Ungeld, eine Art Umsatzsteuer auf Wein, Bier und Getreide, das bisher der Bischof vereinnahmte, nunmehr aber  von der Stadt beansprucht wurde. Albert von Mußbach beschwerte sich deswegen bei Papst Johannes XXI. und zog damit den Zorn der Bürger auf sich.

### Friedrich Magnus Schwerd
Das Denkmal mit der Büste des Lehrers Friedrich Magnus Schwerd von Ferdinand von Miller ehrt den in Speyer lehrenden Astronomen, der ein neues Messverfahren für Geodäsie entwickelte.

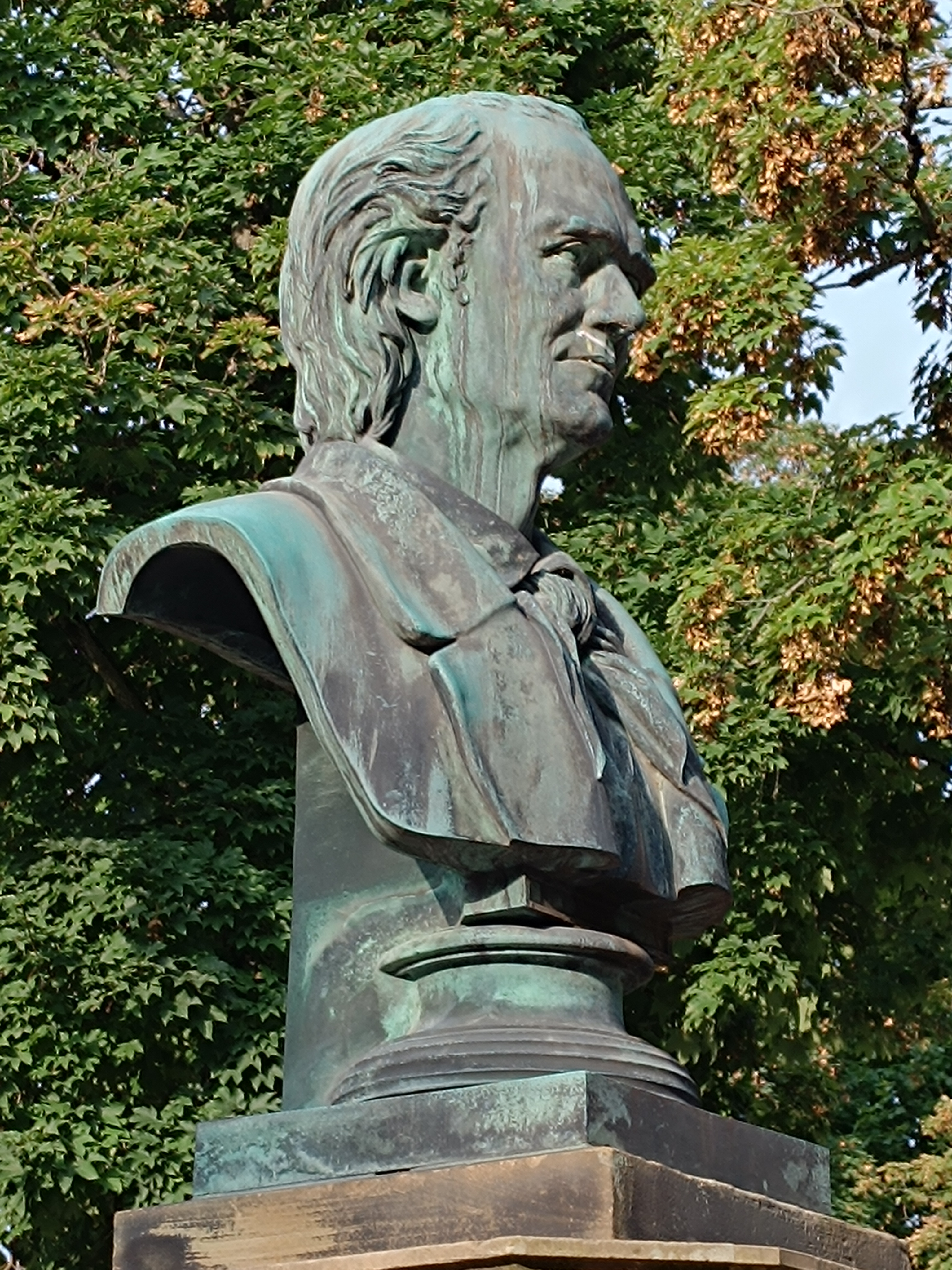
Friedrich Magnus Schwerd
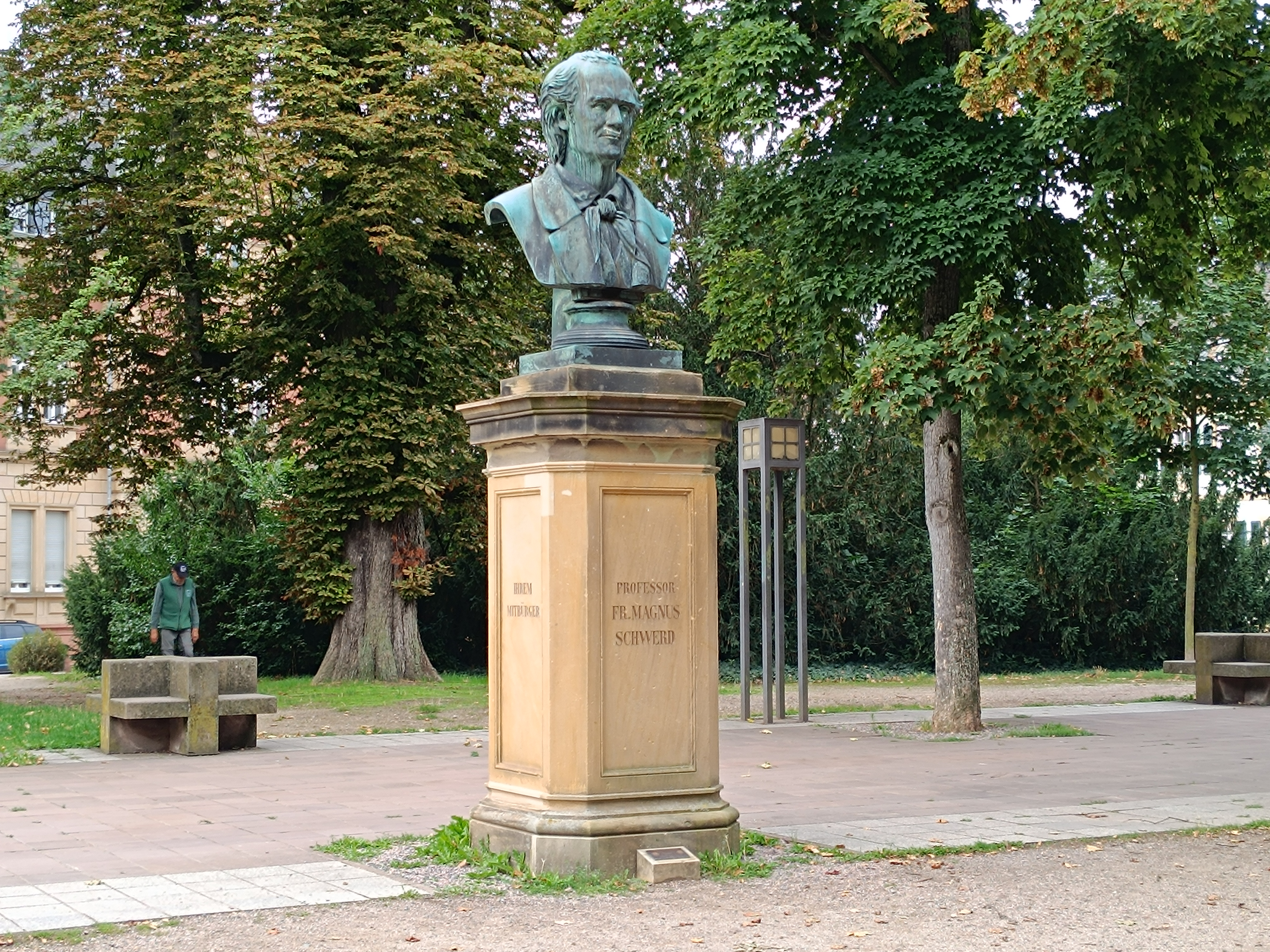
Stele
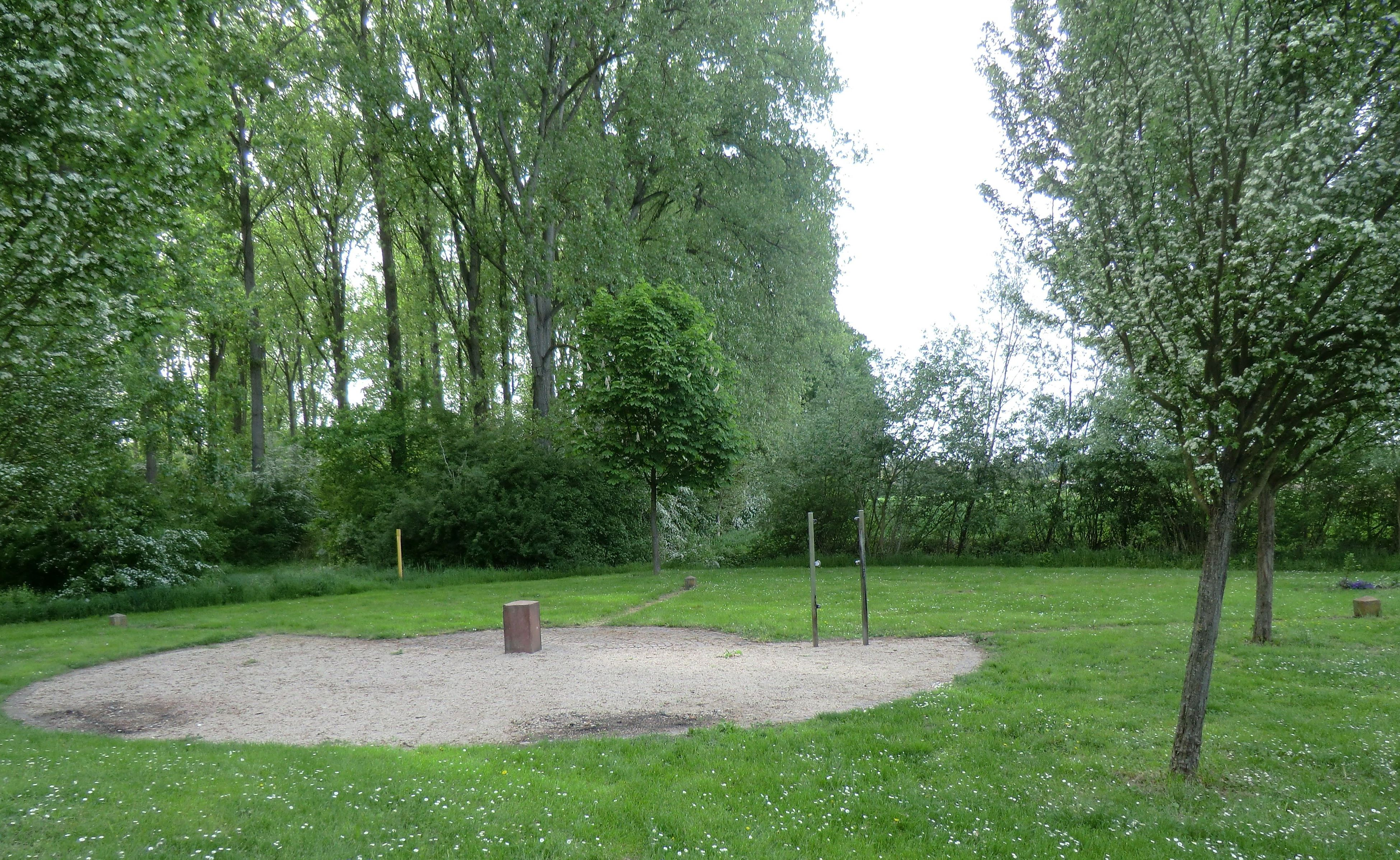
Kleine Speyerer Basis

Schwerd revolutionierte die Landvermessung mit dem Prinzip der Triangulation. 1851 nahm er im Dom die damals präzisesten Pendelmessungen zur Erdrotation vor. Er lehnte mehrere Rufe von Universitäten ab und blieb 58 Jahre lang Lehrer. Sein berühmtester Schüler war der Polarforscher Georg von Neumayer. Während in Gesamtdeutschland das metrische System erst 1871 eingeführt wurde, war es durch Schwerds „Rechenbuch“ in „Rheinbayern“ schon seit 1828 in Gebrauch.
1861 hielt die Gesellschaft Deutscher Naturforscher und Ärzte ihre 36. Jahresversammlung in Speyer ab, weil der Arzt Rudolf Virchow die Stadt wegen Schwerd vorgeschlagen hatte, denn dieser hatte mit seinen Forschungen auf dem Gebiet der Erd- und Landvermessung, Physik und Astronomie hohes Ansehen erworben.
Insgesamt fanden sich 611 Persönlichkeiten für eine Woche in Speyer ein. Schwerd nutzte die Gelegenheit, um seine Entwicklungen in der Erd- und Landvermessung vorzustellen, die er als „Die kleine Speyerer Basis“ bekannt gemacht hatte. Seine Erfindung wurde bis zu der in den 1960er Jahren eingeführten Vermessung durch Satelliten angewandt.

### Springbrunnen
Der Brunnen im unteren Domgarten geht auf das Jahr 1883 zurück und besteht aus Porphyr-Kleinpflaster. Die Fontäne soll 23 Meter hoch gewesen sein und war vom Rhein aus sichtbar. Ab 1982 sprudelte sie 5 Meter hoch.

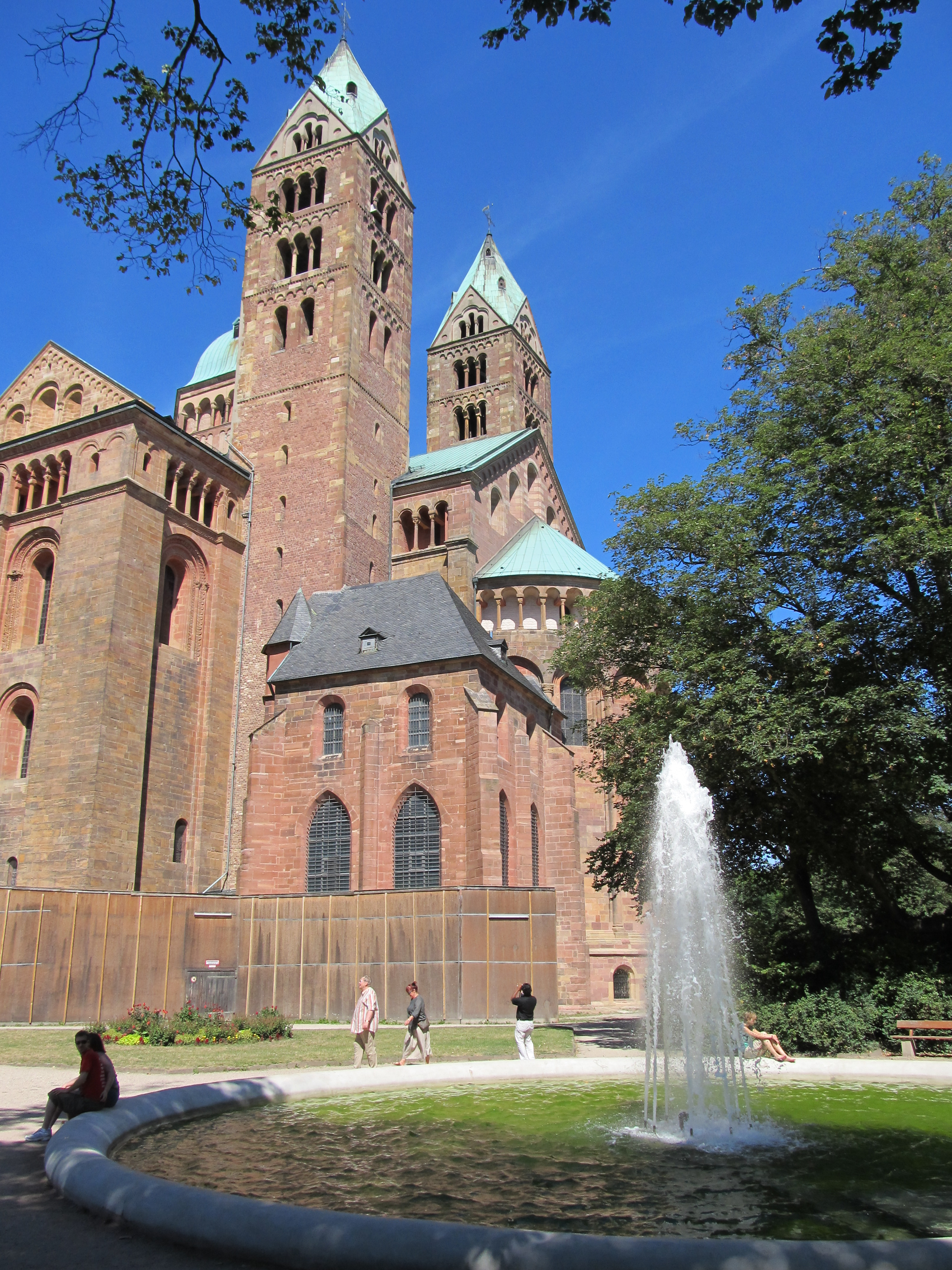
Südostansicht des Doms
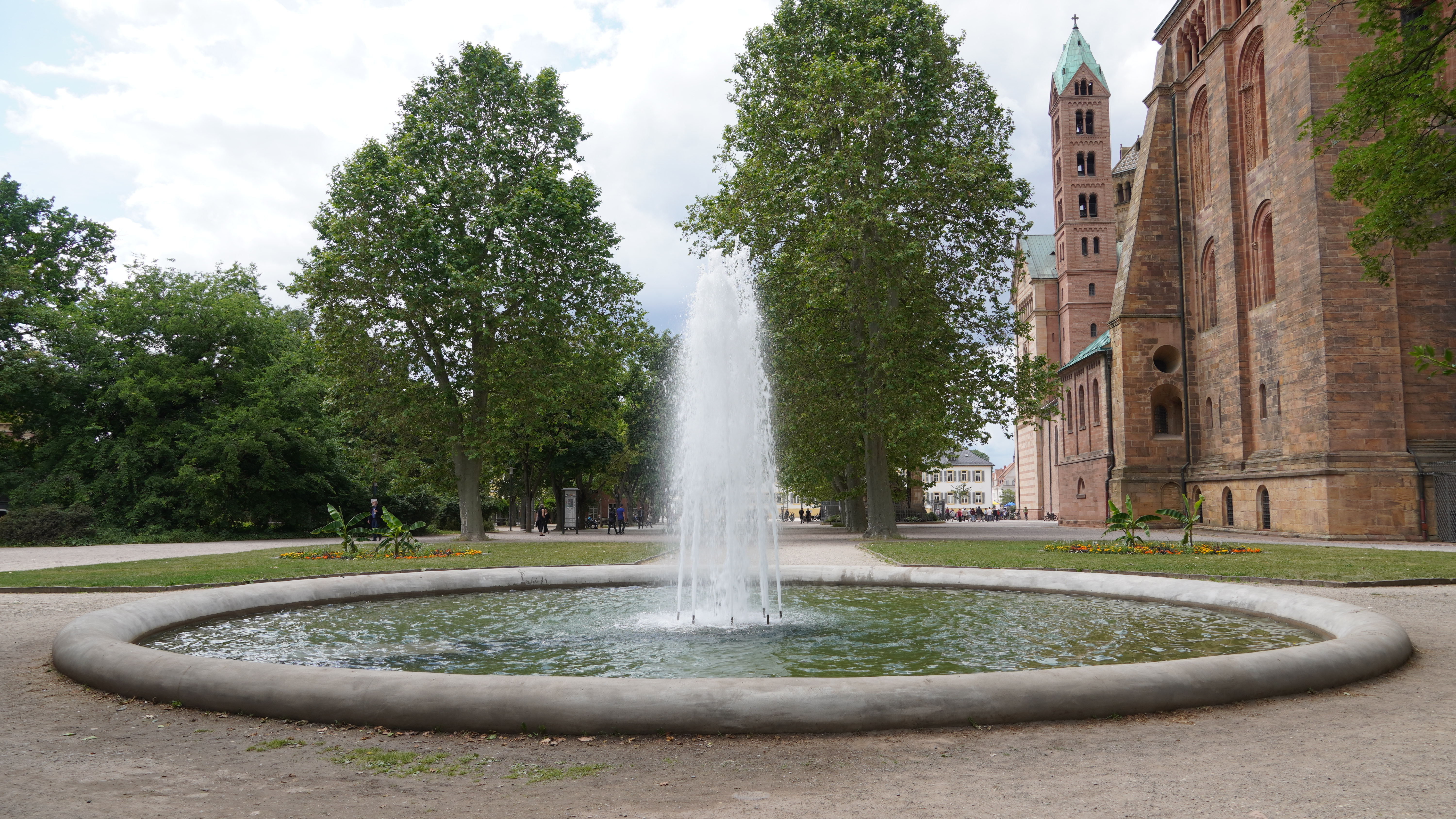
Springbrunnen
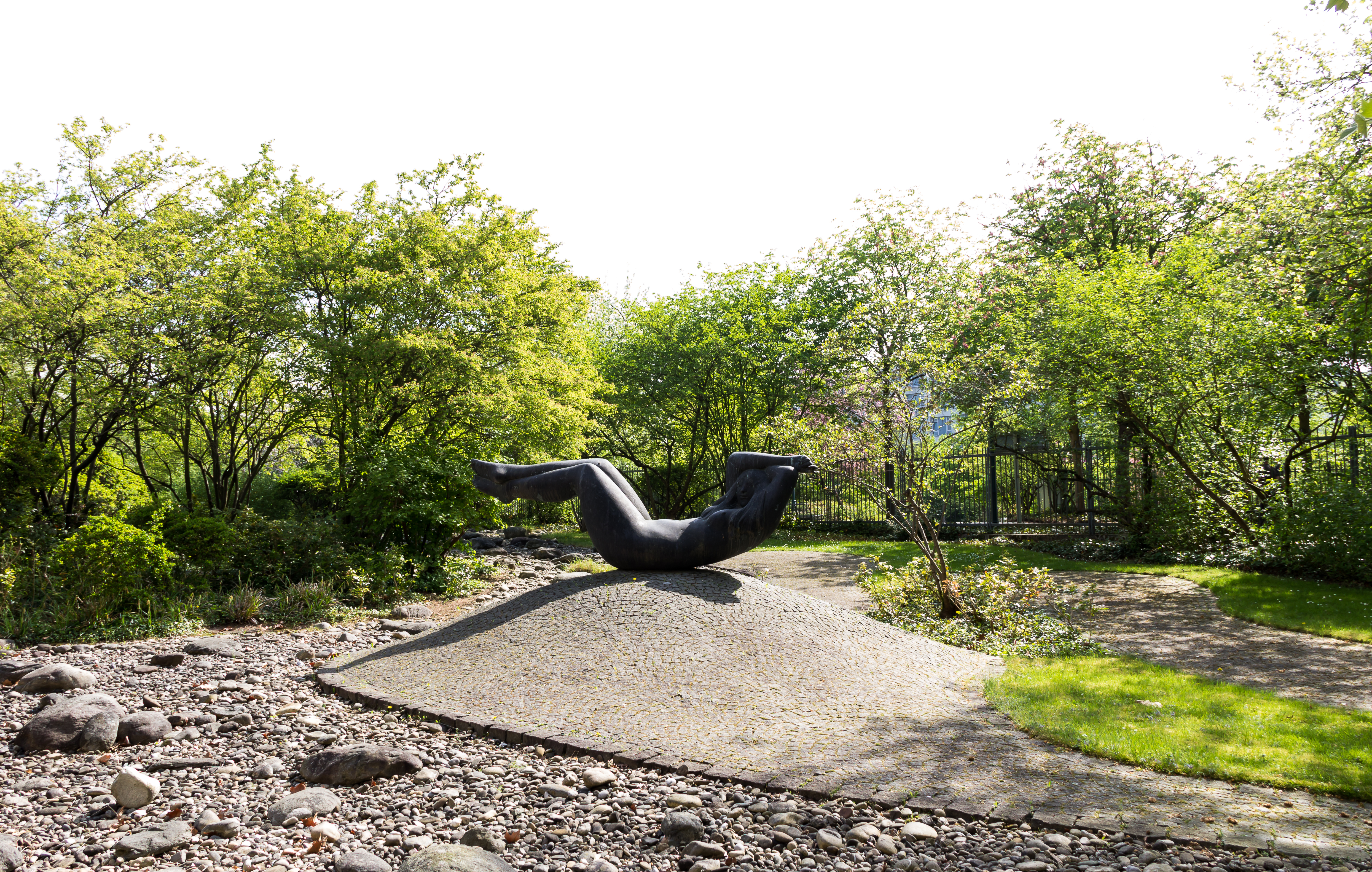
„Filia Rheni“ in Bonn
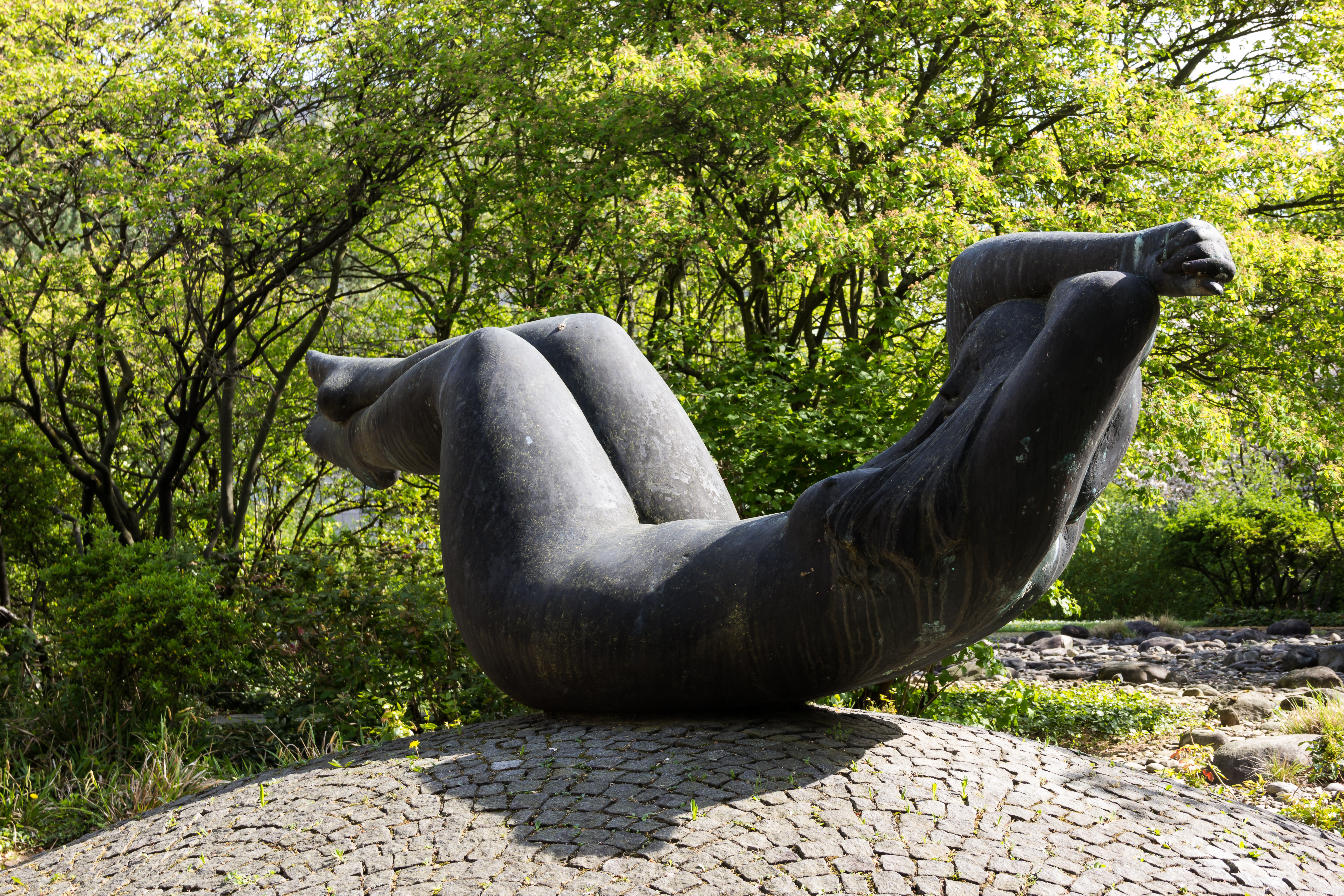

1994 stellte dort der Künstler Martin Mayer eine Nacktstatue mit dem Titel „Filia Rheni“ (lateinisch für „Tochter des Rheins“) auf. Mit der 330 Zentimeter langen Skulptur feierte Mayer das Ideal des durchtrainierten Körpers. Doch aufgrund der Nähe zum Dom gab es Proteste. Später kam es zum Rechtsstreit zwischen Stadt und Künstler. Die Kommune hatte es so interpretiert, dass ihr die Statue als Leihgabe auf unbestimmte Zeit überlassen worden war. Mayer hingegen behauptete jedoch, er habe mit dem Oberbürgermeister vereinbart, dass die Stadt sich um einen Käufer kümmere. Die Stadt wollte die geforderten 100.000 Euro nicht zahlen, und Mayer holte sein Kunstwerk Anfang der 2000er-Jahre wieder ab.
Weitere Versionen des gleichen Sujets befinden sich am Umweltministerium in Bonn und als Bestandteil der Heinrich-Vetter-Stiftung in Ilvesheim.
Die überlebensgroße Bronzeskulptur lagert nur leicht mit dem Rücken auf einem gepflasterten Hügel und spielt mit der Schwerkraft.

### Helmut-Kohl-Büste
Mit einem Denkmal im Domgarten würdigte die Europäische Stiftung Kaiserdom zu Speyer den verstorbenen Gründungsvorsitzenden ihres Kuratoriums, Bundeskanzler Helmut Kohl mit einer Büste des Speyerer Künstlers Wolf Spitzer. Die Büste ist so positioniert, dass Kohl auf den Dom blickt. Sie ist auch so positioniert, dass Kohl den Menschen auf Augenhöhe begegnet. So hat das Denkmal eine Höhe von 1,75 Meter. (Helmut Kohl war übrigens 1,93 Meter groß.) Laut Spitzer sollte ein „Wesensporträt“ entstehen. So zeige die Büste Kohl mit einem verschmitzten Lächeln auf der Höhe seiner Lebenskraft.

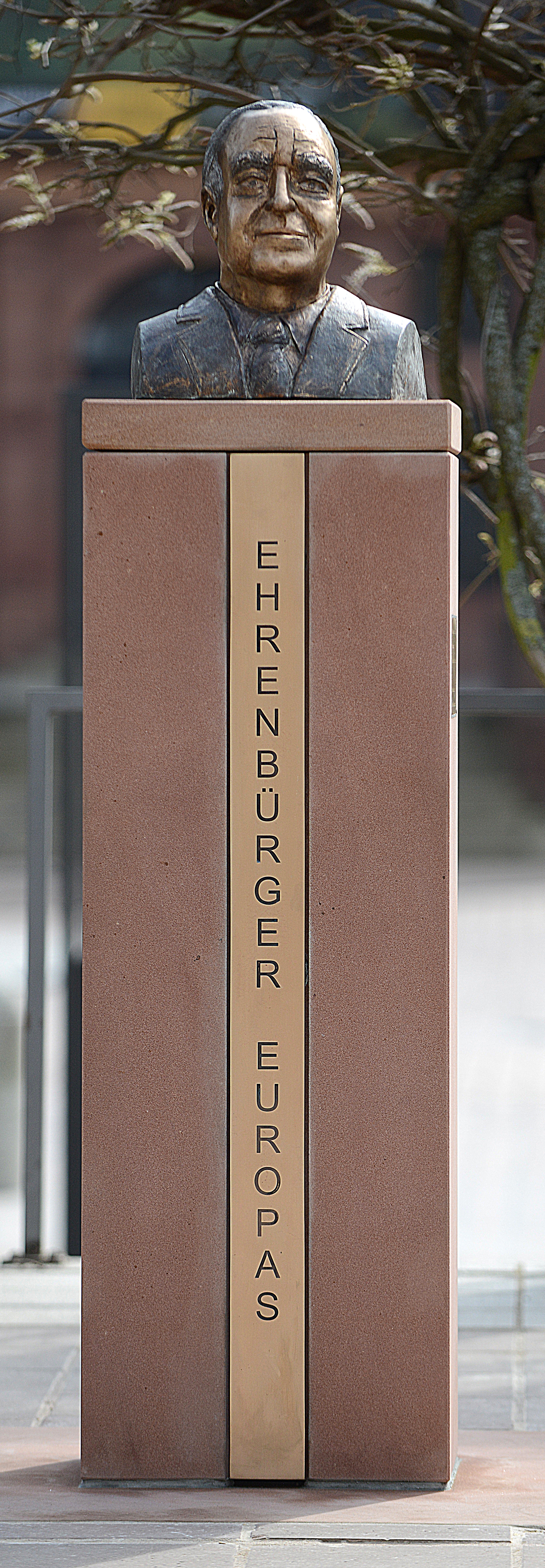
„Ehrenbürger Europas“
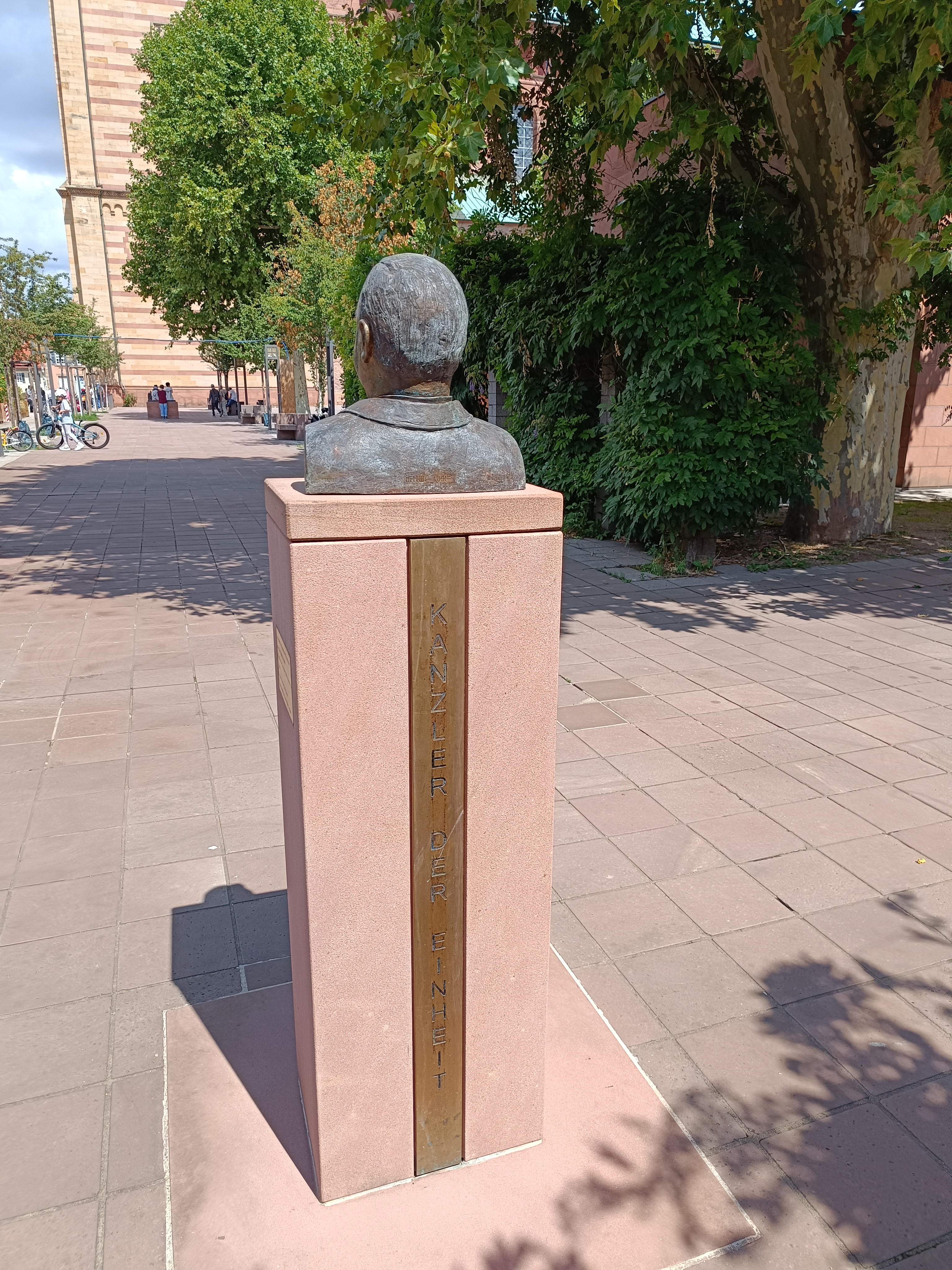
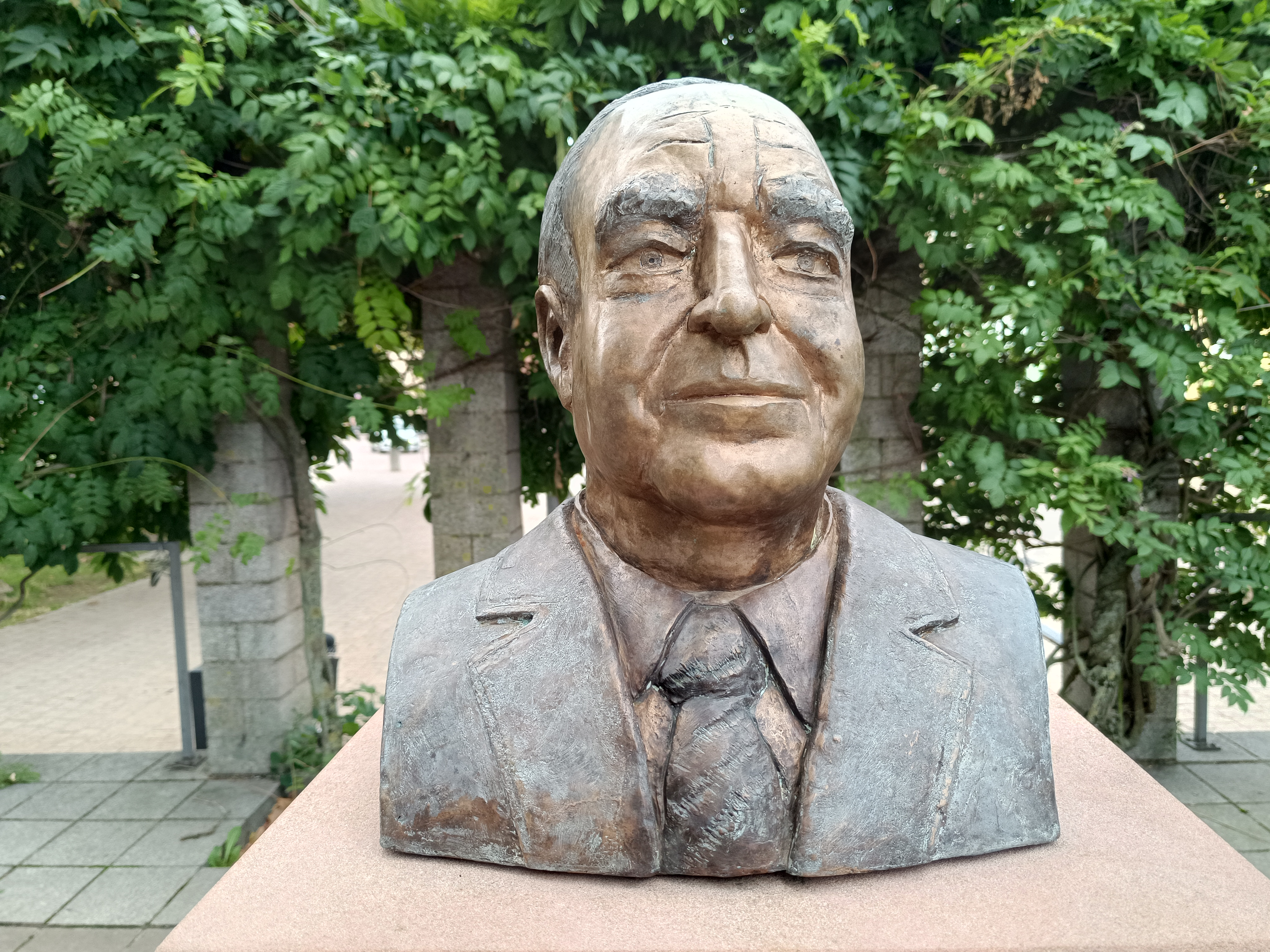

Gestaltet ist die Bronzeplastik mit teilweiser Kolorierung. Der Sockel aus rotem Sandstein stellt eine Verbindung zum Hauptbaumaterial des Doms her.
Zwei vertikale Bronzebänder verdeutlichen die Verdienste Kohls:
Inschrift vorne: Ehrenbürger Europas
Inschrift hinten: Kanzler der Einheit
Auf einer Plakette steht die Widmung:
Zum Andenken an Bundeskanzler Dr. Helmut Kohl, Freund und Förderer des Doms
Helmut Kohl war zeit seines Lebens mit Speyer verbunden und nutzte den Speyerer Dom häufig, um Staatsgäste zu beeindrucken. Er führte dort zahlreiche prominente Persönlichkeiten, darunter George Bush, Václav Havel, Boris Jelzin, Margaret Thatcher, Michail Gorbatschow und Papst Johannes Paul II.
Als 13-Jähriger wurde Kohl 1943 aus dem zerbombten Ludwigshafen nach Speyer evakuiert wurde und besuchte dort eine Zeit lang das Gymnasium am Kaiserdom. Er erlebte den Dom sogar als Schutzraum während der Fliegerangriffe.
In seiner Lebensbeschreibung schreibt er:

„Seit meiner Kindheit ist der Speyerer Dom für mich die Hauskirche. Meine Eltern sind mit uns oft dorthin gewandert. Als Jugendlicher fuhr ich die Strecke von 20 Kilometern häufig mit dem Fahrrad. (…) In seiner architektonischen Schlichtheit ist der Dom zu Speyer für mich ein einmaliges Kunstwerk.“

### Speyerer Kopf
Im Unteren Domgarten steht eine Skulptur aus Cortenstahl des Künstlers Franz Bernhard aus dem Jahr 2000.

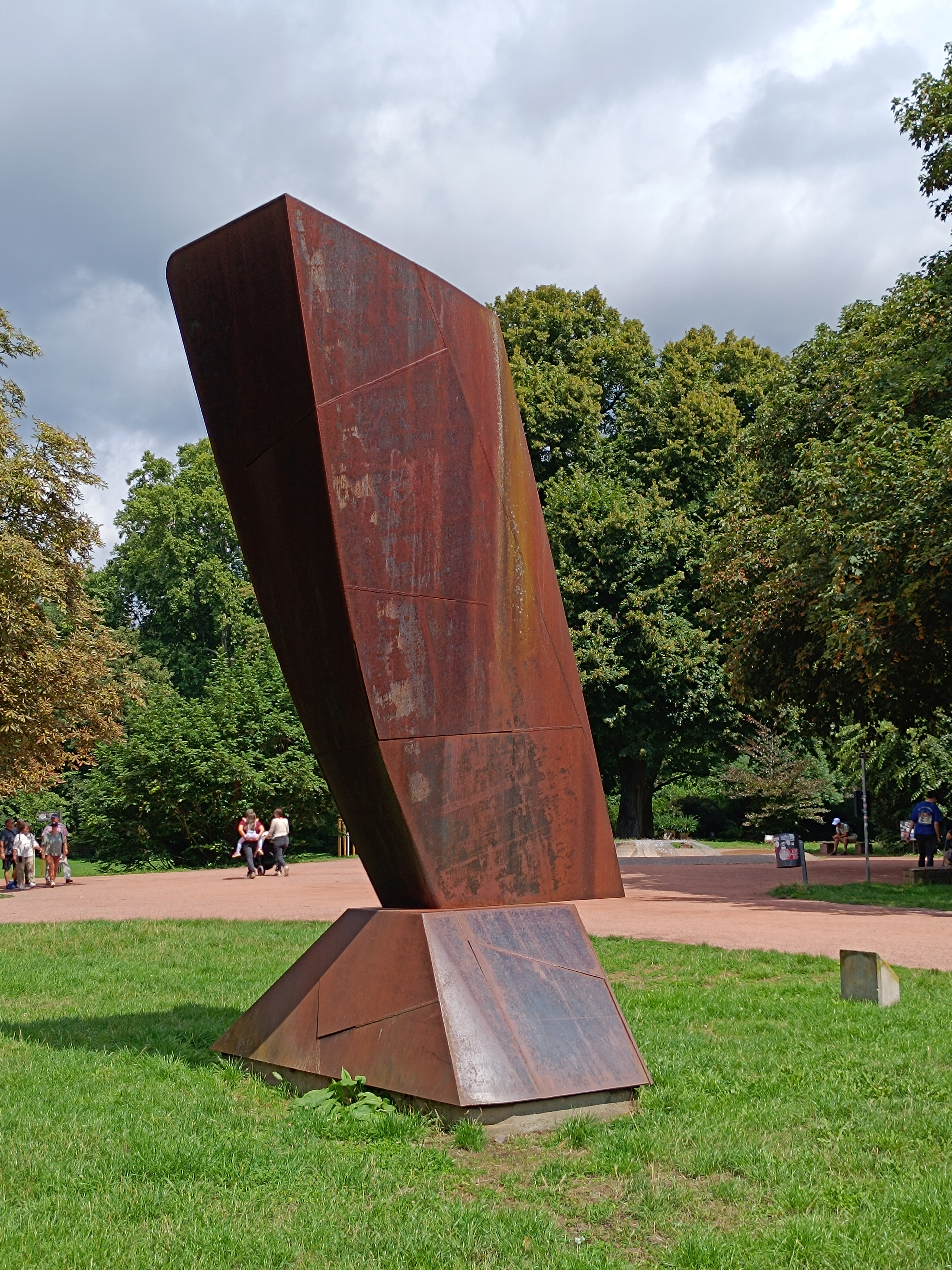
Speyerer Kopf
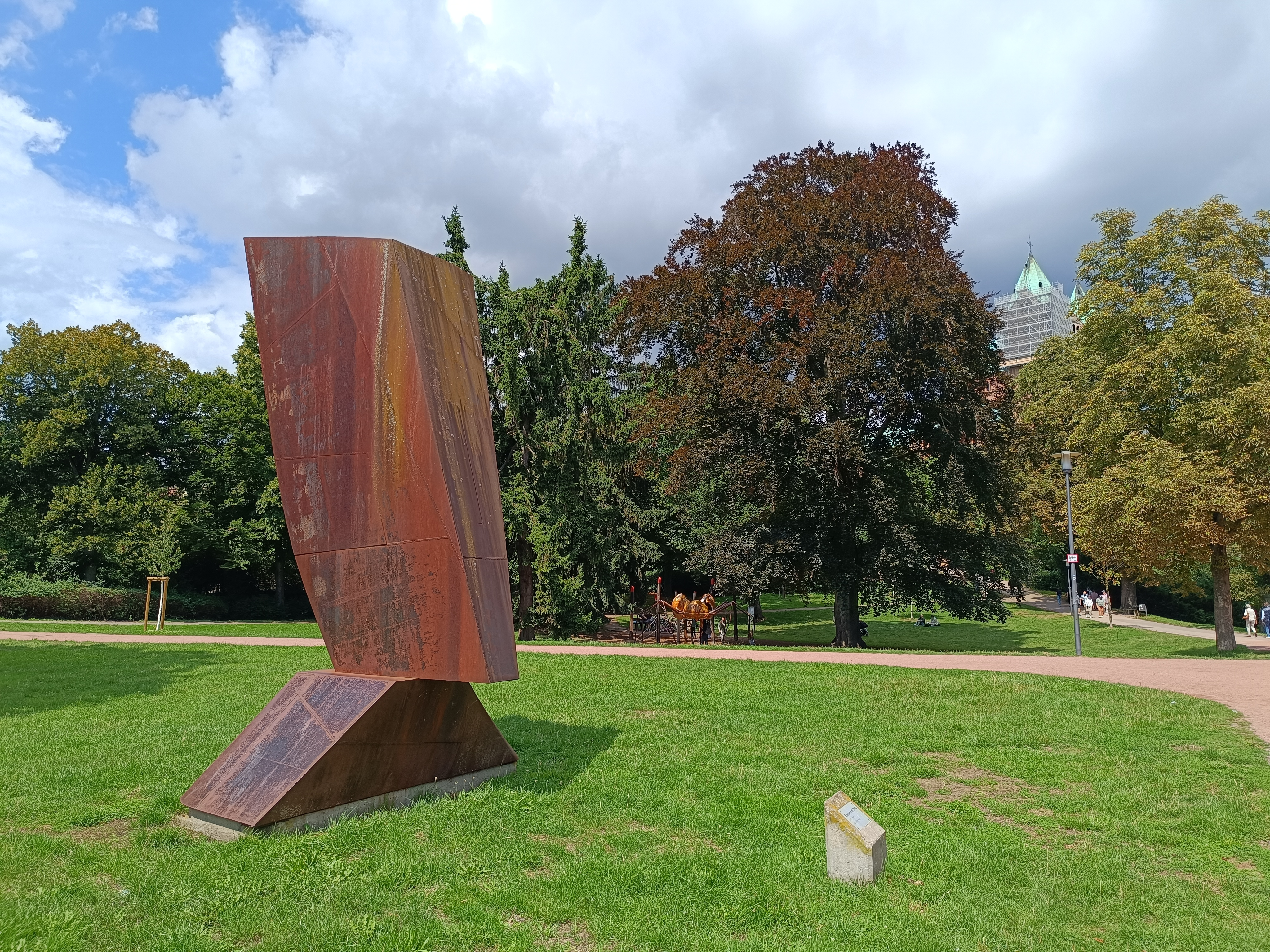
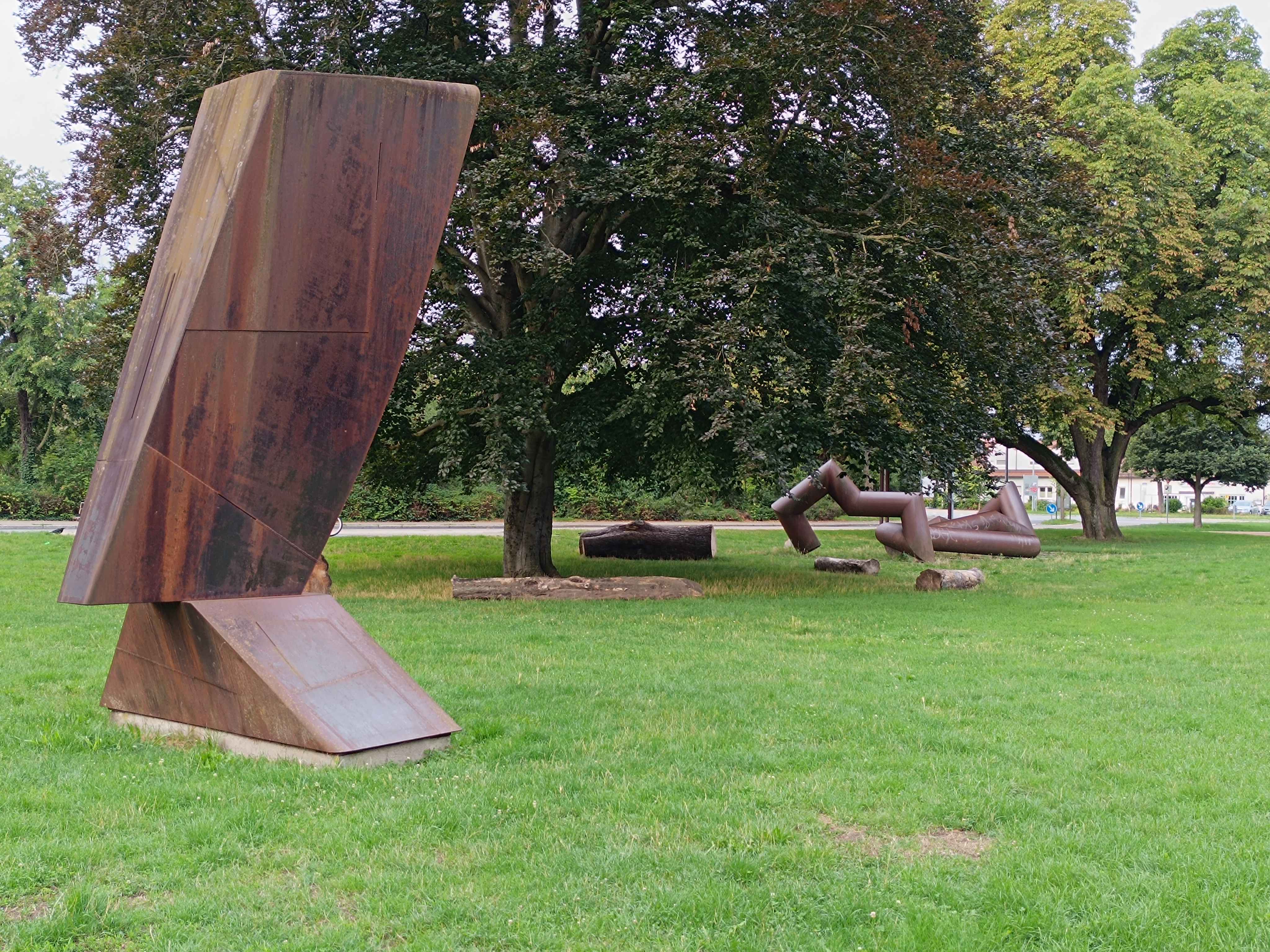

Wesentliches Gestaltungselement Bernhards ist der menschliche Körper, den er allerdings auf ein Minimum an Kernelementen reduziert. Ein immer wiederkehrendes Grundmotiv ist dabei der Kopf.

### Giro Porta
Gleich nebenan steht das Werk Giro Porta (italienisch: verdrehte Tür) aus Stahl des Speyerer Künstlers Franz Müller-Steinfurth.

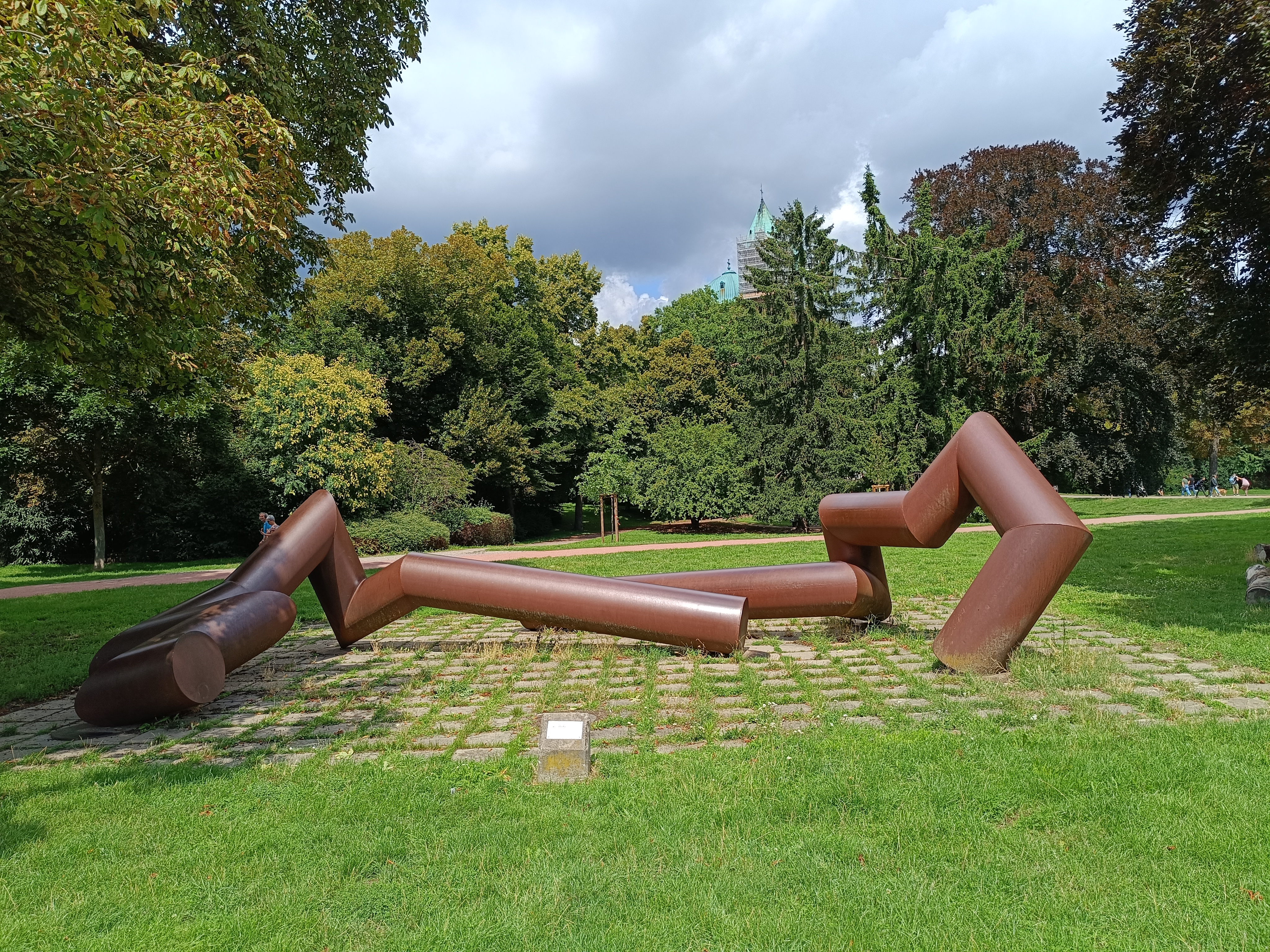
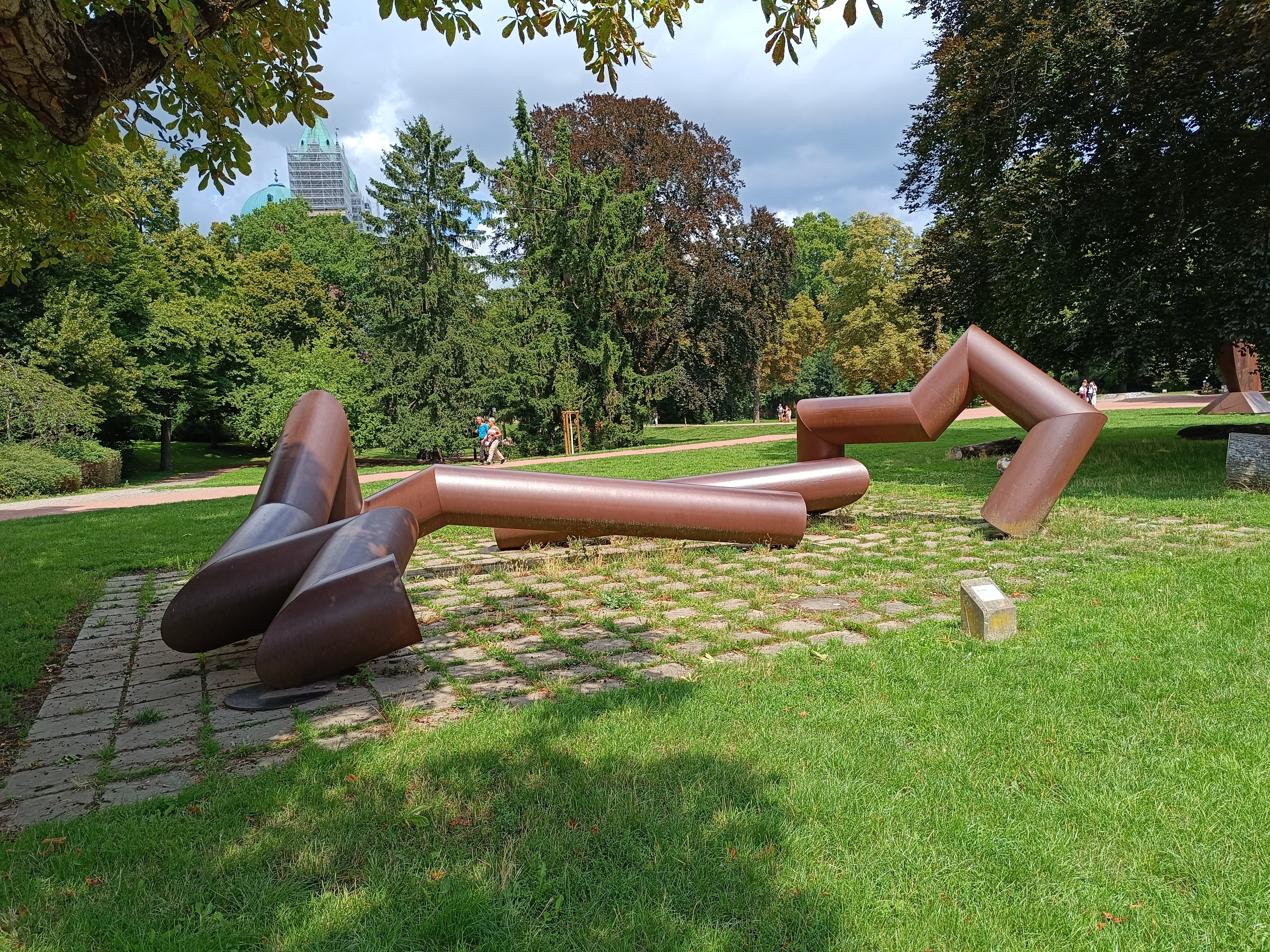
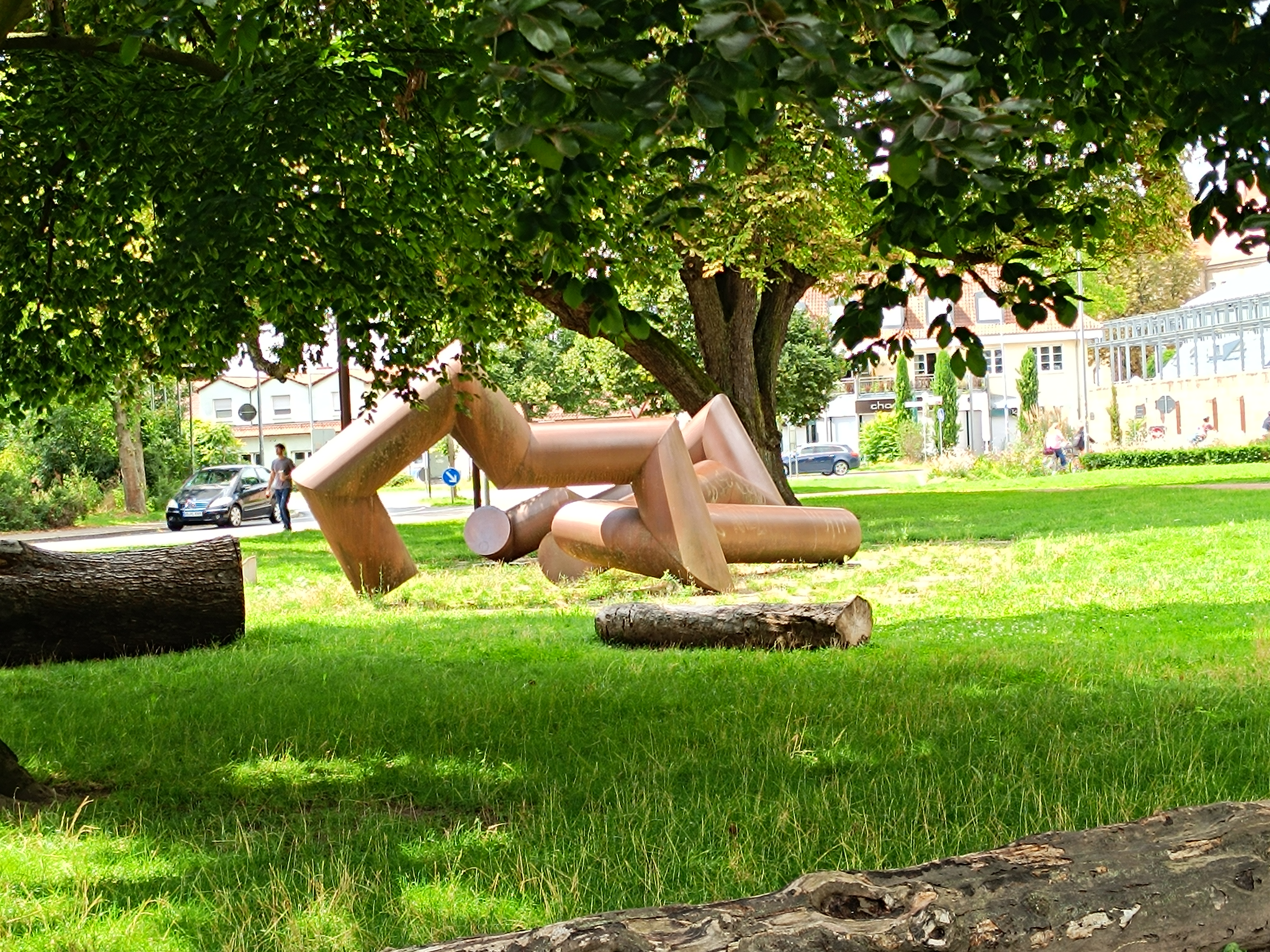

### Kletterspinne
Das Klettergerüst „Speyerer Spinne“ ist eine bespielbare Großplastik aus Stahl und glasfaserverstärktem Polyester. Das Modell einer Baldachinspinne wurde initiiert von der Diplom-Biologin Susanne Mayrhofer und 2003 vom Künstler Fred Feuerstein umgesetzt.

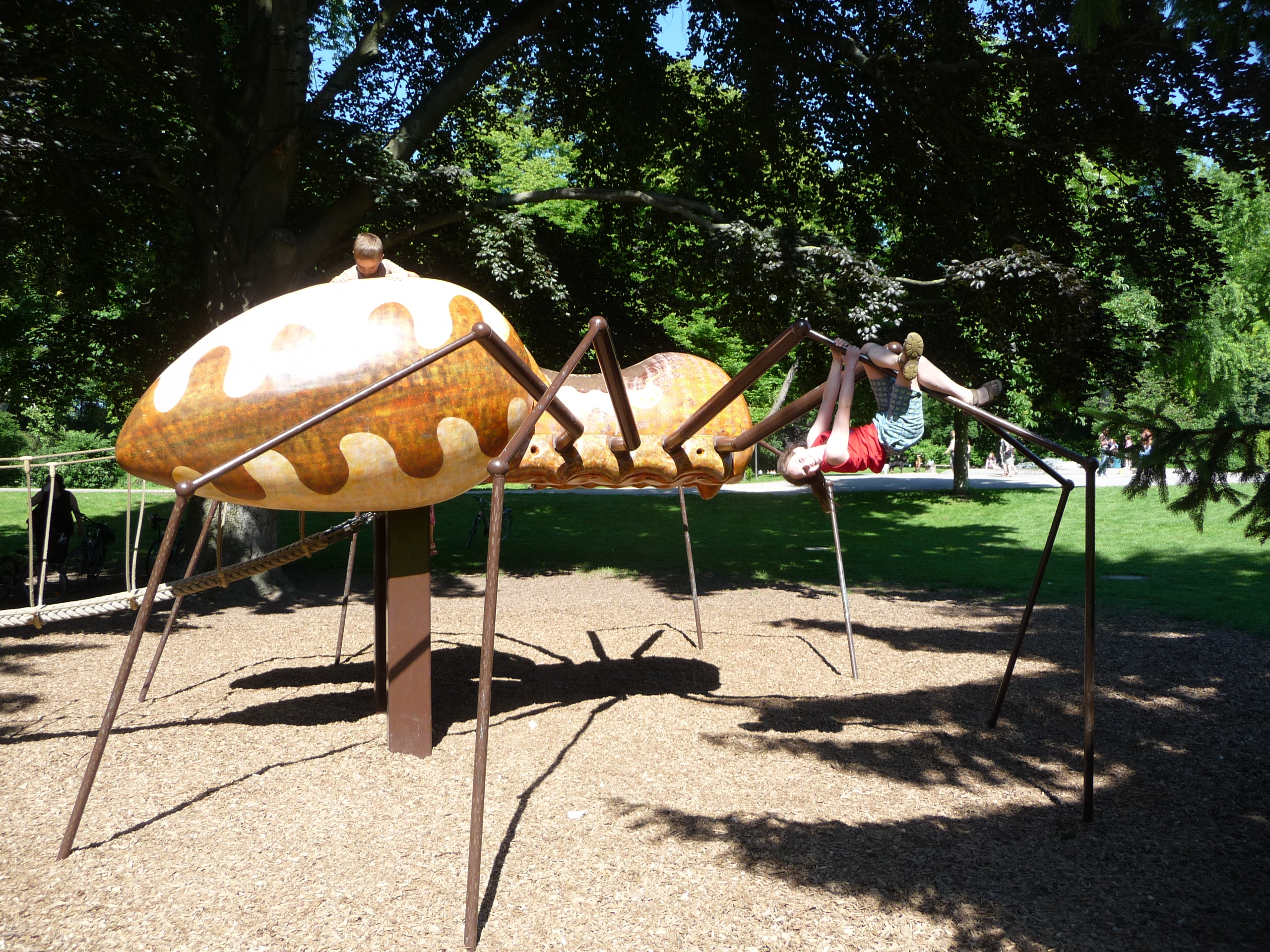
Kletterspinne
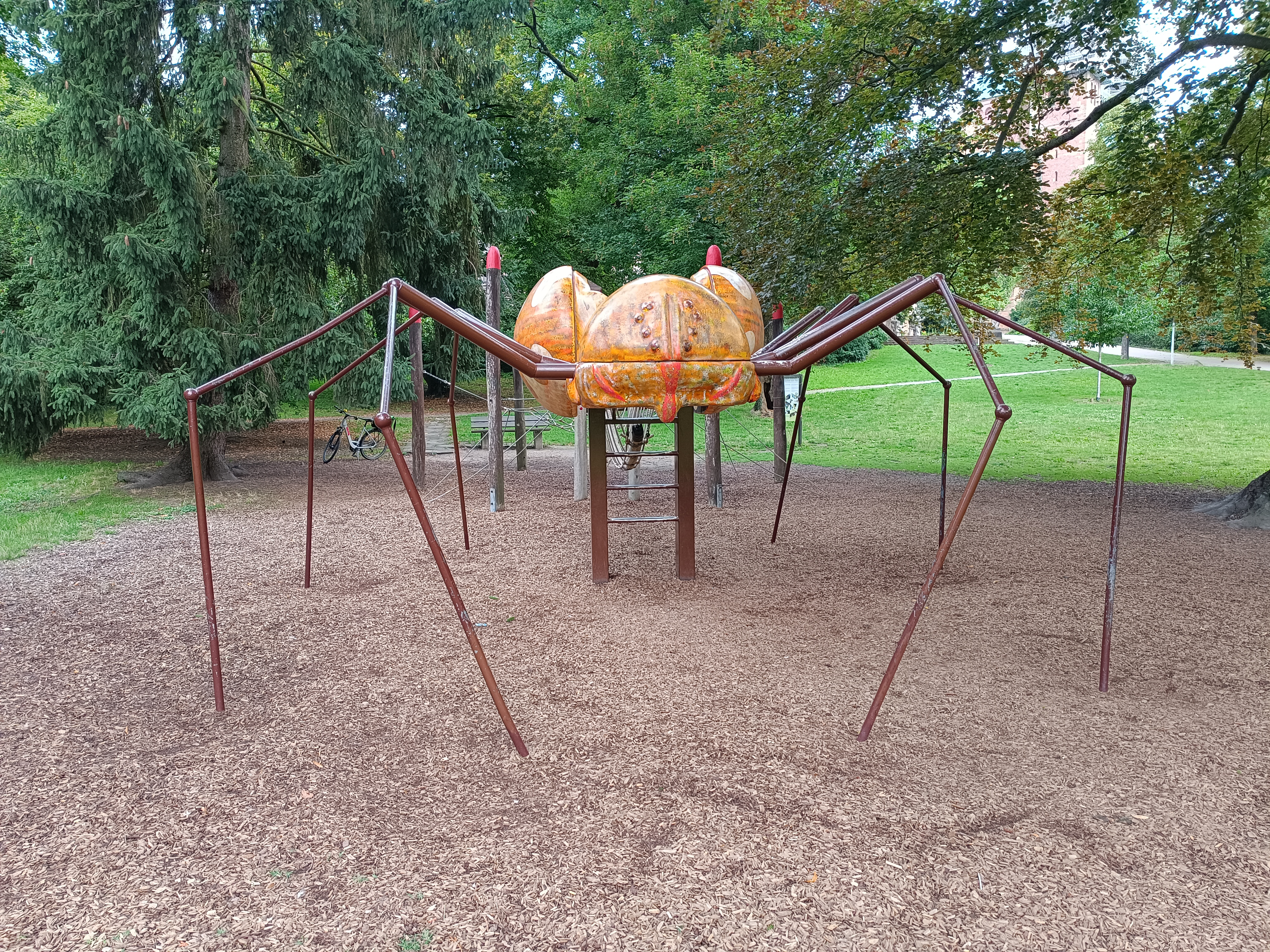
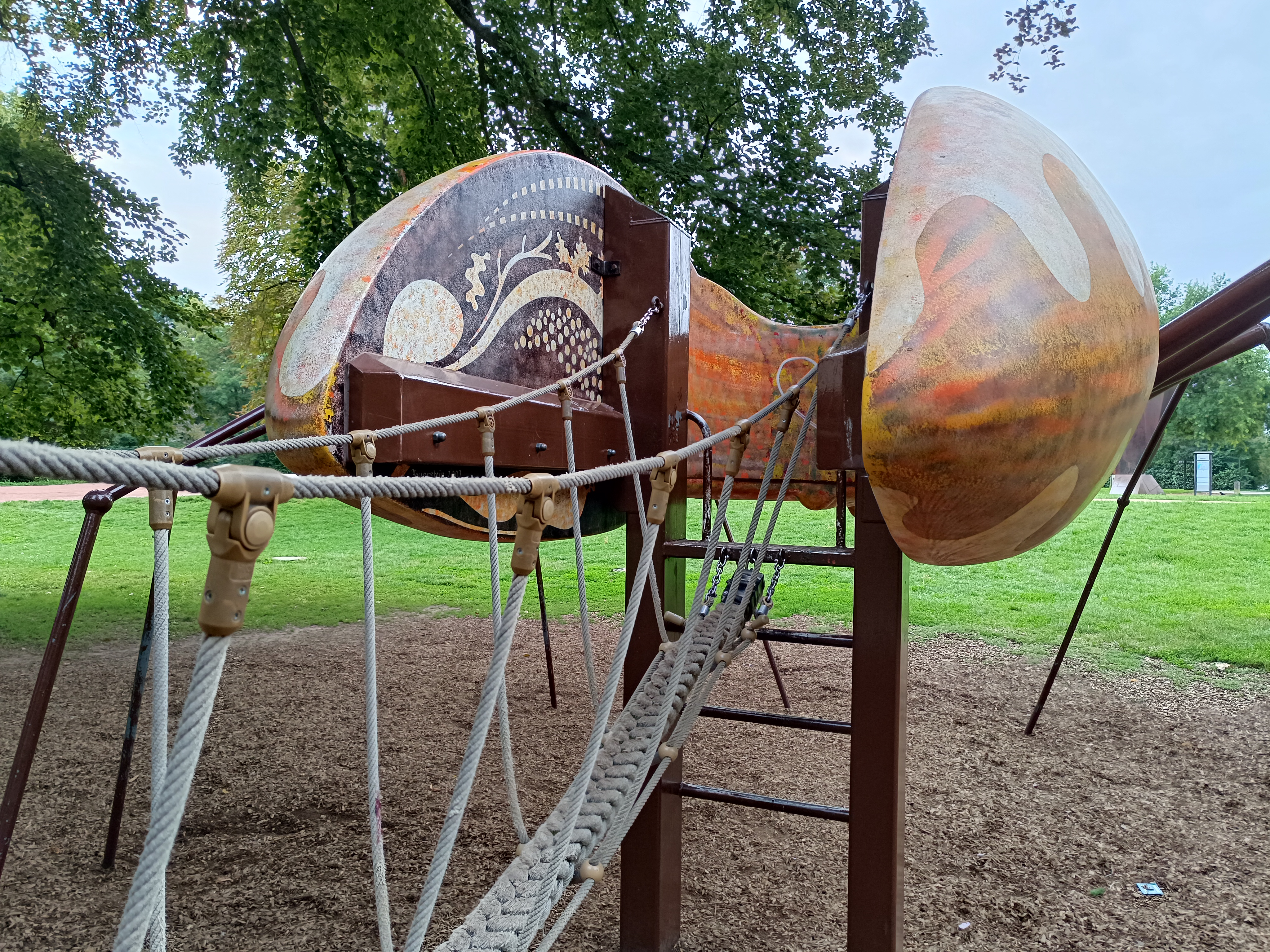

### Salische Kaiser
Die Skulpturengruppe der salischen Kaiser aus Muschelkalk wurde ab 1930 von dem Bildhauer Ludwig Cauer entworfen und 1940 als Auftragsarbeit des NS-Reichsinnenministers Wilhelm Frick fertiggestellt. Frick stammte aus dem nordpfälzischen Alsenz und hatte sich als sein „Werk in der Heimat“ die Umgestaltung und Teilabriss des Doms vorgenommen.

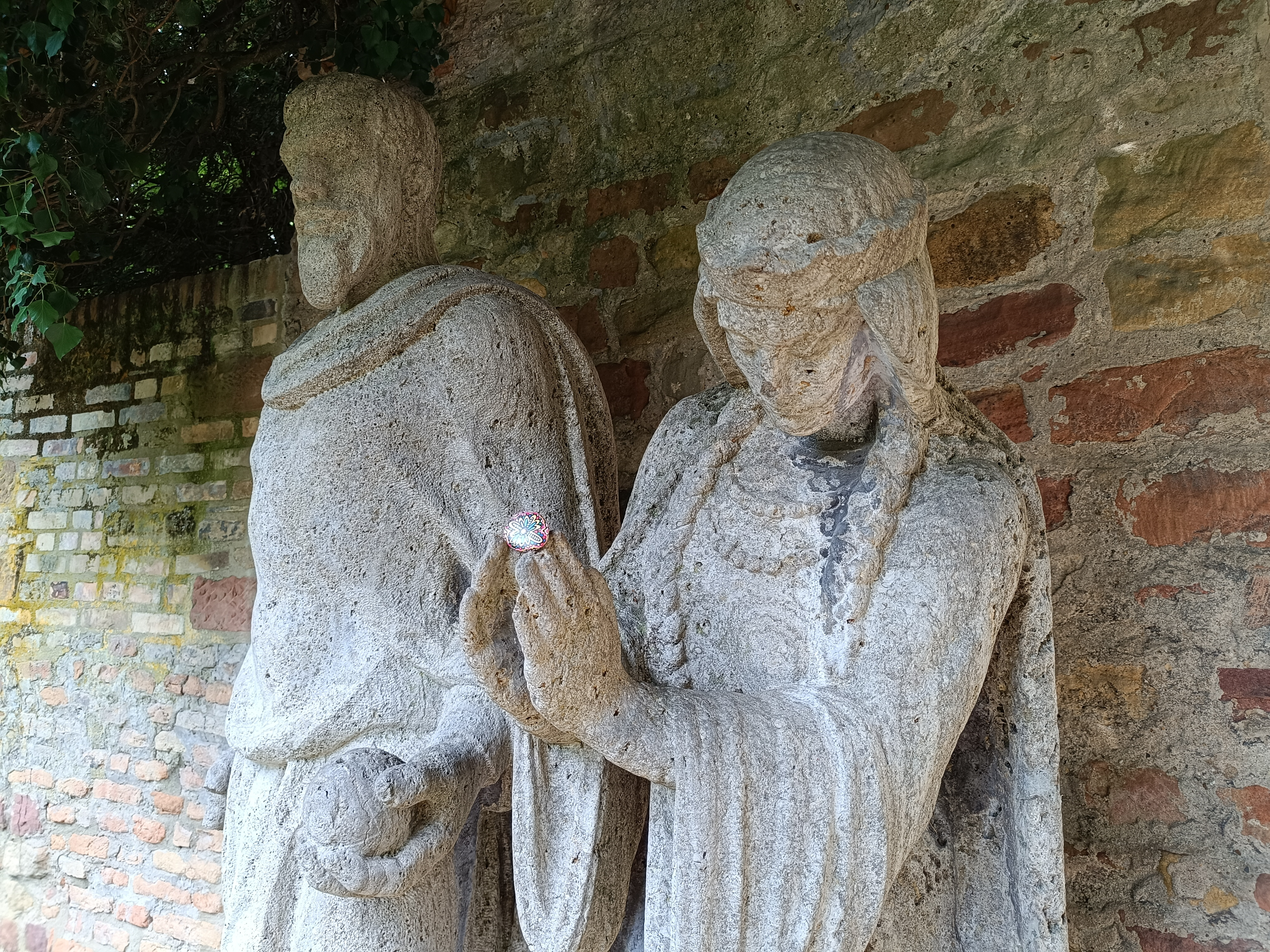
Konrad II. begann um 1030 mit dem Bau des Domes, neben ihm seine Gemahlin Gisela von Schwaben
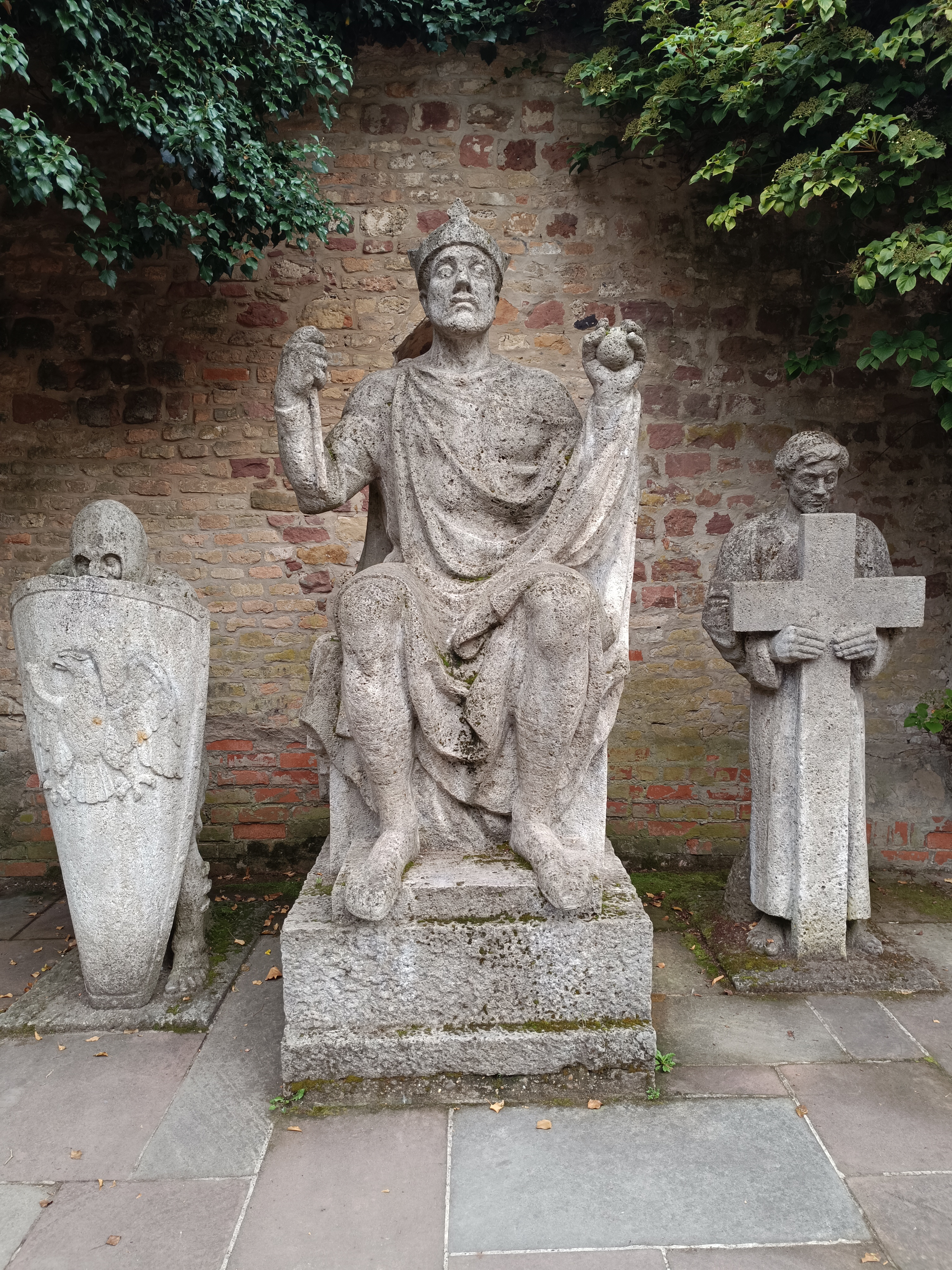
Heinrich III. mit den Beifiguren Krieger und Priester
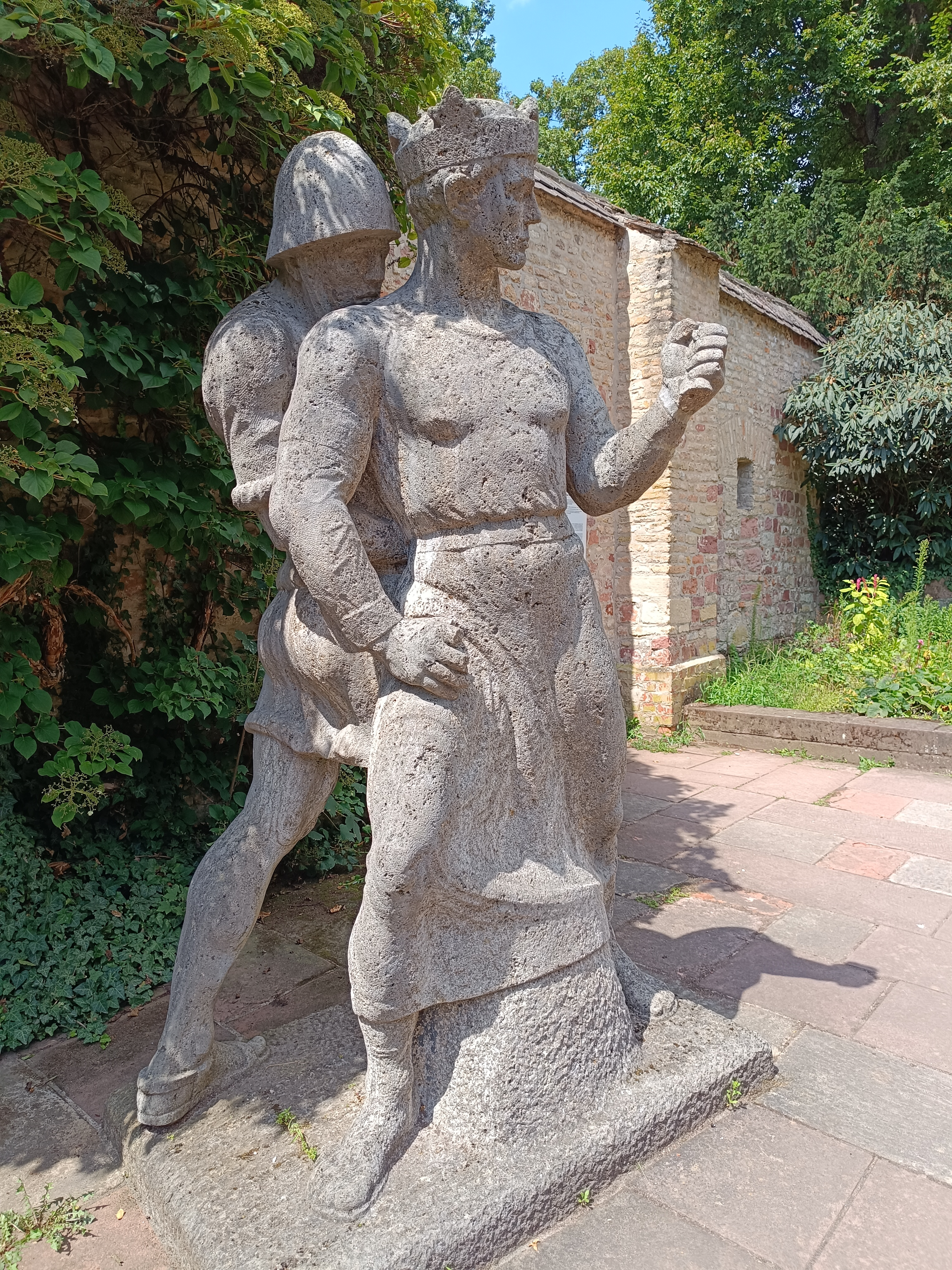
Heinrich V., mit der Urkunde des Wormsers Konkordates in der Hand, hört nicht mehr auf die Einflüsterungen des Kriegers.

Cauer war bis 1930 einem historistisch-klassischen Stil verpflichtet, näherte sich aber zunehmend einer nationalsozialistischen Kunstauffassung. Er war Mitglied der NSDAP und wurde 1944 in der von Joseph Goebbels herausgegebenen Gottbegnadeten-Liste aufgeführt.

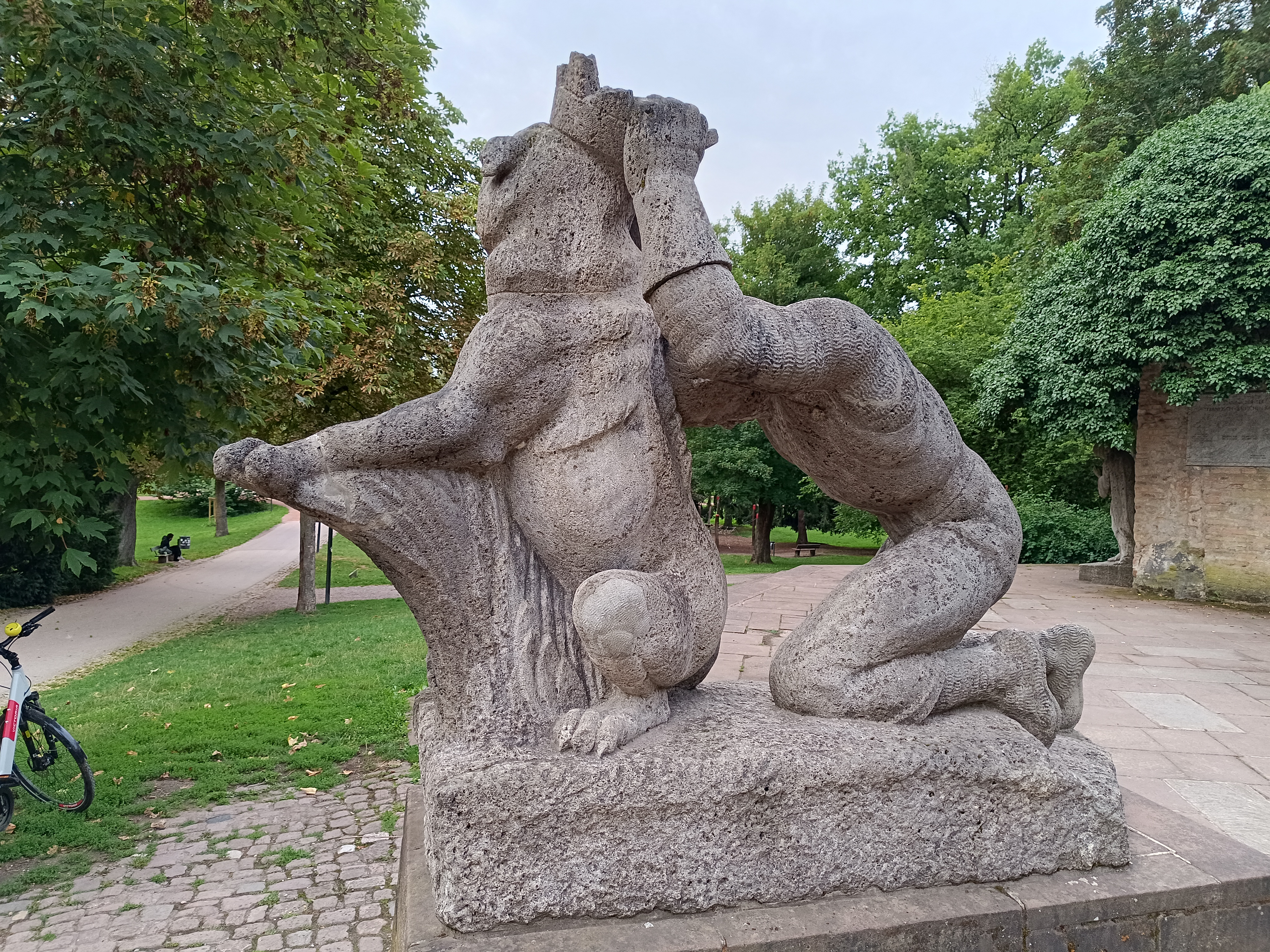
Heinrich IV. versucht, dem als Wolf dargestellten Papst Gregor VII. die Kaiserkrone zu entreißen.

Die Salier-Denkmäler standen im Kontext mit einer weitgehenden Umgestaltung des Doms. Hitlers Architekt Albert Speer besichtigte 1939 den Dom und machte sich Gedanken um Veränderungen. In einem anonymen Schreiben an Domkapitular Heußner wurde 1941 mitgeteilt, dass „in Kürze eine Ausgestaltung des Doms als Nationalheiligtum in Auftrag gegeben wird“. Und das bischöflichen Palais in eine „Ewige Wache“ der Dom-Kaisergräber umgewandelt werden sollte. Der „Altar des Vaterlands“ sollte 172 Meter hoch werden. Zum Vergleich: Die Osttürme des Doms erreichen gerade 71,20 Meter. Für diesen Bau hätten ganze Häuserzeilen abgerissen werden müssen.
Im gleichen Jahr wurde die Skulpturengruppe in der Preußischen Akademie der Künste in Berlin ausgestellt und dann nach Speyer verbracht. Bischof Ludwig Sebastian und Domkapitel waren mit der Aufstellung im Dom jedoch nicht einverstanden. Die Aufstellung in der Domvorhalle wurde während des Weltkriegs nicht mehr ausgeführt.
In der Nachkriegszeit gerieten die Skulpturen zunächst in Vergessenheit und lagerten bis 1950 in Kisten verpackt im Hof des Landesarchivs. Nach langen Diskussionen in der Öffentlichkeit wurden sie schließlich 1964 am jetzigen Standort aufgestellt. Die künstlerische Bedeutung der Figurengruppe ist allerdings bis heute umstritten.

### Fährmann hol' über
Die Skulpturgruppe Fährmann hol’ über des Bildhauers Günther Zeuner aus dem Jahr 1987 erinnert an eine Sage um die Könige und Kaiser, die im Dom bestattet sind.

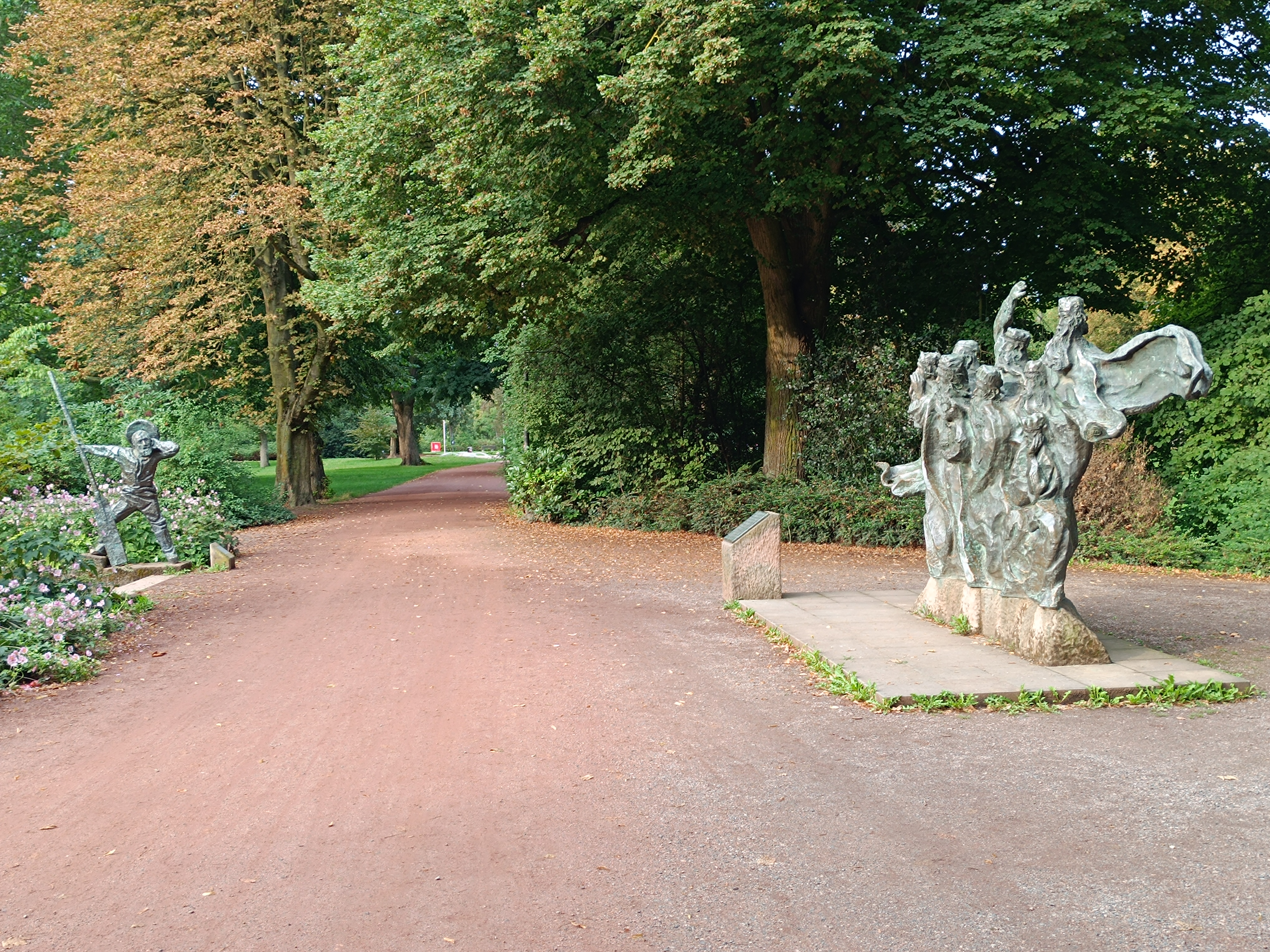
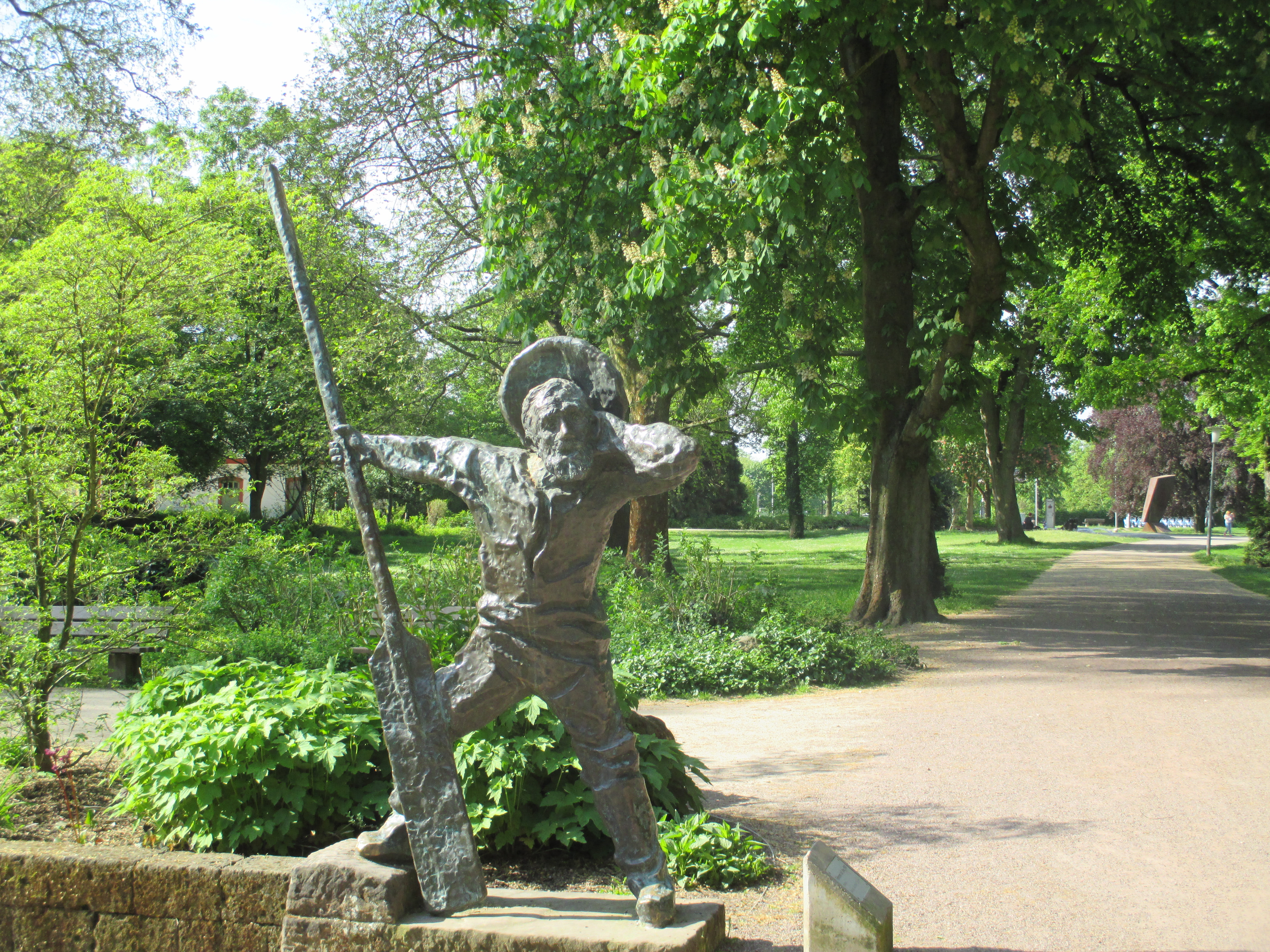
Der Fährmann
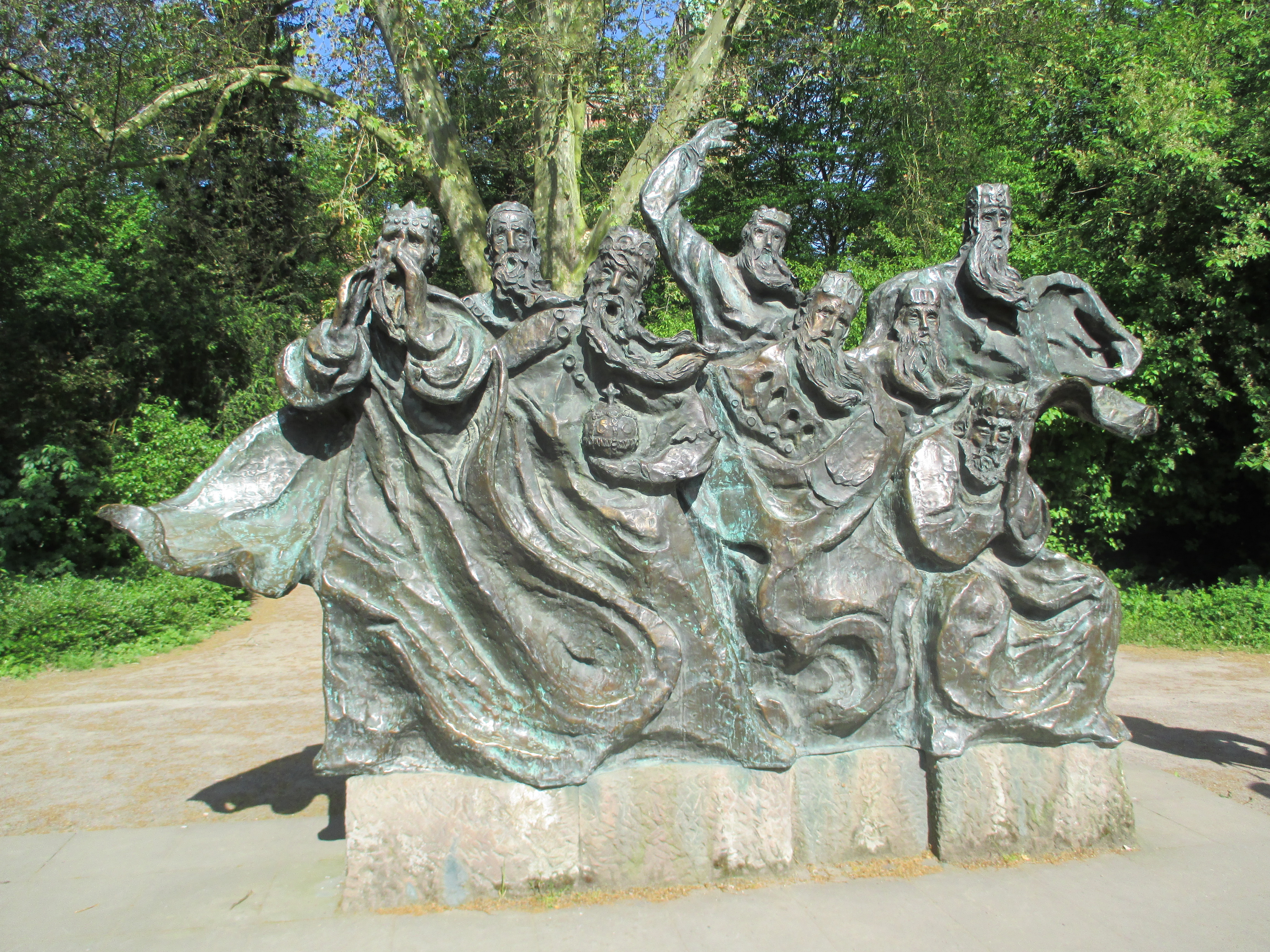
Die acht Könige und Kaiser
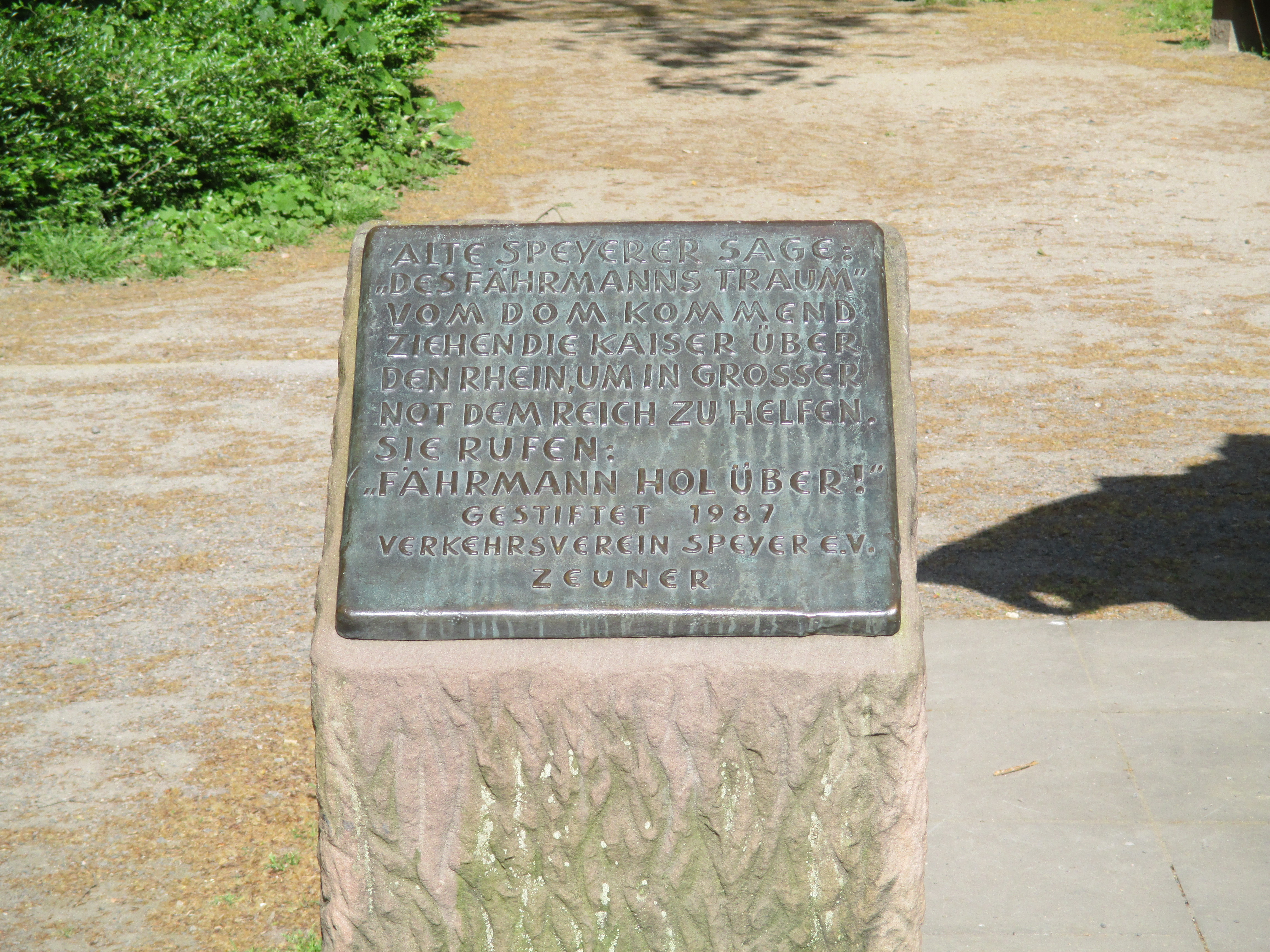
Tafel

Neben der Skulpturgruppe steht eine Tafel, auf der die zugrundeliegende Sage erklärt wird:
Alte Speyrer Sage: „Des Fährmanns Traum“ vom Dom kommend ziehen die Kaiser über den Rhein, um in grosser Not dem Reich zu helfen. Sie rufen: „Fährmann hol über!“ GESTIFTET 1987 VERKEHRSVEREIN SPEYER E.V. ZEUNER
Eine Sage erzählt, dass im Oktober 1813 die Kaiser aus ihren Gräbern im Speyerer Dom aufstanden, um „ihr“ Reich vor dem Franzosen zu retten. Einer von ihnen forderte um Mitternacht den schlafenden Fährmann auf der anderen Rheinseite auf, sie über den Fluss zu setzten.
Ein paar Tage später brachte der Fährmann die dunklen Gestalten zurück nach Speyer. Als die flüchtenden Franzosen nach der Völkerschlacht bei Leipzig zum anderen Ufer, nach Speyer, gebracht werden wollten, war er sich sicher, wen er in den Nächten zuvor übergesetzt hatte.
1842 publizierte der Dichter Wolfgang Müller von Königswinter die Ballade Nächtliche Erscheinung zu Speyer:

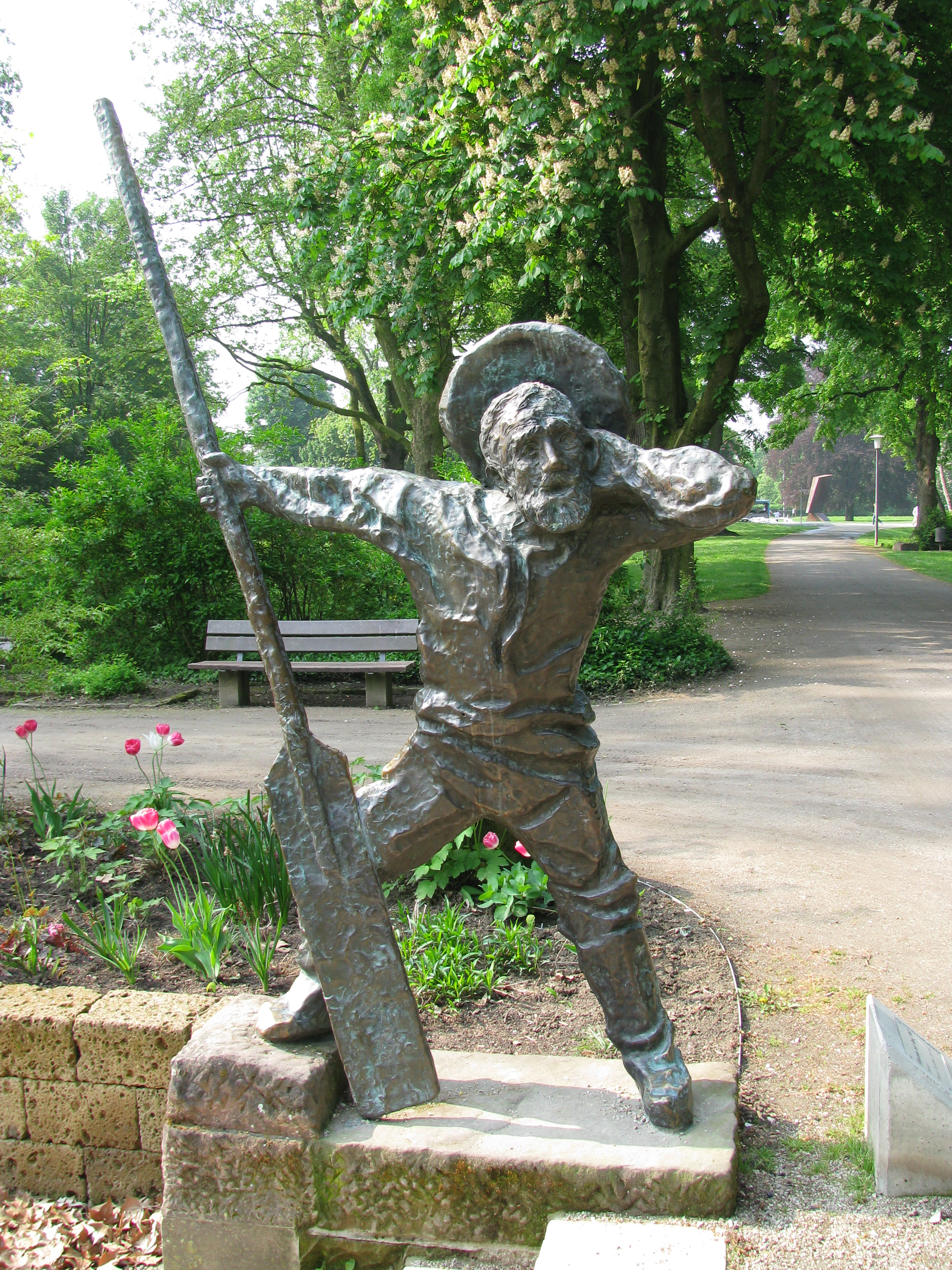

Wach auf! erklingt's in des Schiffers Traum,

Wach auf, du Wächter am Strome!

Und über ihm rauschet der Lindenbaum,

Und zwölfe schlägt es vom Dome;

Groß vor ihm steht Einer im dunkeln Gewand,

Der Schiffer bringt ihn hinunter zum Strand,

Halbschlafend, halbwachend, wie trunken.

Und während er träge löset den Kahn,

Beginnt es um ihn zu leben,

Viel riesige hohe Gestalten nahn,

Er sieht sie nicht schreiten, nur schweben;

Es tönet kein Wort, es rauschet kein Kleid,

Wie Nebel durchziehn sie die Dunkelheit:

So steigen sie all in den Nachen.

Er sieht sie mit Staunen, mit Schrecken an,

Stößt schweigend und fürchtend vom Lande,

Kaum braucht er zu rudern, es flieget der Kahn,

Bald sind sie am andern Strande:

Wir kommen zurück, da findst du den Lohn!

Gleich Wolken verschwinden im Felde sie schon,

Fern scheinen ihm Waffen zu klirren.
 […]

### Trifolium
Im östlichen Teil des Parks steht die Skulpturgruppe Trifolium (Dreiblatt; lateinisch für Klee) des Bildhauers Olaf Bergmann aus dem Jahr 1993.

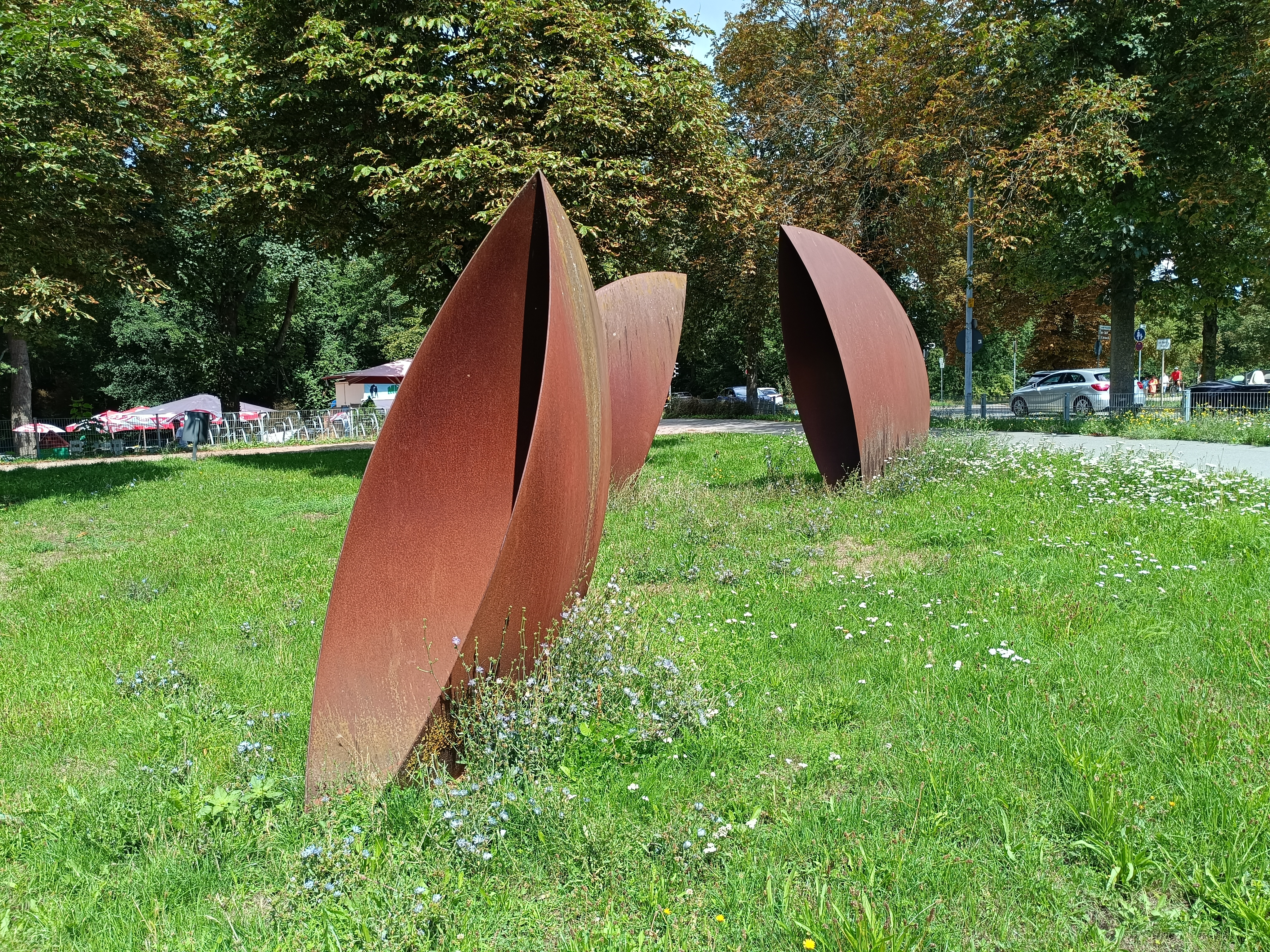
Trifolium
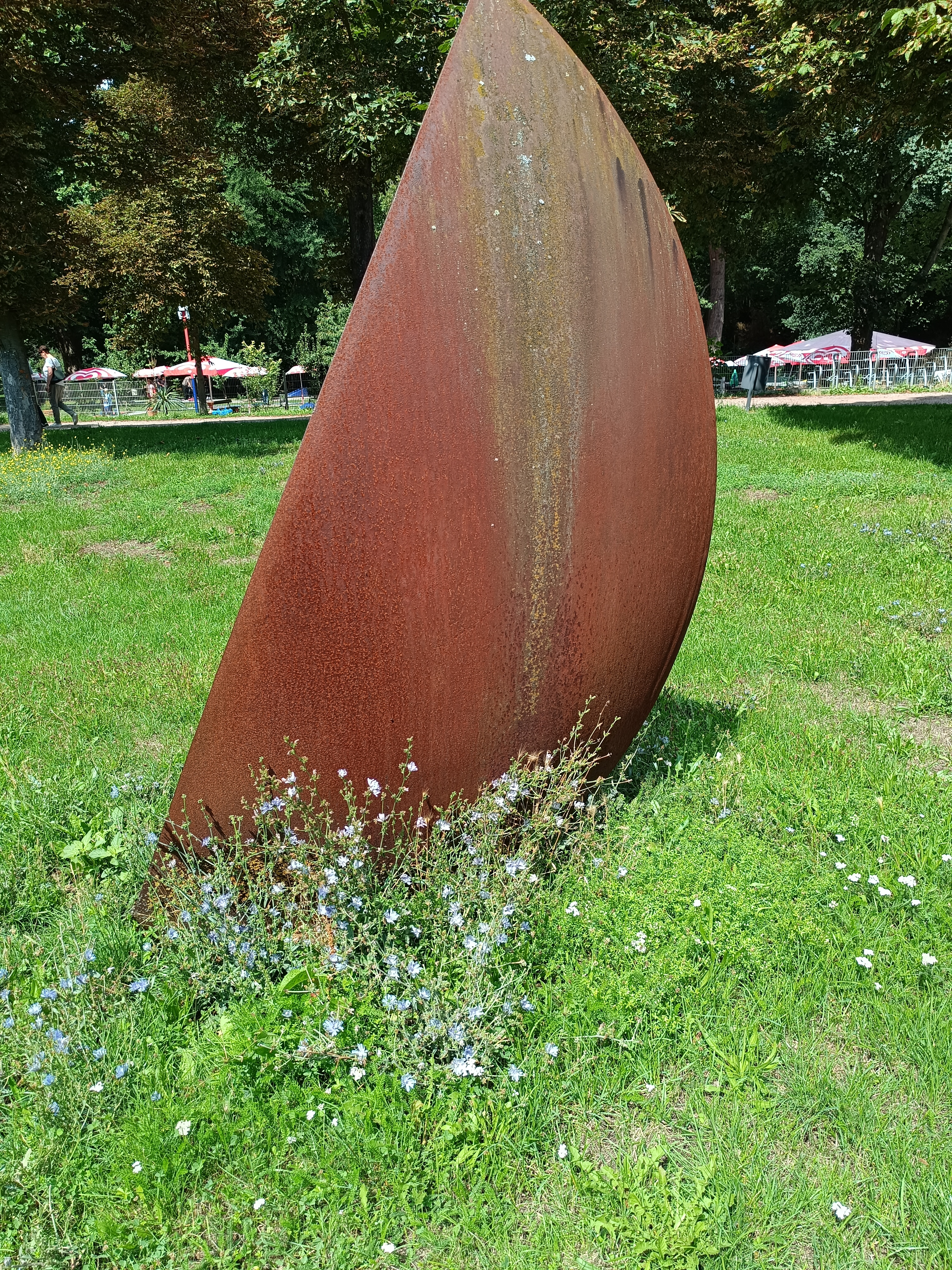
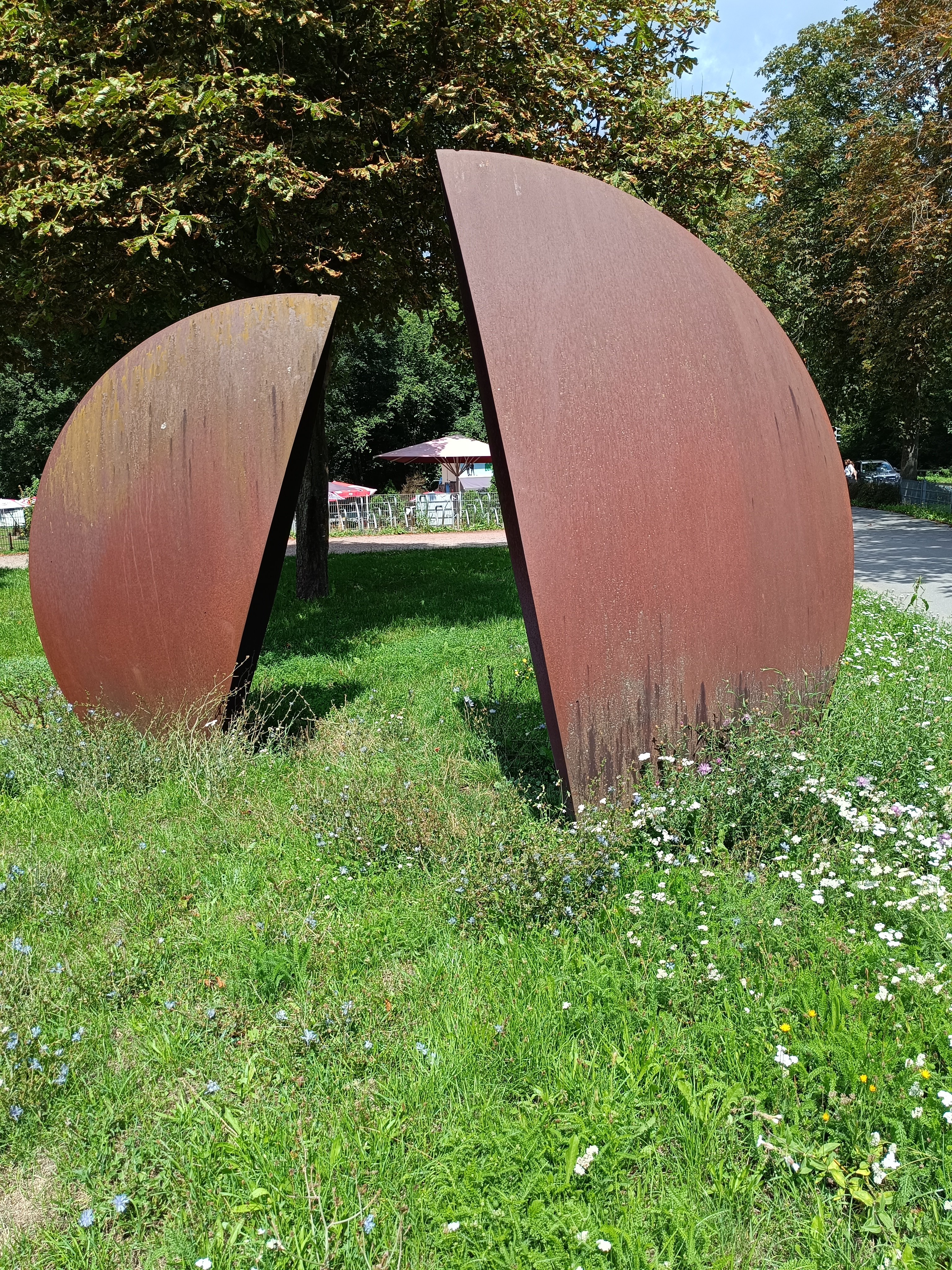

Dieses Werk drückt einen wesentlichen Teil des Schaffens von Bergmann aus: die Auseinandersetzung mit der Natur und die Einbindung von Kunst in die Natur.

### Heidentürmchen
Das Heidentürmchen ist ein Rest der mittelalterlichen Stadtmauer, die Bischöfe und Bürger als Speyerer Stadtbefestigung geschaffen hatten, und steht östlich des Doms. Es hat seinen Namen von seiner ursprünglichen Lage zwischen dem sumpfigen Rheinufer und dem bebauten Domhügel, einem Gebiet, das man im Mittelalter als Heide (= Brachland) bezeichnete.

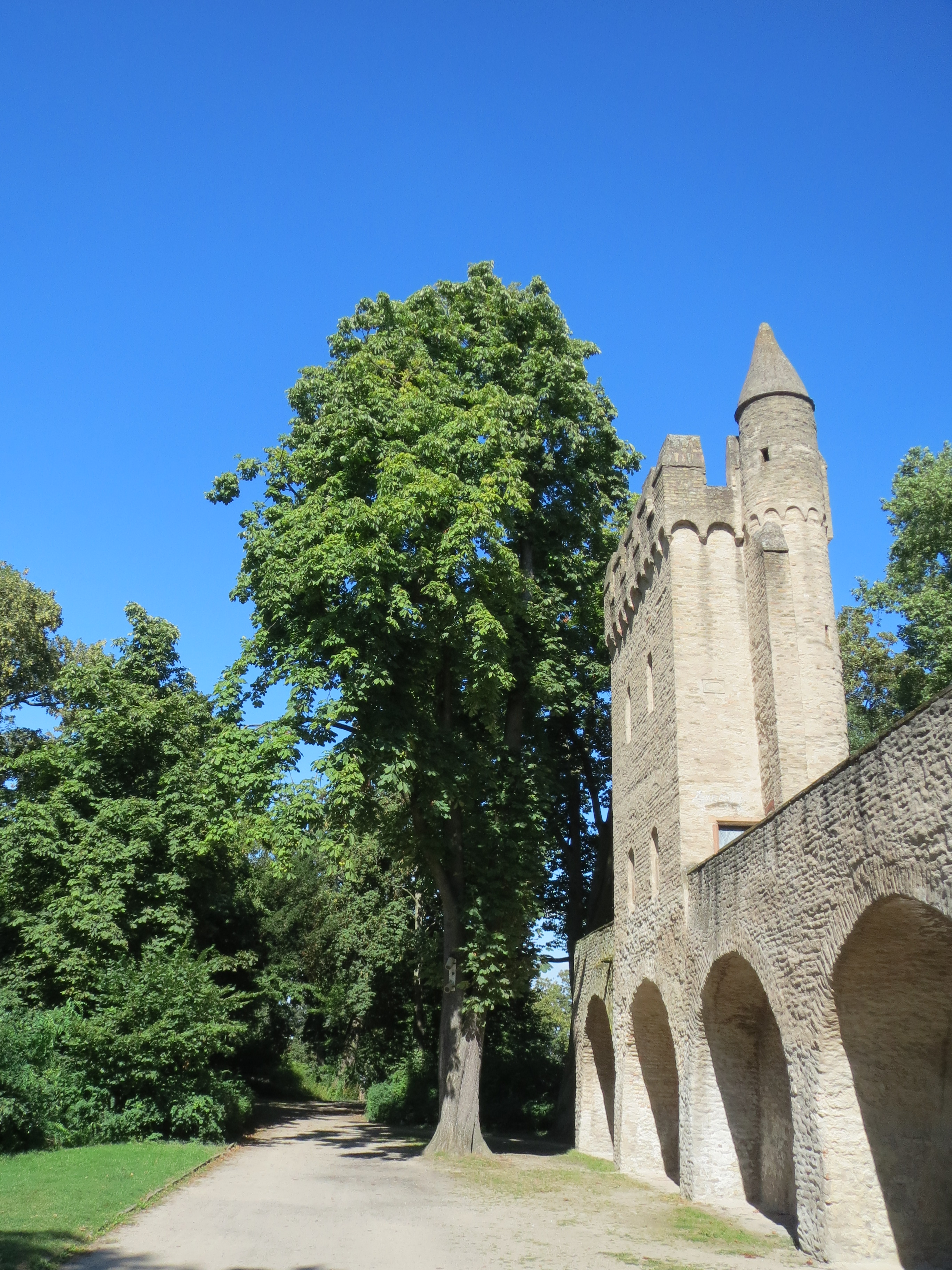
Heidentürmchen
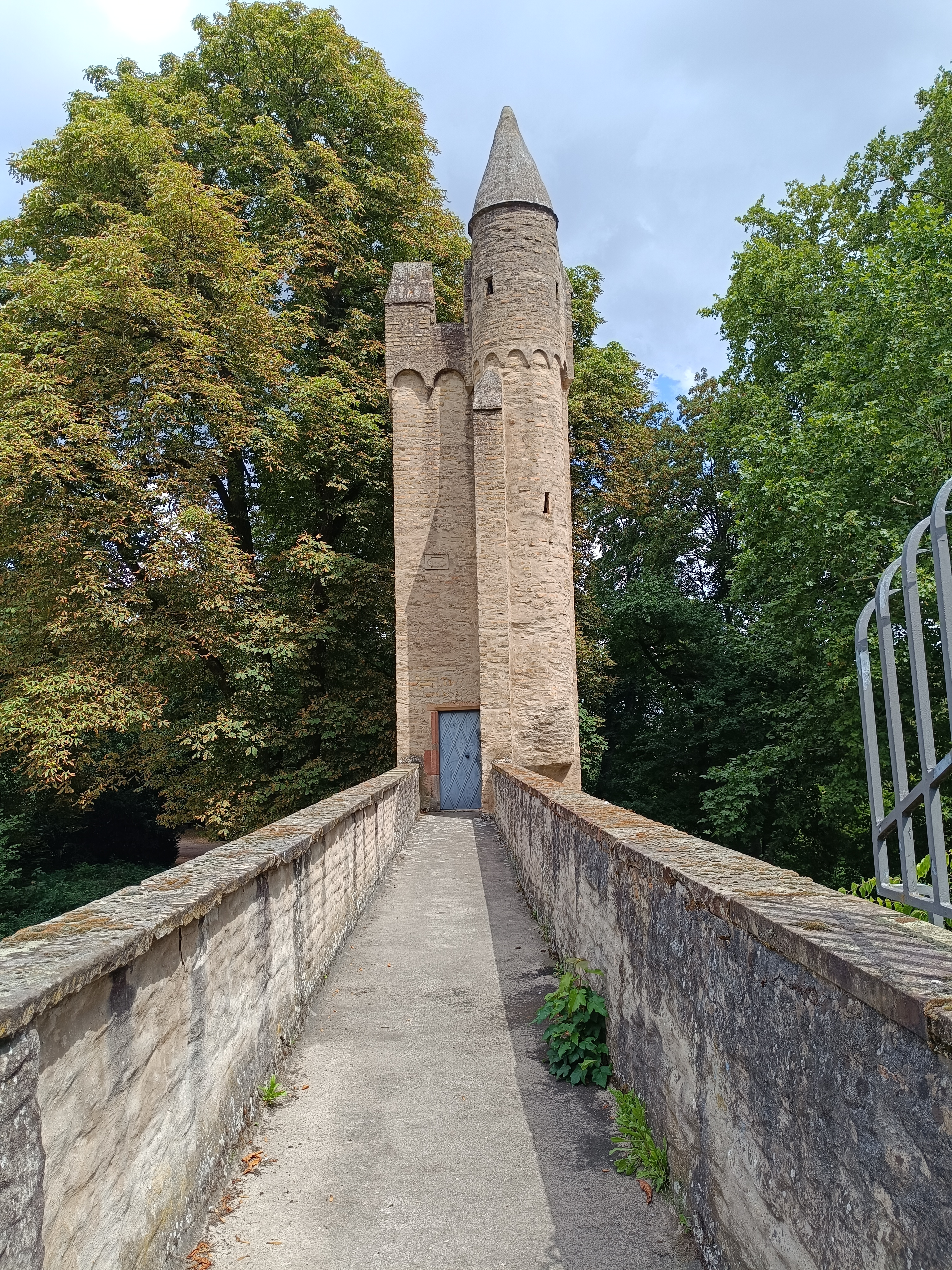
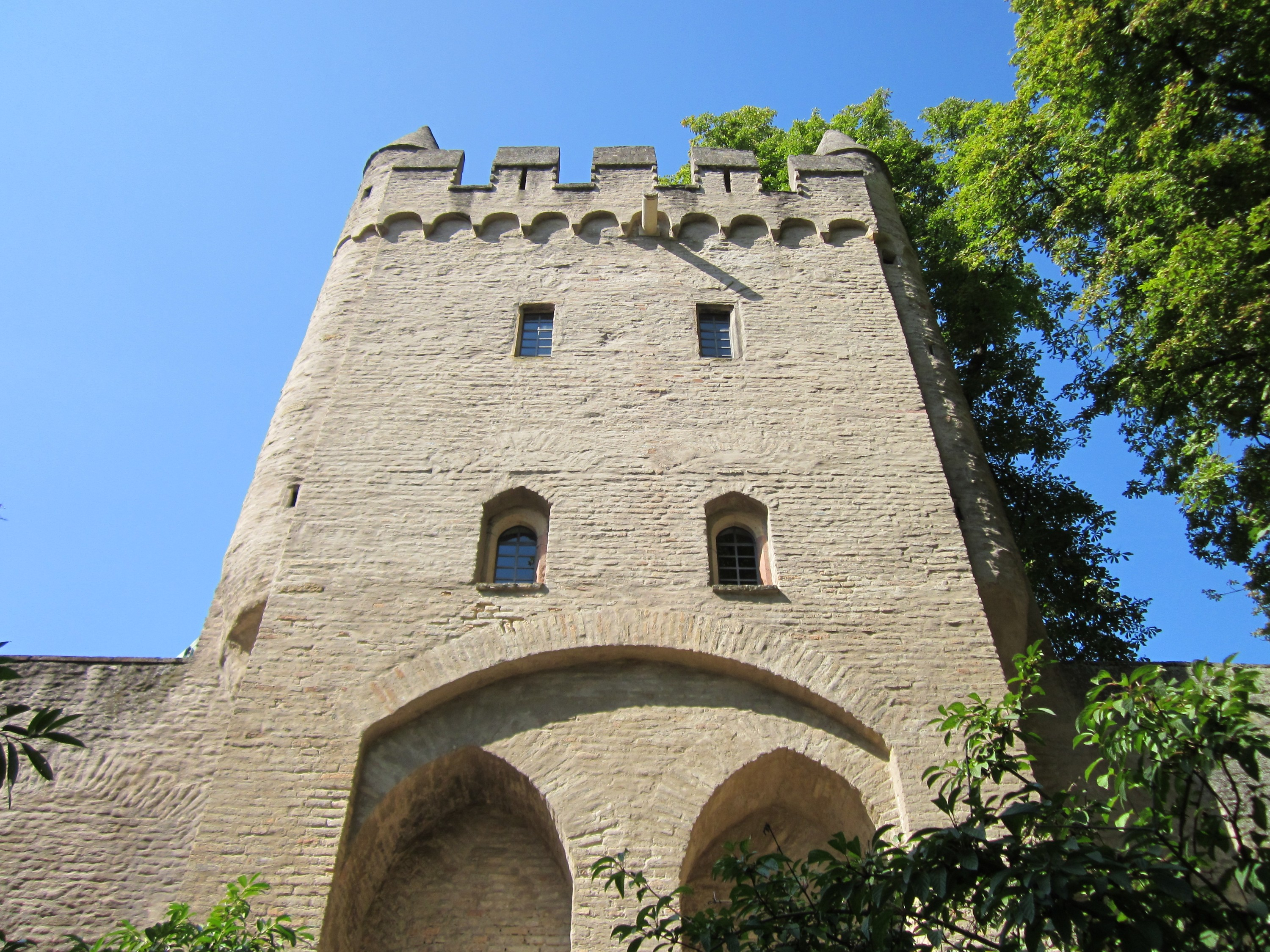
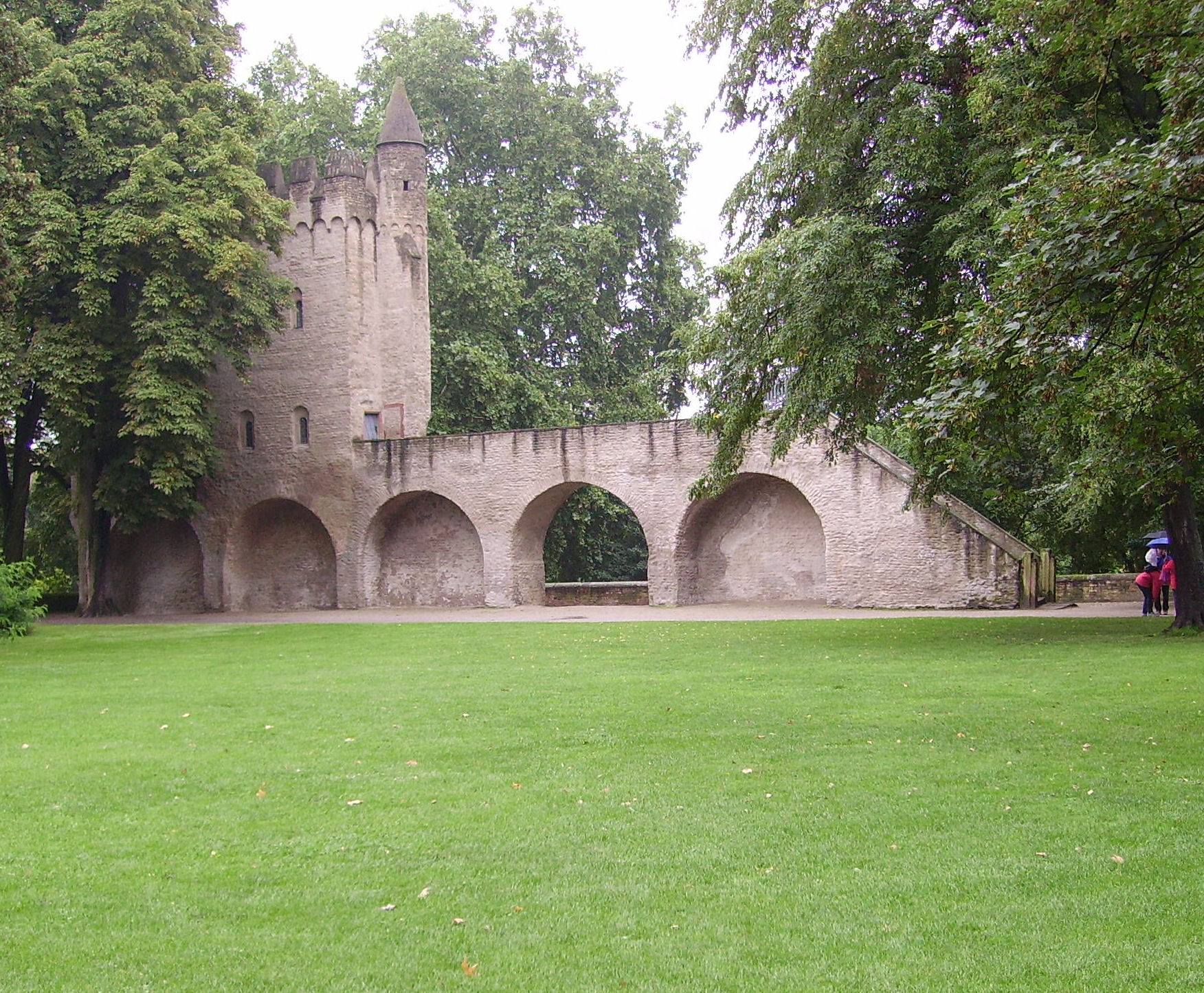

Das Heidentürmchen wurde um das Jahr 1281 erbaut und ist neben dem Altpörtel der einzige von ehemals 21 Türmen des inneren Stadtmauerrings; insgesamt zählten die Stadtmauern von Speyer rund 68 Türme.
Der Turm hatte noch im 17. Jahrhundert keinen Namen. Doch in der Aufklärung wuchs das Interesse für das Alte; so wurde in vielen Bauten und Fundstücken Römisches oder Heidnisches vermutet. Dabei täuschte man sich oft maßlos beim Datieren.
Der Name führte zu der Legende, dass das Heidentürmchen ein Gefängnis für Ungläubige und Ketzer gewesen sei. Eine Sage wiederum besagte, dass ein Riese mit seiner Frau, die beide Heiden waren, den Turm an einem Tag gebaut hätten. Doch bald stellten sie fest, dass sie den Turm zu schmal gebaut hatten. So mussten sie getrennt in den beiden Seitentürmchen stehend schlafen. (Diese Türmchen waren wohl die beiden flankierenden „Stiegenthürmlein“ und deren Kopfkonsolen.) Und weil sie sich nicht näher kamen, sind die Riesen ausgestorben.
Jahrhundertelang demonstrierten die Speyerer ihre Stärke, indem sie am Rathaus einen Riesenknochen vorzeigten, der beweisen sollte, dass ihnen selbst ein Gigant nicht gewachsen wäre. Es sei der Knochen eines Riesen namens Olps, der einst die Stadt bedroht habe und im vierten Jahrhundert bei einem Angriff ums Leben kam. Nach der Überlieferung müsste der Riese zwischen zehn und 14 Metern groß gewesen sein.
Die Sage vom Riesen hat einen realen Hintergrund. Um 1689 bezeichnete der Medizinalrat Ehrmann den Knochen als „Wirbelbein eines Walfischs“, den Grönlandfahrer nach Speyer gebracht hätten.
1869 aber erkannten die Museums-Konservatoren Mayrhofer und Harster in dem Gebein „den Wirbelknochen von einem Mammut“. Als solcher kam er 1910 in das neueröffnete Historische Museum der Pfalz. Das überließ ihn vor einigen Jahren dem Pfalzmuseum für Naturkunde in Bad Dürkheim, bzw. dessen Zweigstelle auf der Burg Lichtenberg bei Kusel.

### Antikenhalle
Die Antikenhalle wurde im Jahr 1826, im Auftrag des Regierungspräsidenten Joseph von Stichaner, nach einem Entwurf von Johann Philipp Mattlener, nördlich vom Dom erbaut und war als „Antiquarium“ für die Aufnahme von römischen Funden vorgesehen. Sie war eine Vorgängerinstitution des Historischen Museums der Pfalz.

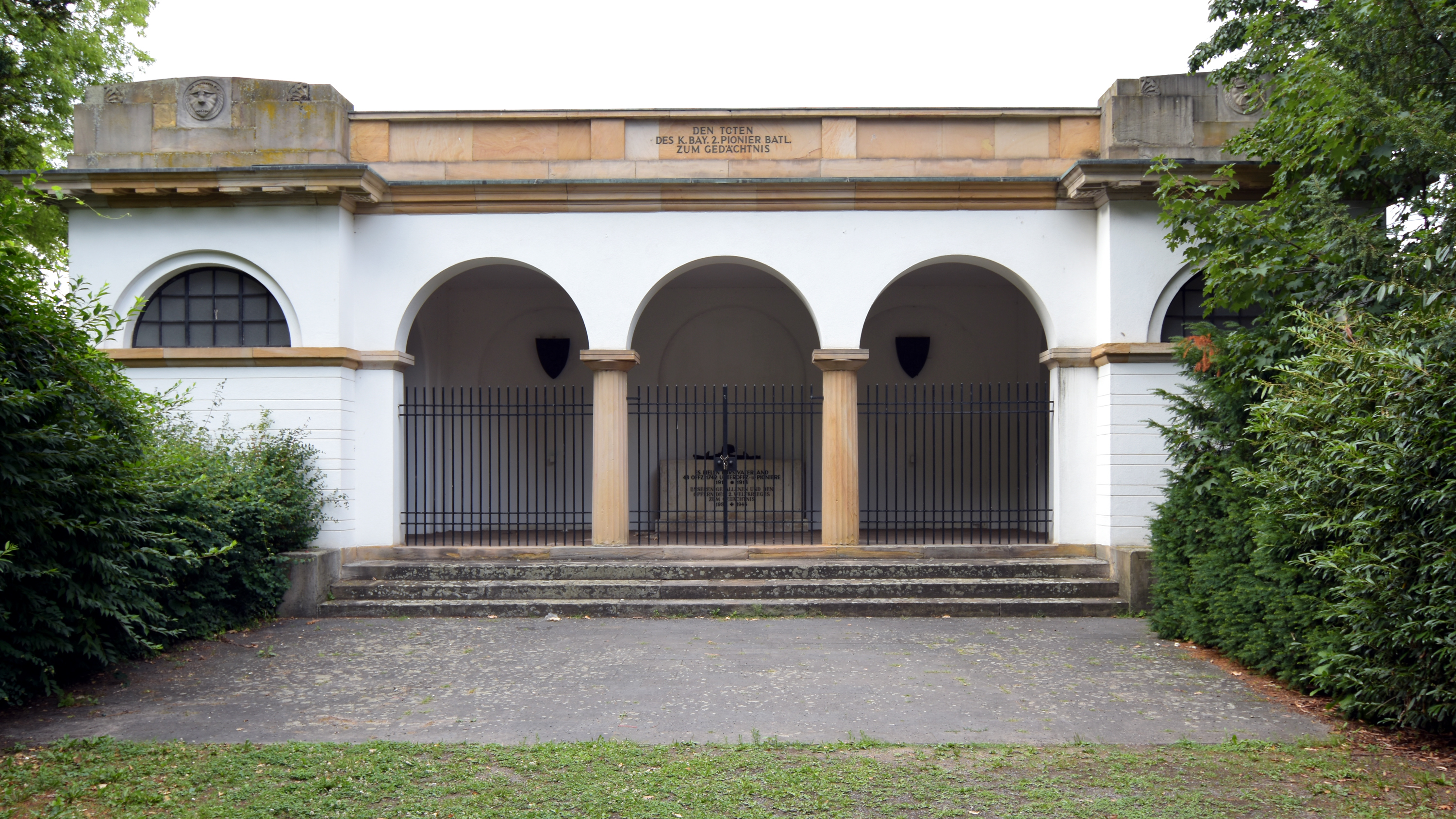
Die dreibögige Antikenhalle
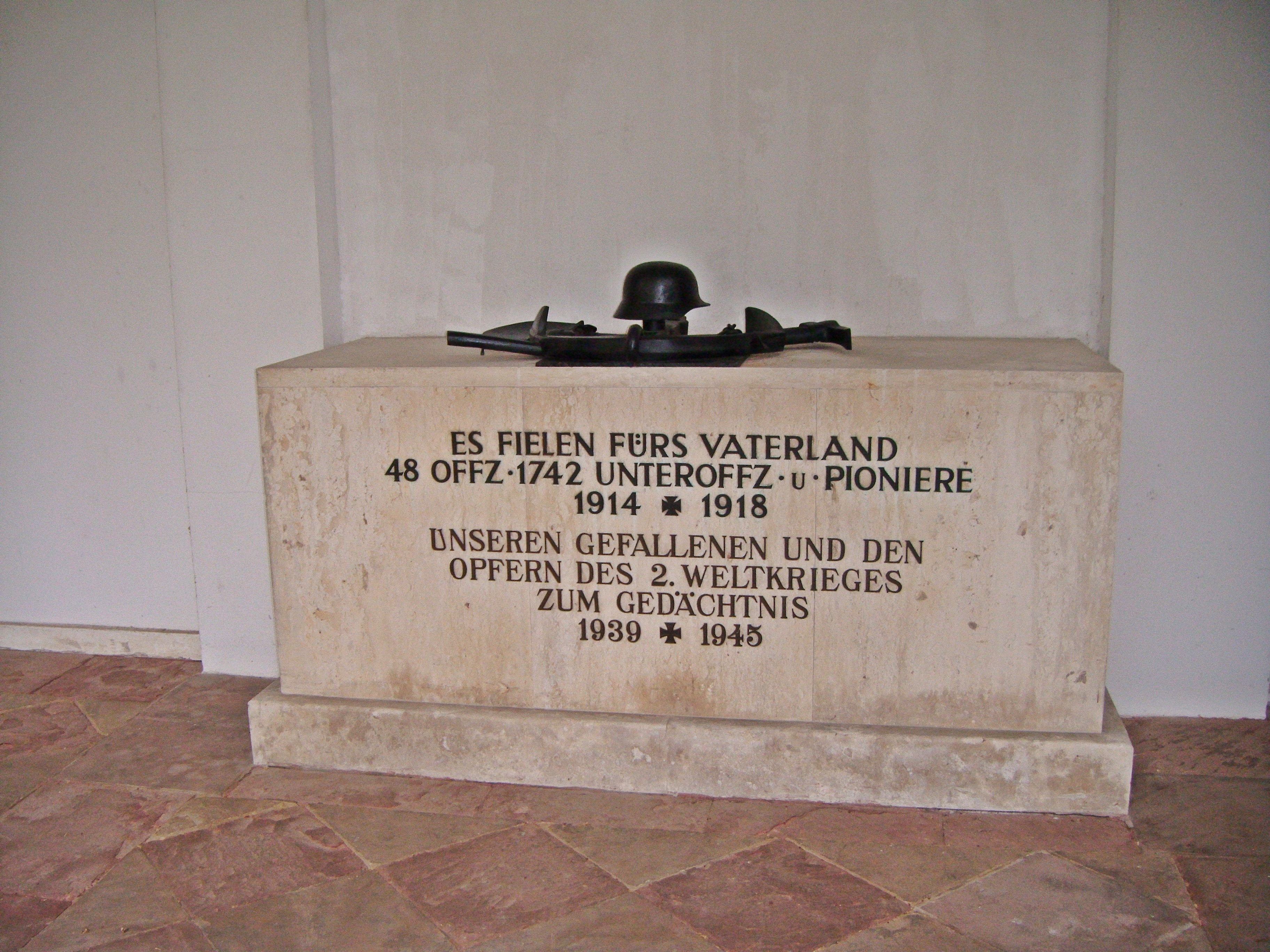
Gedenkstein für die Weltkriege
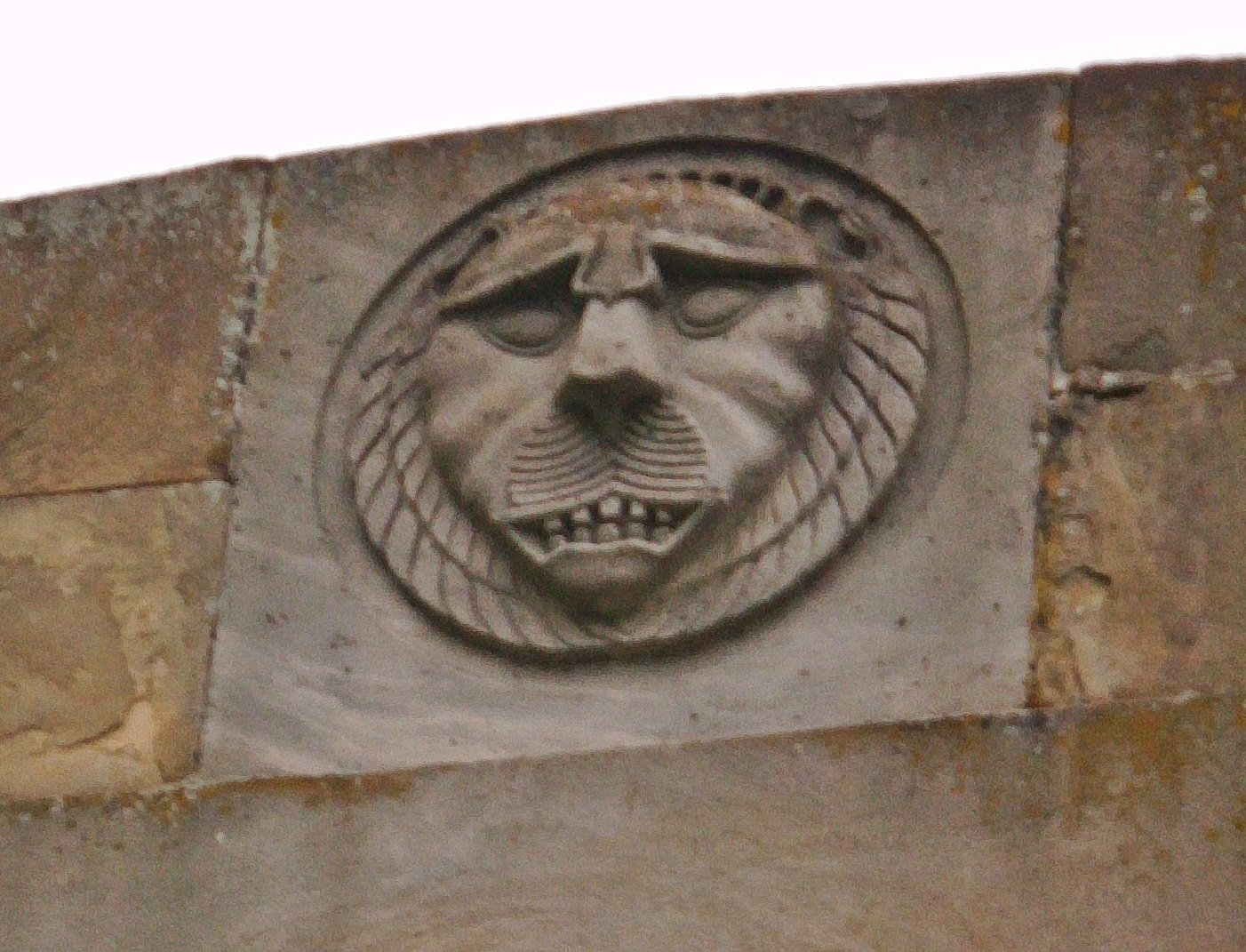
Löwenkopf an der Dachbrüstung

Nach dem Ersten Weltkrieg stand die Antikenhalle leer und wurde 1930 zum Ehrenmal des ehemals in Speyer beheimateten 2. Königlich Bayerischen Pionier-Bataillons umgewidmet.
Auf einem Gedenkstein steht:
DEN TOTEN DES K. BAY. 2. PIONIER BATL. ZUM GEDÄCHTNIS“ und: „ES FIELEN FÜRS VATERLAND 48 OFFZ. 1742 UNTEROFFZ. U. PIONIERE, 1914 – 1918.
Auf Steintafeln in den Seitenräumen stehen außerdem die Namen der Gefallenen.
Nach dem Zweiten Weltkrieg erhielt der Gedenkstein die zusätzliche Inschrift:
UNSEREN GEFALLENEN UND DEN OPFERN DES 2. WELTKRIEGS, 1939 – 1945.

### Stauferstele
In Erinnerung an die Staufer wurde 2018 nördlich vom Dom eine Stauferstele des Bildhauers Markus Wolf errichtet.

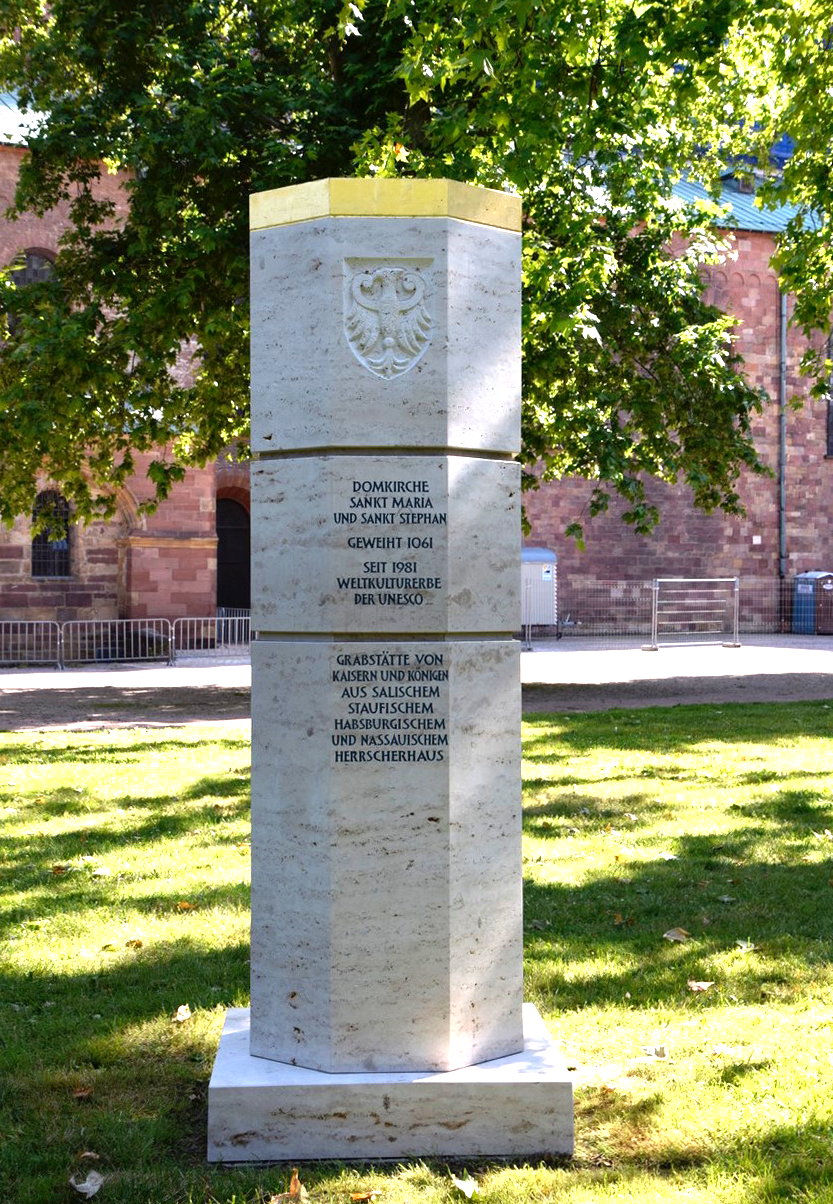
Stauferstele
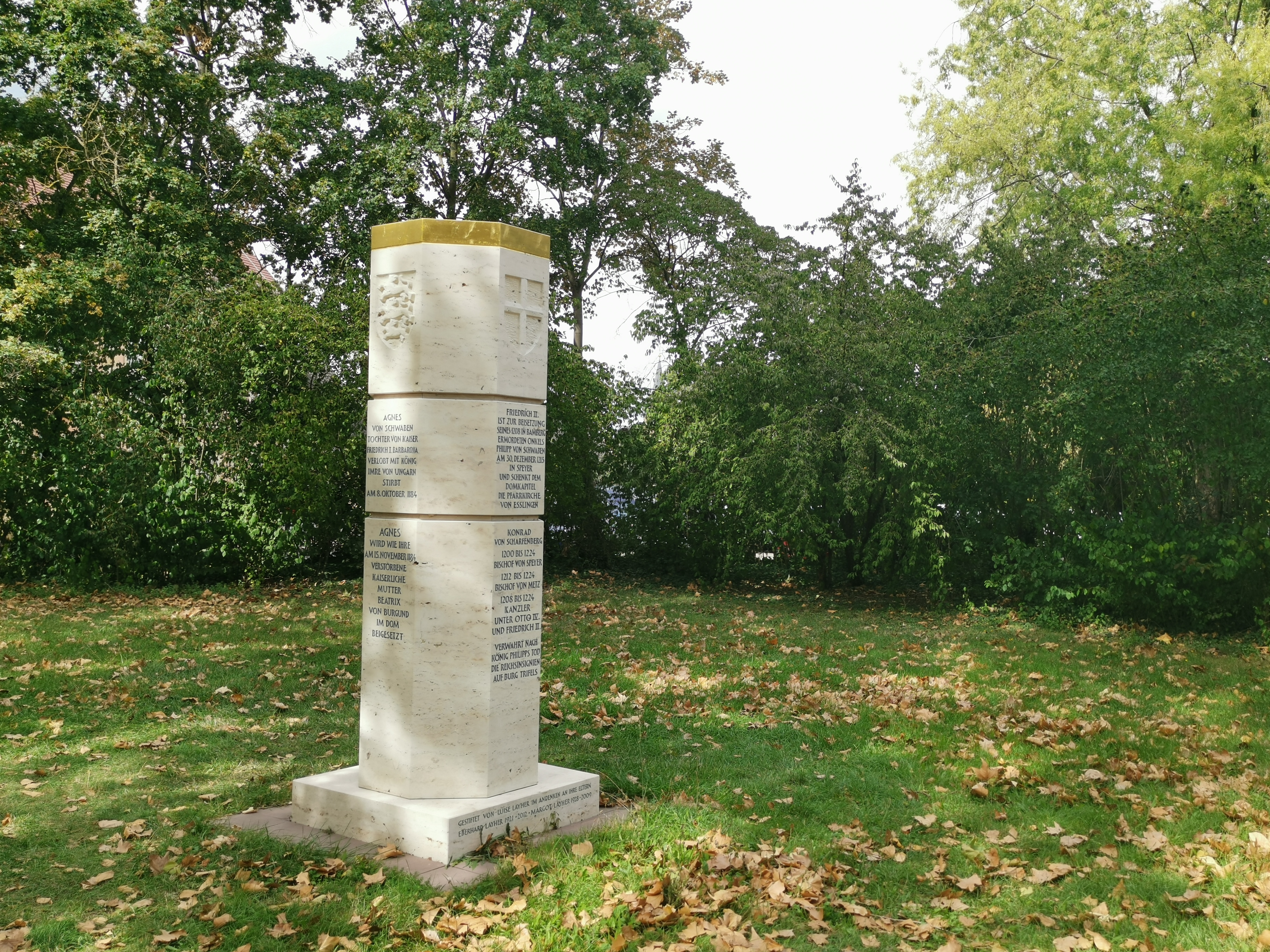
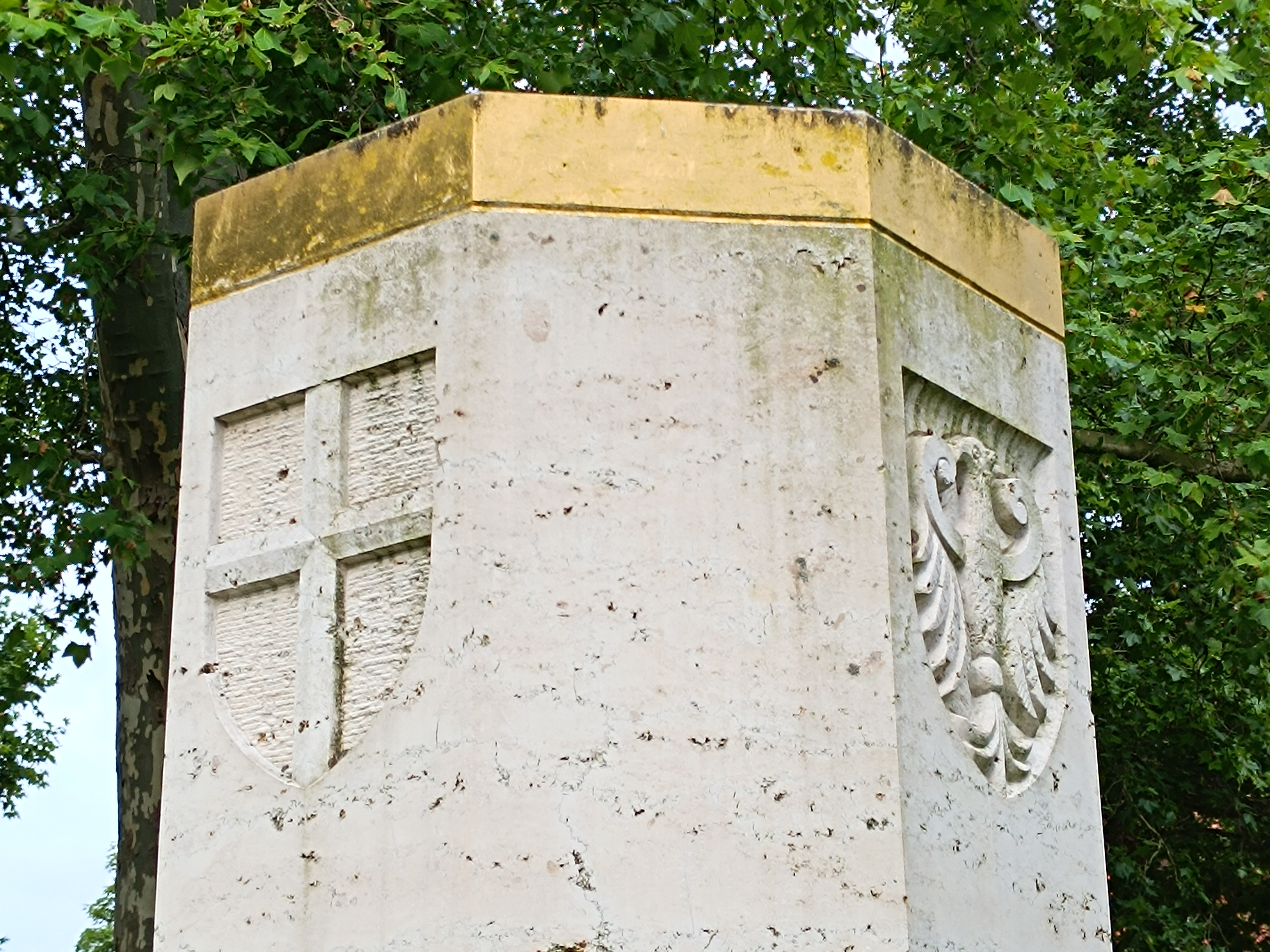

Sie steht auf der Wiese bei der Antikenhalle und geht auf eine Initiative des „Komitees der Stauferfreunde“ zurück, das sich dafür einsetzt, dass überall dort Stelen aufgestellt werden, wo es einen Bezug zu den Staufern gibt. Im Dom sind der Stauferkönig Philipp von Schwaben, seine Mutter Beatrix von Burgund und deren im Kindesalter verstorbene Tochter Agnes beigesetzt.
Den oberen Rand der Stele schließt ein goldenes Band ab, das die Reichskrone symbolisiert. Auf vier Seiten der drei Meter hohen, achteckigem Säule sind der Reichsadler, das Wappen der Stadt Speyer, Stauferlöwen und das Wappen des Bistums Speyer angebracht.
In seiner Festrede griff Bernhard Vogel ein Zitat aus der Broschüre des Stauferkomitees auf:

„Hätte es wenigstens noch zwei, drei weitere Generationen von Staufern auf dem Kaiserthron gegeben, die Vereinigten Staaten von Europa wären wohl schon im 14. Jahrhundert Wirklichkeit geworden und all das sinnlose Brudermorden der folgenden Jahrhunderte wäre der Menschheit erspart geblieben.“